# Constantin Lecca
Constantin Lecca (n. 4 august 1807, Brașov, Imperiul Austriac – d. 13 octombrie 1887, București, România) a fost un profesor, pictor, tipograf, editor, scriitor și traducător român din secolul al XIX-lea, care s-a remarcat în domeniul portretisticii, al picturii religioase și al picturii cu tematică istorică – care de altfel l-a și consacrat. Alături de prietenul său Mișu Popp și de litograful Carol Popp de Szathmary, Constantin Lecca a făcut parte din grupul de artiști ardeleni care au influențat semnificativ pictura românească a secolului al XIX-lea.
Lecca fost primul pictor român care a executat pictură bisericească în stil occidental. Ca editor, a înființat prima tipografie din Craiova și prima revistă culturală din Oltenia, revista Mozaic, în 1838. În politică s-a remarcat ca participant la Revoluția Română din 1848 și a susținut unirea și independența Principatelor.
A susținut cu ardoare idealurile Școlii Ardelene și a rămas posterității ca un bun pedagog, un mare patriot sub spectrul iluminismului transilvănean și un bun portretist. A fost o fire îndrăzneață și muncitoare, similar negustorilor brașoveni din rândul cărora a făcut parte. Pentru Craiova a fost ceea ce Ion Heliade-Rădulescu a fost pentru București. Barbu Theodorescu i-a făcut următoarea caracterizare:
... „Prin marea sa cantitate de portrete, el contribuie la formarea unui stil în pictura de șevalet românească. Deși desena cu oarecare stângăcie, ceea ce dă imaginilor sale poate un oarecare farmec, ca al primitivilor, deși colora fără strălucire și fără picturalitate, în tonuri locale, tente plate și demitente, modelând volumele fără mult recurs la clarobscur, deși nu avea acces la limbajul evoluat al culorii pure în funcție de ecleraj și nu cunoștea anvelopa, conturând decupat figurile, Lecca a însemnat, pentru istoria picturii românești, un moment caracteristic, peste care nu se poate trece, cum nu se poate trece peste momentul Bolintineanu”.
----- Barbu Theodorescu: Constantin Lecca, Editura Meridiane, București, 1969, pag. 26
A pictat numeroase compoziții și portrete de inspirație istorică, precum și portrete ale protipendadei momentului. Portretele desenate de către pictor au avut o răspândire importantă în epocă, fiind litografiate sau inserate în manualele școlare ale momentului. A colaborat timp de cincisprezece ani cu Mișu Popp și Barbu Stănescu, împreună cu care a pictat numeroase biserici din București (Biserica Curtea Veche, Biserica Sfânta Ecaterina din București, Biserica Sfântul Gheorghe Nou, Biserica Răzvan Vodă, Biserica Mănăstirii Radu Vodă). Singur, a zugrăvit Biserica Sfântul Nicolae din Brașov, Biserica din Negoiești, Biserica Madona Dudu și Biserica Sfântul Ilie din Craiova. Ca pedagog, a activat timp de cincisprezece ani ca profesor de desen la Școala Centrală din Craiova, iar după Revoluția din 1848 a fost profesor de desen la Colegiul Sfântul Sava din București.
Barbu Theodorescu a considerat în monografia sa că Lecca a fost mai vibrant și mai realist în opera lui, decât Dimitrie Bolintineanu în poezia pe care acesta a creat-o cu aceeași factură, tematică și inspirație. Cum amândoi au aparținut curentului romantic, au căutat să poetizeze momentele istorice ale poporului român, unul prin rime și imagini poetice, altul prin culoare. Opera lor s-a bucurat de mare succes în rândul maselor și au ajuns cei mai importanți romantici ai României. Din păcate, prin lipsa lor de profunzime s-au banalizat datorită alunecării lor în retorism și repetare. Așa cum Theodor Aman l-a înlăturat pe Lecca din viața artistică, așa a pățit Bolintineanu cu Mihai Eminescu. Însă, Lecca și Bolintineanu au deschis la final calea unor mari figuri ale culturii românești.
După 1870, bolnav fiind de Parkinson, artistul s-a retras din viața artistică. A murit în 1887 și a fost înmormântat la Cimitirul Bellu din București.

## Familia Lecca - copilăria

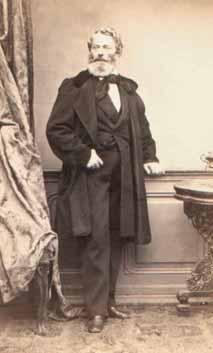
Constantin Lecca (foto de Carol Popp de Szathmari)

Familia lui Constantin Lecca a fost urmașa unei vechi familii de negustori și meseriași din zona Brașovului, familie care a fost atestată documentar timp de aproape două secole în acte păstrate în arhive sau care au fost adunate de către colecționari din diverse lucrări tipărite. În anul 1701, apare în documente Comșa Răuț din Tohan (gocimanul) care încheie un act de asociere comercială cu Vasile Brașoveanu și Ioan Sobanul. Tot un Comșa Răuț vinde muntele Radiba cumnatului său Oprea Florea, printr-un act de vânzare - cumpărare care indică o origine munteană a familiei. De asemenea, se întâlnesc în documente mulți boieri din secolul al XVIII-lea care poartă numele de Lecca, ce vând sau cumpără terenuri și moșii în Târgoviște, Argeș sau București, fără a se putea face vreo legătură filială cu pictorul Lecca. Componența istorică a familiei acestuia din Brașov, poate fi determinată prin apelativele pe care membrii acesteia le purtau, evidența reieșind și din semnăturile lor. Astfel, există semnături ca: Popa Vasii și Comșa Răuț din Tohan, Nica Popii Comșa ot Zărnești, Răuț Scheianul, sau Cojocarul din Turcheș. Radu Leca și Răuț Leca au achiziționat un minerei pentru biserică în anul 1780, iar Gheorghe Pop și Radu Leca au încheiat un act de obligativitate în fața magistratului brașovean, de terminare pe cheltuiala lor a bisericii din Dârste. De asemenea Gheorghe Leca și Ioan Leca și-au adăugat la numele lor epitetul de hagiu, semn că ar fi fost la Ierusalim. Un alt document care a rămas prin arhive aduce precizarea că ei se considerau natione valachus, diferențiindu-se clar ca origine de sași, greci sau bulgari.
Din rândurile familiei se remarcă Nicolae Leca, fiul lui Radu Leca, care s-a căsătorit cu Maria (născută Zaharia Nicolau) și au avut patru copii: Radu, Ioan, Dumitru și Antonie. Familia soției avea în acele vremuri una dintre cele mai mari firme comerciale din Brașov, Nicolau, cu relații de afaceri la Triest și la Viena. Din această poziție, familia Nicolau a sprijinit mișcarea de emancipare a românilor din Ardeal și s-a implicat în viața publică și religioasă a orașului, unul din membrii ei fiind reprezentant și jurat al Bisericii Sfântul Nicolae din Scheii Brașovului. Nicolae Leca avea un prieten, comerciantul  Mihai Alexovici, cunoscut sub apelativul familiar de Mișa. Dumitru, fiul lui Nicolae Leca Răuț, a luat de soție pe Maria fiica lui Mișa Alexovici. A avut cu soția sa trei copii: doi băieți, Constantin Lecca, Dumitru Lecca și o fiică, Caliope Lecca. Maria Leca Răuț (mama pictorului) a mai avut o soră numită Elena Alexovici, care s-a căsătorit cu negustorul grec Luca Kiriac supranumit după unii Karaboa, după alții Karaboas sau Karaba. Elena și Karaboa au avut o fiică, numită Ecaterina Kiriac (cunoscută după porecla tatălui drept Karaboa), care prin căsătoria sa cu Luca Caragiale a devenit mama scriitorului Ion Luca Caragiale.

Portretele membrilor familiei Lecca
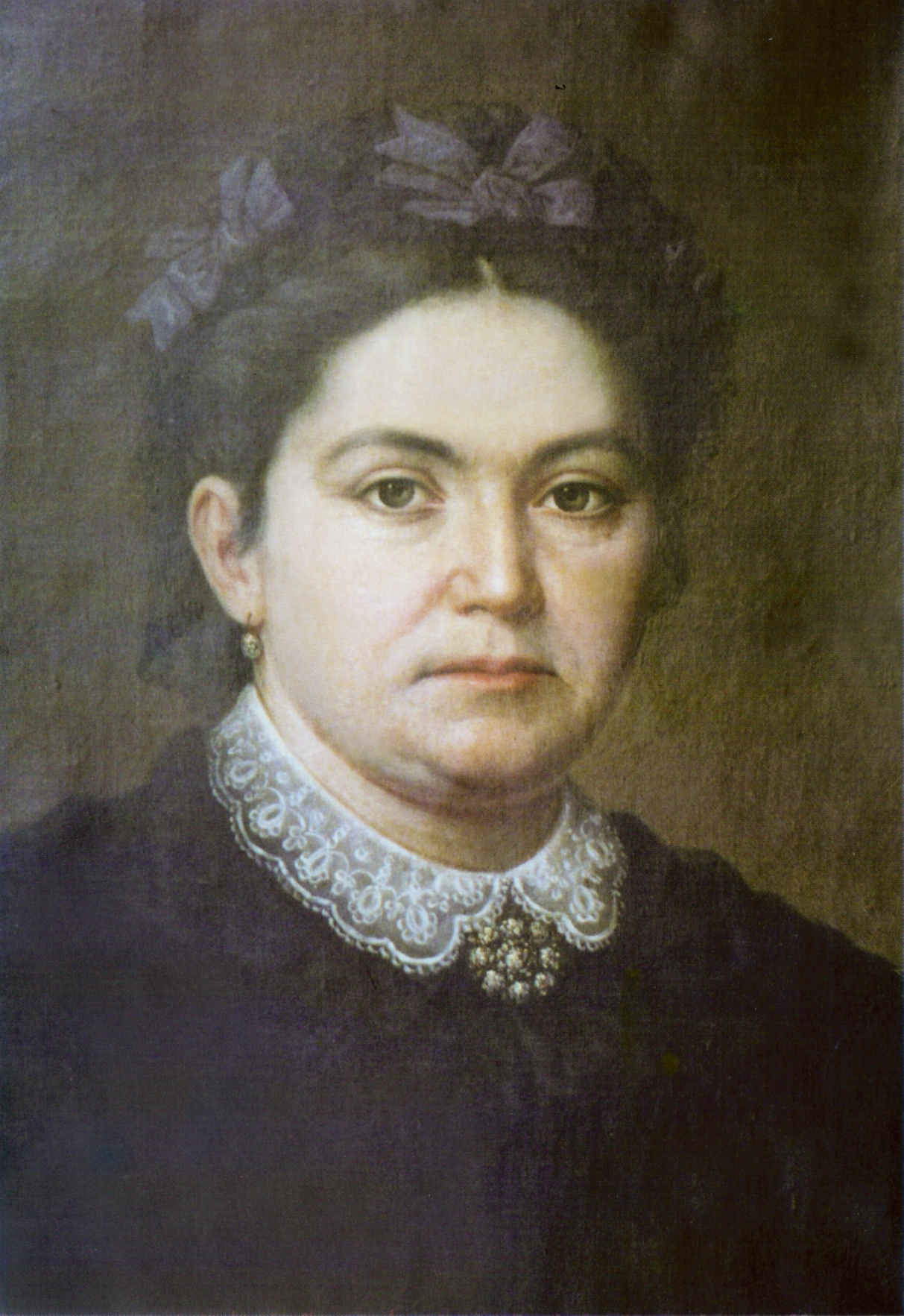
Victoria Lecca
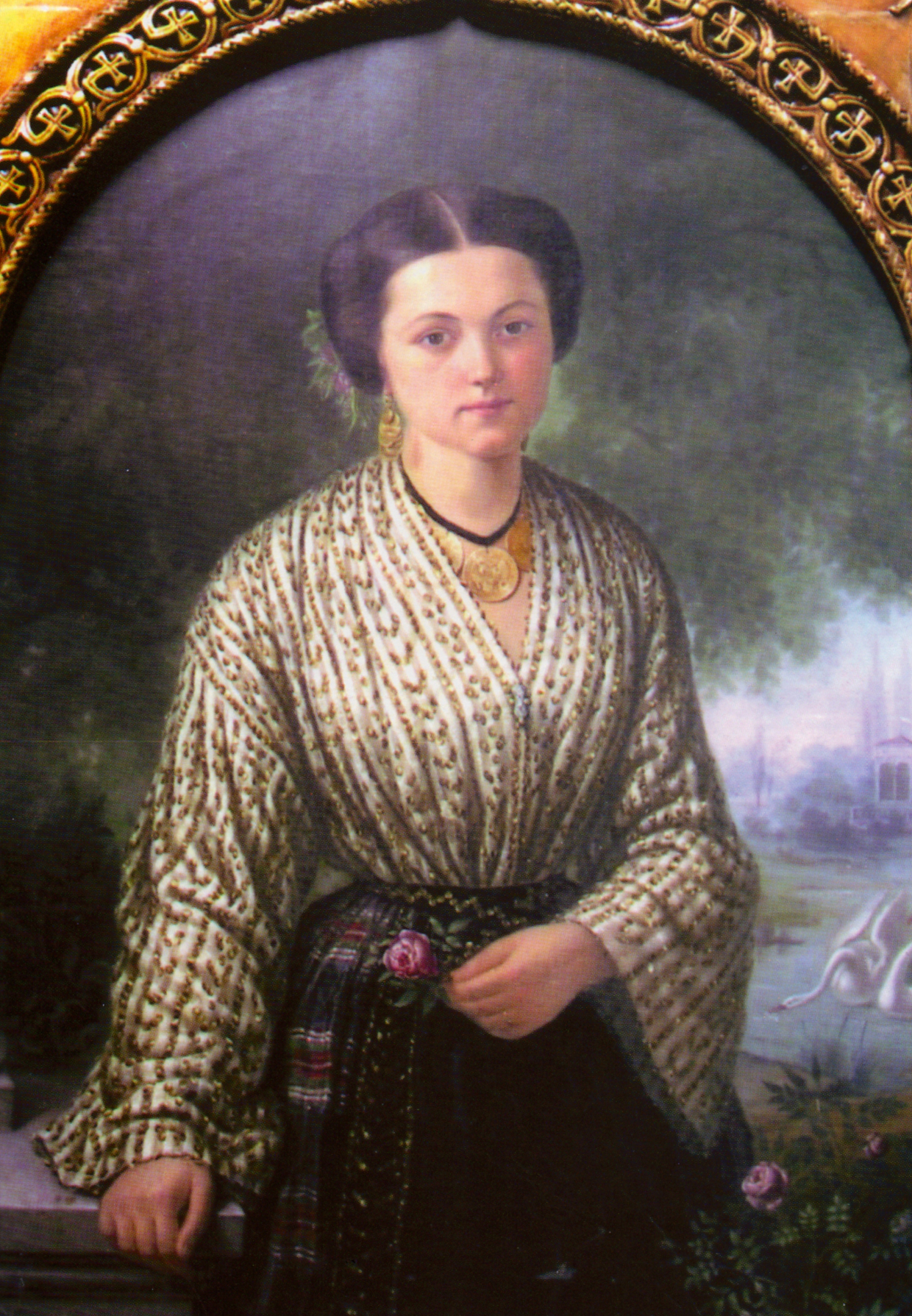
Cleopatra Lecca
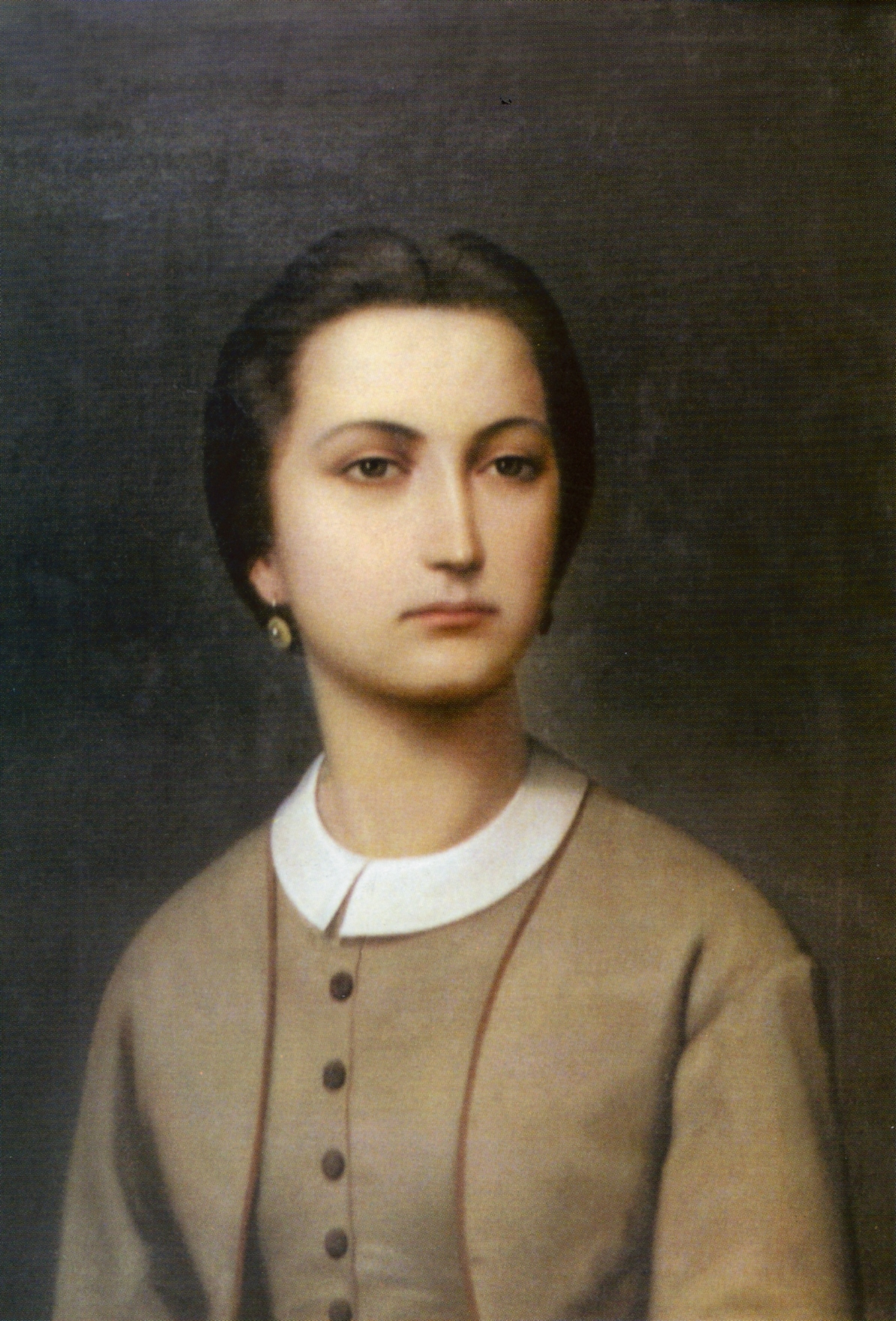
Cleopatra Lecca
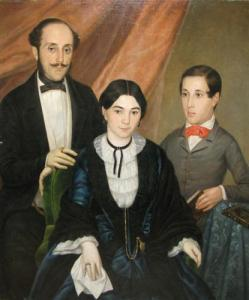
Familia Lecca
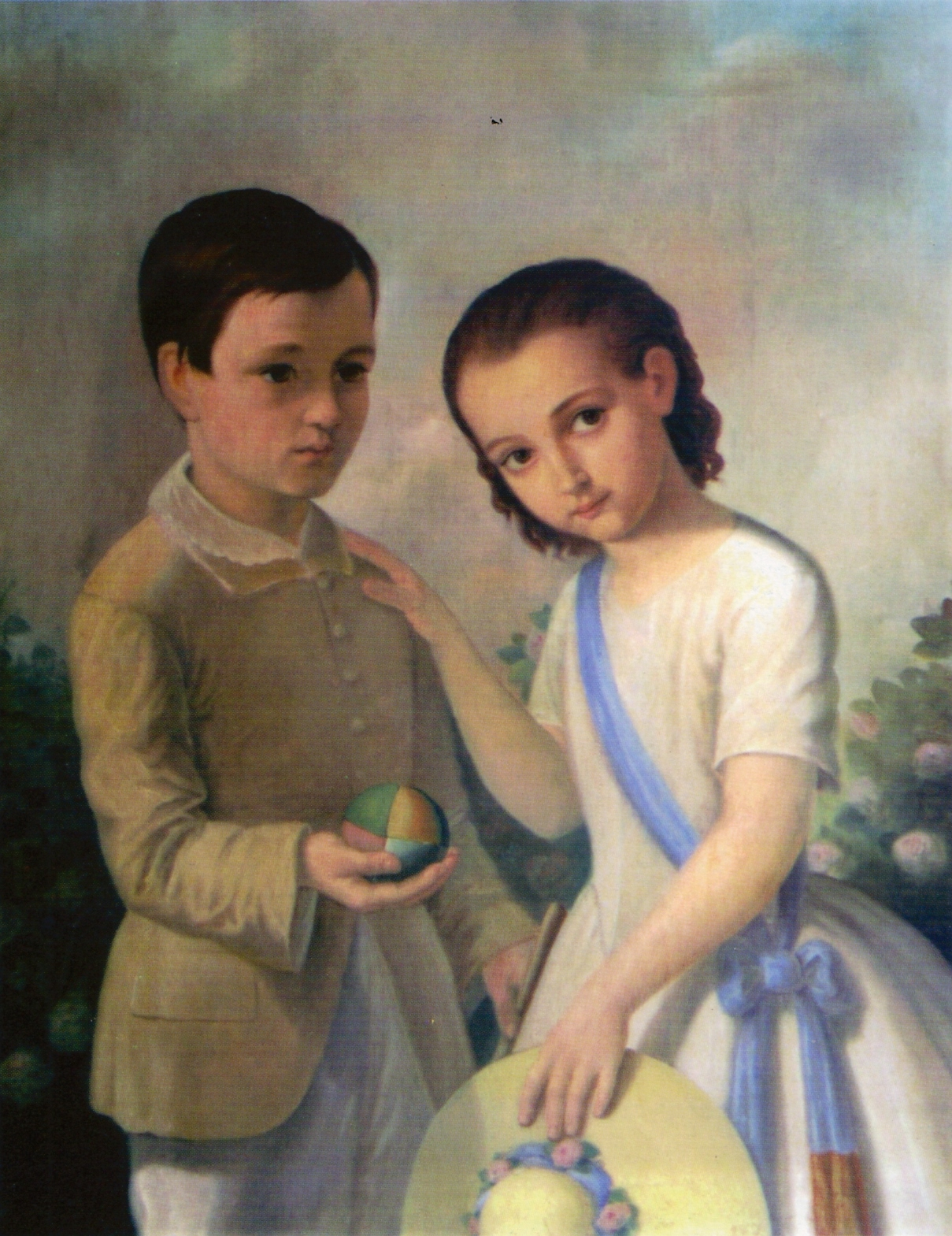
Copiii lui C. Lecca

Despre copilăria lui Constantin Lecca se cunosc foarte puține detalii. O lungă perioadă de timp nu s-a cunoscut  nici măcar ziua sa de naștere. A rămas în istorie data botezului din ziua de 4 august 1807, când a fost botezat de către cocoana Bălașa a lui Dimitrie Nicolau în Biserica din Șcheii Brașovului.[A] Ziua botezului din 4 august, care este de fapt data de naștere, a fost preluată în mod eronat de către biografii lui Lecca din registrul Bisericii din Schei în loc de 10 august 1807. De remarcat că și primul biograf al lui Lecca, Nicolae Țîncu, a menționat în 1894 că Lecca s-ar fi născut în anul 1810, fapt contrazis documentar de actele existente la Biserica din Scheii Brașovului. Această confuzie s-a perpetuat până în anul 1960 când istoricul de artă Barbu Brezianu a făcut cuvenitele rectificări într-o analiză dedicată lui Lecca din același an.
Viitorul pictor a primit o educație aleasă, așa cum se obișnuia în familiile cu stare materială bună din acele vremuri. Se știe că pictorul a urmat școala românească din Șchei unde a învățat și limba greacă. Istoricul literar Barbu Theodorescu presupune în monografia dedicată acestuia, că Lecca ar fi urmat și cursurile Gimnaziului Săsesc din Brașov de unde a plecat la Blaj, similar fratelui său Dimitrie care a ajuns apoi, învățător în orașul natal. Barbu Theodorescu aduce ca argumente în supoziția sa, faptul că Lecca era un pasionat istoric și cunoștea foarte bine limba germană, din care a făcut numeroase traduceri. Aceste caracteristici, susține Theodorescu ar fi făcut parte din formația educațională standard pe care elevii școlilor o dobândeau la Blaj.

## La studii

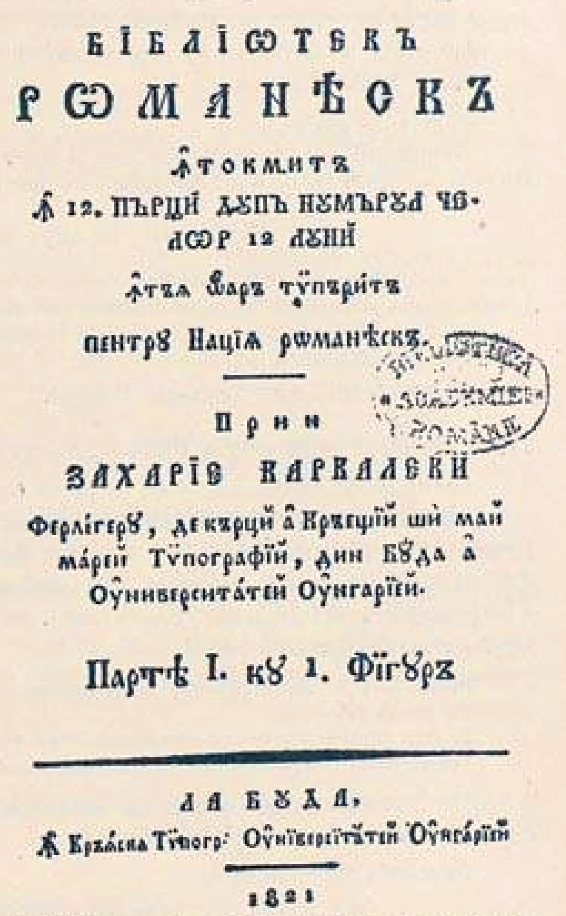
Titlu din Biblioteca românească - 1821

Începând din anul 1822, de când era elev al școlii românești din Brașov și până când s-a stabilit la Buda în vara anului 1827, nu se cunoaște nimic din viața lui Lecca. Aceasta este perioada în care Barbu Theodorescu presupune că Lecca ar fi fost elev în școlile de la Blaj. O dată ajuns în capitala ungară, Constantin Lecca a început perioada de formare artistică în plin contact cu Occidentul.
Se cunoaște că în istoria Transilvaniei din secolul al XVIII-lea, foarte mulți tineri și-au desăvârșit educația în capitala Regatului Ungar, la Buda, sau la Roma ori Viena. Cu ajutorul cunoștințelor pe care le-au dobândit în contactul lor cu civilizația occidentală, aceștia s-au întors în locurile natale ca filologi, istorici și nu ca propagatori ai catolicismului în spiritul în care au fost ei școliți. Revenind în Ardeal, absolvenții transilvăneni și-au adus adeseori aportul în dovedirea latinității poporului român și la ridicarea lui prin educație și cultură. Astfel, după anul 1820 la Buda au venit între 15 și 20 de tineri români transilvăneni, pentru a urma diferite școli superioare. Tot la aici s-a aflat și tipografia unde chiar și unii dintre scriitori din țară au făcut diferite tipărituri și la care au lucrat mulți cărturari români.
În acest mediu a ajuns Constantin Lecca și primul său imbold a fost să învețe pictura și în paralel istoria. Încă de la început, acesta a avut sprijinul publicistului și editorului Zaharia Carcalechi.

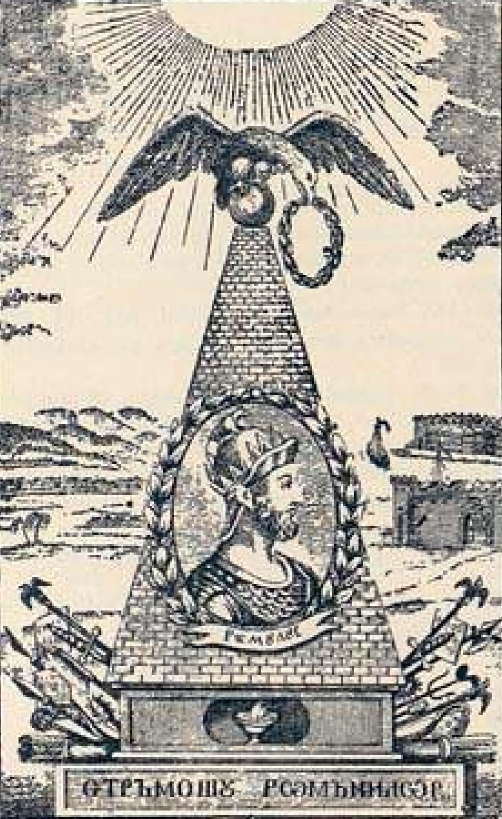
Romulus în Biblioteca românescă, 1821

Susținând cu ardoare idealurile Școlii Ardelene, Constantin Lecca a ajuns așadar  în orașul de pe Dunăre în anul 1827. Conform planurilor sale, urma să plece la Roma să studieze operele maeștrilor renascentiști și creația lui Rafael. Cum Petru Maior a decedat la Buda în anul 1821, opera sa istorică a fost preluată și continuată de către studenții români de aici. Ideile patriotice ale lui Petru Maior, precum și demonstrarea continuității și latinității poporului român în spațiul transilvănean au fost principalele preocupări ale colaboratorilor revistei Biblioteca românească, în perioada 1829 - 1834, revistă editată de către Damaschin T. Bojincă la Buda. De la Gheorghe Șincai și Petru Maior s-au moștenit ideile progresiste ce l-au animat pe editorul și conducătorul acestei reviste, Zaharia Carcalechi.
Zaharia Carcalechi  a spus că Lecca s-a descurcat la Buda foarte greu din punct de vedere financiar, motiv pentru care Carcalechi a publicat un anunț în Biblioteca românească, pentru ajutorarea tânărului student. Apelul pe care l-a făcut Carcalechi a avut un ecou la Ion Heliade-Rădulescu, care a publicat și el în Curierul românesc anunțul: ... Vrând să meargă la Roma și să se perfecționeze în copierea modelelor și fiind lipsit de mijloace, tânărul pictor cere ajutor poporului român. Deși la Roma sigur nu a ajuns în acel an, Lecca a făcut totuși în vara anului 1830 și în 1831 o lungă călătorie în Moldova, Țara Românească și Ardeal, împreună cu mentorul său Zaharia Carcalechi. Există chiar ecouri în presa acelor ani. Astfel, Curierul românesc a publicat în septembrie 1830, faptul că Lecca s-a întors după trei luni de călătorii la București și că: ... Lecca, în vremea călătoriei sale, a zugrăvit toate ruinele românilor pe care le-a vizitat și că toate aceste zugrăveli vor putea fi văzute în paginile Bibliotecii românești. Cu ocazia călătoriei sale prin Principate, Lecca a întocmit un album de călătorie în care și-a scris impresiile. Tot în acest album există și niște însemnări făcute de către Heliade-Rădulescu cu ocazia trecerii lui Lecca prin București. În plus de desenele făcute de Lecca în această călătorie, el a mai executat și portrete, cum este cel al lui Ion Cărpenișeanu, fiul slugerului Diamandi. Acest portret realizat în septembrie 1830, a fost semnat cu litere chirilice și este una din primele lucrări artistice pe care Lecca le-a făcut. Se cunoaște faptul că Ion Cărpenișeanu era în acel an elev al școlii militare și avea 16 ani. Istoricul și criticul de artă George Oprescu l-a considerat a fi „... un document prețios pentru istoria costumației noastre militare și a reînființării armatei naționale, straja pământeană”.
Carcalechi s-a folosit de tinerii studenți de la Buda pentru editarea revistei Biblioteca românească și pentru a scrie o istorie a romanilor având ca sursă „toate istoriile vestite, care se aflau în crăiasca bibliotecă din Pesta”. De aceea primul articol publicat de către Damaschin Bojincă s-a intitulat „Craiul I, Romulus”. El a fost continuat cu istoria romanilor până la „Octavian ca moștenitor al lui Caesar”. Această epopee a fost preluată mai apoi de către Grigore Cuciuran în Moldova și continuată de Constantin Lecca și de Ioan Maiorescu. Revista Biblioteca românescă a mai publicat și alte studii și articole din viața lui Radu Ștefan, Dimitrie Cantemir precum și „Vestitele fapte și pieirea lui Mihai Viteazul”.
În această revistă a publicat Constantin Lecca studiul „Viața prințipiului și eroului Moldovei Ștefan cel Mare”. Studiul este de fapt o cronologie a faptelor domnitorului extrasă din cronicile românești precum și din publicații străine. La sfârșitul lui, istoricul Constantin Lecca face o caracterizare lui Ștefan cel Mare: „un om nu prea mare de statură, adânc gânditor, nu măreț, plin de duh, apărător al dreptului său, de față la orice bătaie, înțelegea foarte bine măiestria războiului, mai întotdeauna în triumf de biruință înturnându-se, niciodată prin nenorocire strâmtorat, apururea așteptând o mai bună soartă”. Numele de Leca apare în lista abonaților revistei încă din anul 1821, Ioan R. Leca și mai târziu Constantin D. Lecca, pictor de închipuiri.
Constantin Lecca a mai publicat un articol istoric, care a fost de fapt o traducere începută de Bojincă, a istoriei romanilor de la moartea lui Tiberius până la războiul cu britanii. Ultimul articol publicat la revista Biblioteca românească a fost nuvela Jucătorii de cărți, care a fost tradusă din limba germană și pe care a semnat-o pictorul Constantin Leca Răuț. Împreună cu Carcalechi, Constantin Lecca a planificat editarea revistei cu tipărirea obligatorie în fiecare număr al ei, a unui portret de domnitor român.  Lecca a folosit în acest scop  toate sursele disponibile de la cronici, din studii istorice până la modele preluate din iconografie. Astfel, pentru portretul lui Mihai Viteazul a folosit studiul lui Damaschin Bojincă și toate stampele pe care le-a putut găsi. Pentru Ștefan cel Mare și-a strâns singur materialele necesare și astfel, pictorul Lecca a devenit istoric asemenea înaintașilor săi blăjeni.

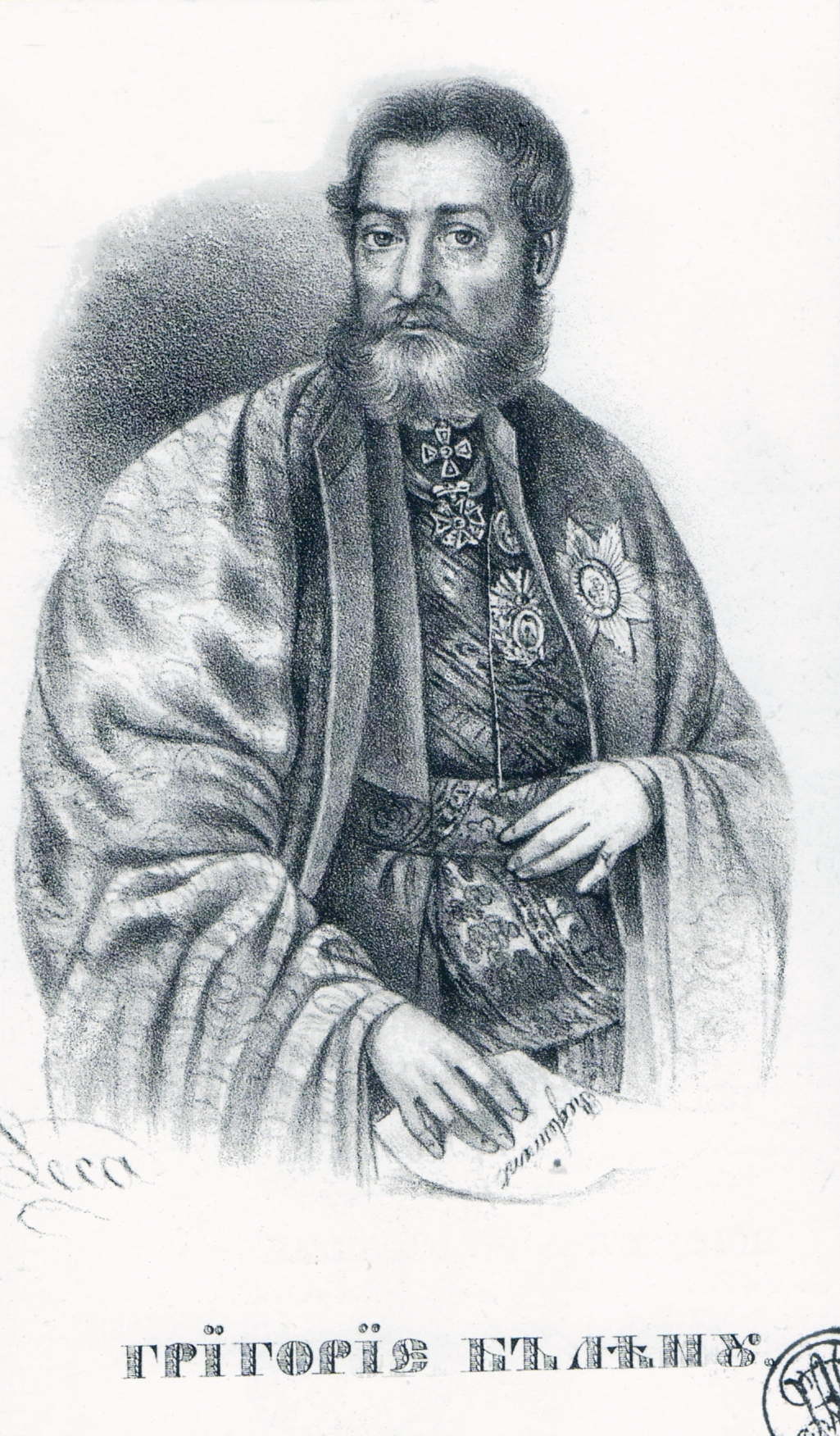
Grigore Băleanu (litografie - 1837)
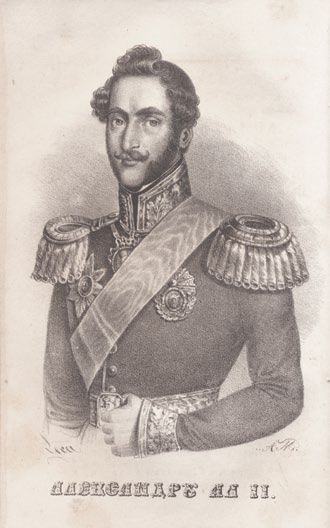
Alexandru Dimitrie Ghica (litografie - 1837)
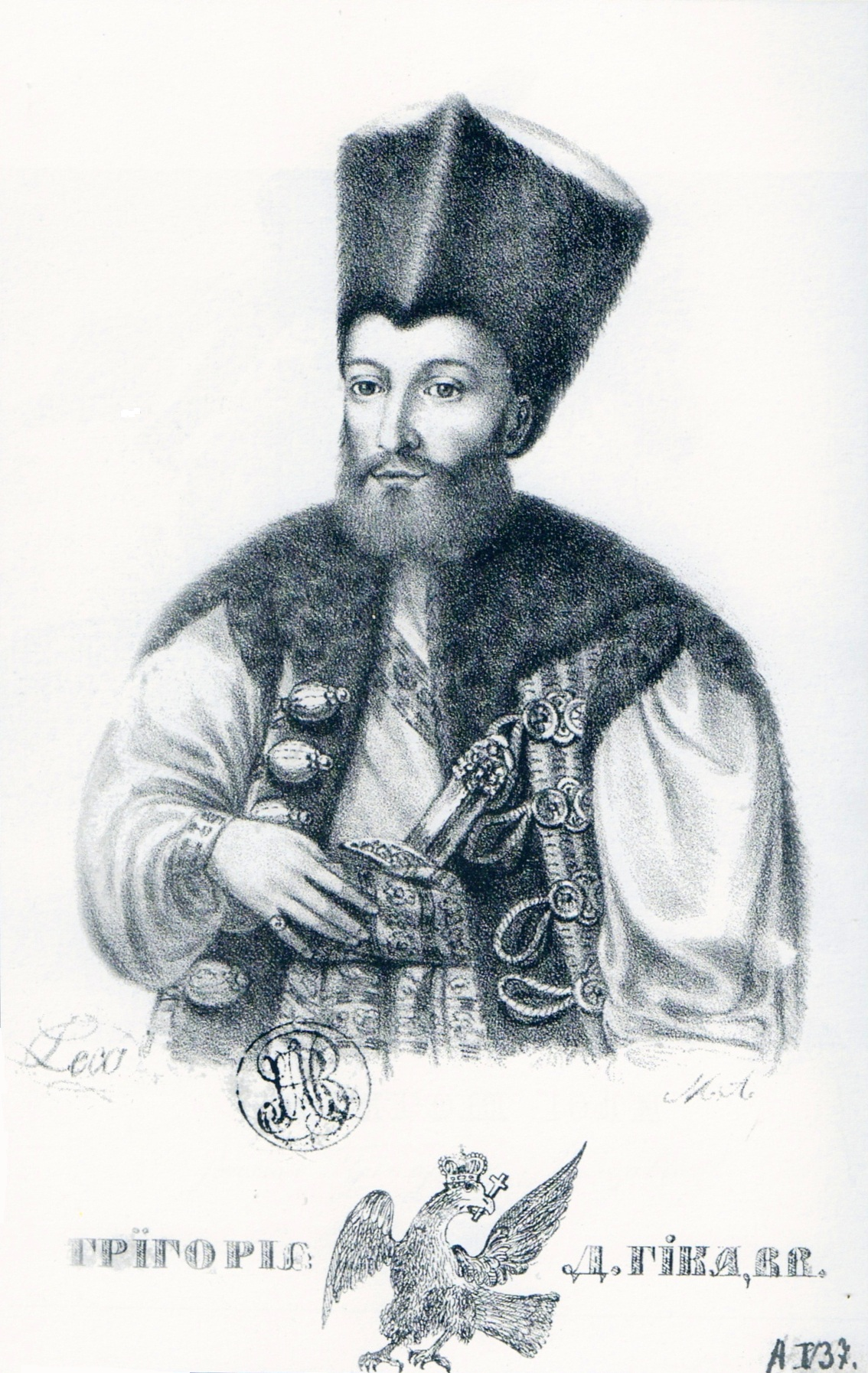
Grigore Dimitrie Ghica (litografie - 1837)
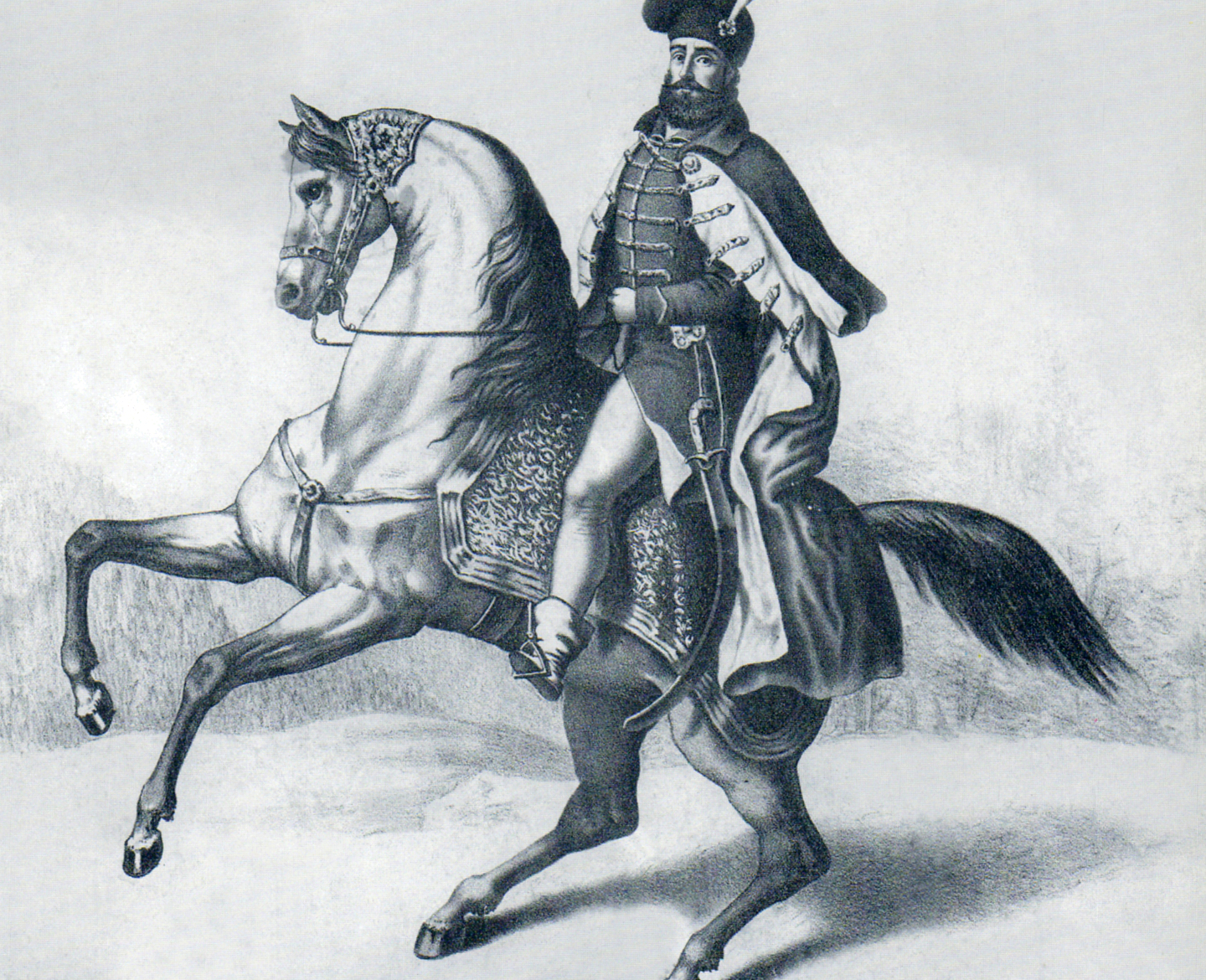
Mihai Viteazul (litografie - ? )

Mult dorita sa deplasare la Roma nu se știe până în prezent dacă s-a realizat în acele vremuri, însă este sigur că a vizitat-o totuși  înainte de a deveni profesor de desen la Craiova. Cu siguranță însă a vizitat Viena, deoarece stilul portretisticii sale a fost puternic influențat de școala vieneză. Ca argument pentru această afirmație, Barbu Theodorescu aduce ca exemplu tabloul Portretul unui tânăr, care este de fapt un autoportret. Concluzia asupra perioadei de studii de la Buda este că, pictorul Lecca și-a format acolo o cultură istorică, și-a format deprinderi manageriale în conducerea unei reviste și a învățat meșteșugul tipografic.

## Dascălul și publicistul Lecca

### Profesor la Craiova

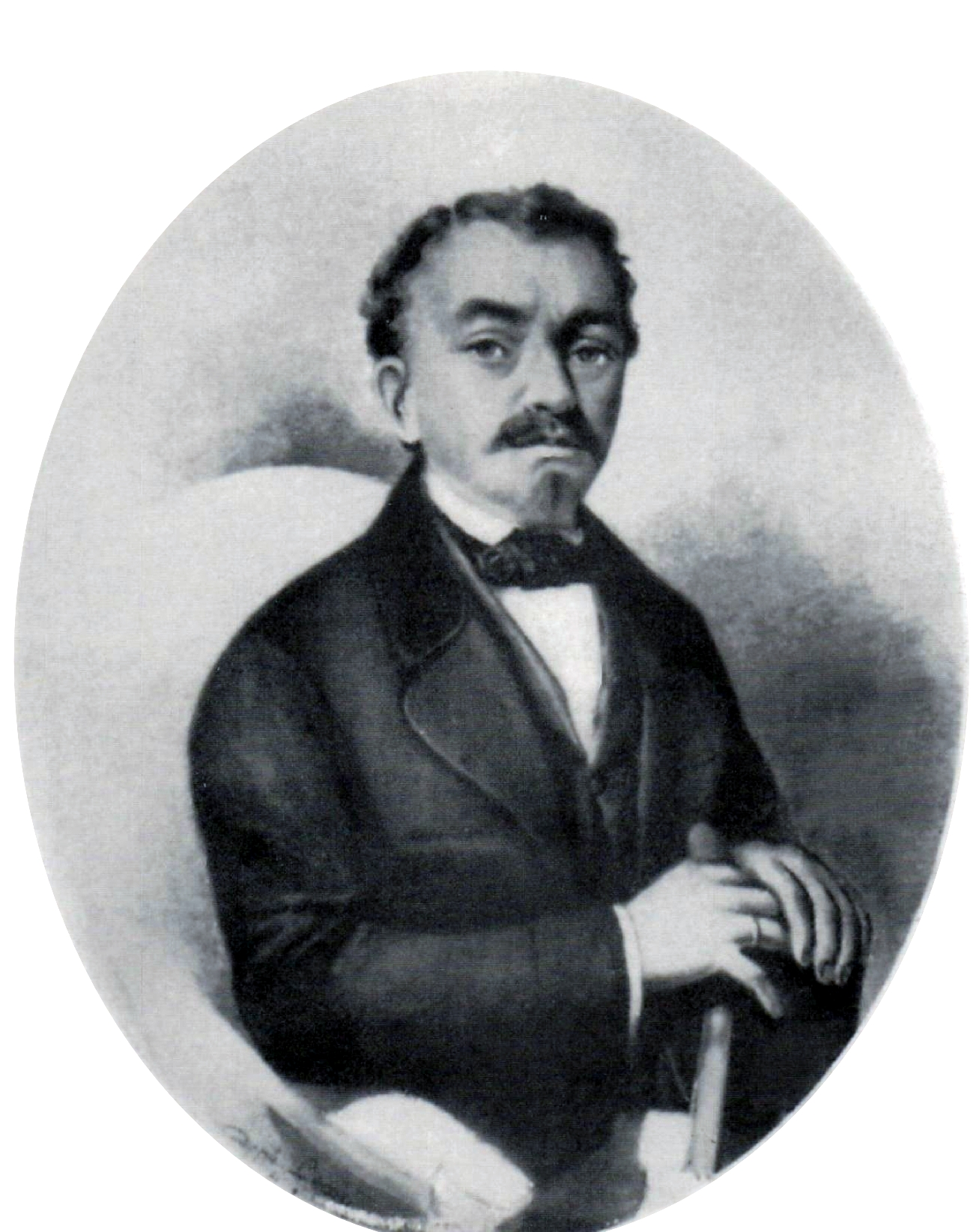
Ioan Triffu

În anul 1834, revista Biblioteca românească și-a încetat activitatea deoarece majoritatea colaboratorilor săi au părăsit activitatea publicistică desfășurată la Buda. Așa cum cărturarii formați de către Școala Ardeleană au trecut Carpații și au început reformarea învățământului românesc din Moldova, Oltenia și Muntenia, Damaschin Bojincă a plecat la Iași și Ioan Triffu a fost numit profesor la Cerneți. De la Cerneți, Ioan Triffu s-a mutat la Craiova, acolo unde Constantin Lecca a venit ca profesor de desen și caligrafie la Școala centrală din localitate. Zaharia Carcalechi și-a continuat și el activitatea începută la Buda, dar la București.
Obținerea postului de la Craiova de către Constantin Lecca, a fost posibilă ca urmare a reorganizării școlilor românești, datorată Regulamentului organic apărut în anul 1832. Prin acest regulament, posturile școlilor din Craiova și București au fost suplimentate cu câte unul de profesor la catedrele de caligrafie și desen, nou înființate. Astfel, la Liceul Sfântul Sava din București a fost numit ca profesor de desen pictorul croat Carol Wallenstein de Vella, iar Constantin Lecca pare să fi ocupat același post la școala din Craiova în anul 1833. La catedra de desen postul a figurat însă vacant aproape un an de zile, deoarece numele lui Constantin Lecca a apărut în registrul profesorilor școlii de abia în anul 1834. Barbu Theodorescu consideră totuși că Lecca s-ar fi aflat acolo încă din 1833, deoarece portretul profesorului Grigore Pleșoianu[Q], realizat de Lecca, este datat în acest an. La Craiova, Lecca a îndeplinit funcția de profesor de desen până în anul 1848, an în care s-a refugiat la Brașov din cauza izbucnirii revoluției. În capitala Olteniei, pictorul „... a desfășurat... o susținută activitate de animator și propagandist cultural”., activitate care s-a manifestat pe o perioadă de 15 ani, între 1833 și 1848. La venirea sa, orașul Craiova era un fel de sat mai mare cu circa 15.000 de locuitori, în care tronau casele boierești ale Glogoveilor, Obedeanilor, Coțofenilor, Vlădoienilor, Bibeștilor, Casele Băniei și casa lui Hagi Stan Jianu.
La Craiova, Lecca a fost foarte bine primit de către marii negustori ai locului și de către boieri. A cunoscut-o astfel pe Victoria, fiica Ecaterinei și a lui Grigore Otetelișanu, cu care s-a căsătorit în anul 1836 și cu care a avut șase copii. Paul Rezeanu menționează însă șapte copii după cum urmează: Cleopatra[G], Alecsandru[H], Gligorie[I], Gheorghe[J], Dimitrie[K], Constantin[L] și Alesandrina[M]. În orașul Băniei Olteniei, pictorul Lecca a găsit un mediu propice dezvoltării culturale și a început promovarea artelor plastice cu ajutorul lui Otetelișanu și a lui Petrache Poenaru, care era conducătorul școlilor locale. În acele vremuri viața Olteniei sfârșitului de secol al XVIII-lea ajunsese să capete un alt ritm. Legăturile comerciale pe care negustorul Constantin Hagi Pop le avea cu Sibiul făceau, la modul practic, legătura cu Occidentul. Pe lângă diferite nimicuri mondene, mobilă sau reviste și ziare, se aduceau în Craiova cărți și tablouri. Cum fiecare familie cu stare simțea nevoia unui portret s-a creat încet dar sigur o modă în domeniul artei. Boierimea și marii negustori obișnuiau să-și trimită copiii la studii în străinătate: la școala greco-germană Trautmann din Sibiu, la Viena sau la Paris. Au rămas în istorie numele de Jianu, Glagoveanu, Brăiloiu, Bengescu, Bibescu, Știrbei sau Cocea. După terminarea studiilor prin țări străine copiii nu se mai întorceau la Craiova, ci căutau să se mute la București. Copiii ai căror părinți nu aveau resurse pentru a-i întreține la școli străine, urmau cursurile școlii grecești sau ale pensioanelor de limbă franceză din Craiova.
Lecca și-a îndeplinit funcția de profesor de desen și caligrafie de la Craiova cu prisosință, dovadă stând aprecierile pe care Petrache Poenaru i le-a făcut. Pictorul a fost retribuit inițial cu 300 lei pe lună, cuantumul salariului fiind majorat din anul 1837 la 400 lei pe lună. Barbu Theodorescu îi face o caracterizare remarcabilă în monografia pe care i-a dedicat-o:
... „Avea o scriere fină, aleasă, clară, ce va fi stat drept un bun model elevilor. Se ocupa îndeaproape de fiecare, ajutându-i la schițe, în desenul tehnic, precum și în cel artistic. Bun la suflet, comunicativ, își urmărea elevii, sprijinindu-i în toate acțiunile. Reținem că a fost gata să recomande pe Nicolae Grigorescu pentru o bursă de studii în străinătate, că Theodor Aman i-a fost elev mai mulți ani, ca și Titu Maiorescu. Dovada iubirii sale pentru meseria de dascăl o avem și în faptul că a păstrat exercițiile de desen artistic ale elevilor. Să nu uităm a sublinia că transilvănenii veniți în țară au avut un deosebit simț didactic și o grijă părintească pentru elevii lor, cum e cazul și cu scriitorul Ion Slavici.”
----- Barbu Theodorescu: Constantin Lecca, Editura Meridiane, București, 1969, pag. 10

Portretele familiei Oteteleșanu din Craiova
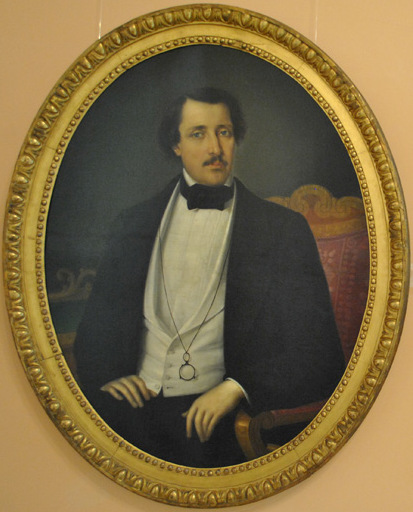
Iancu
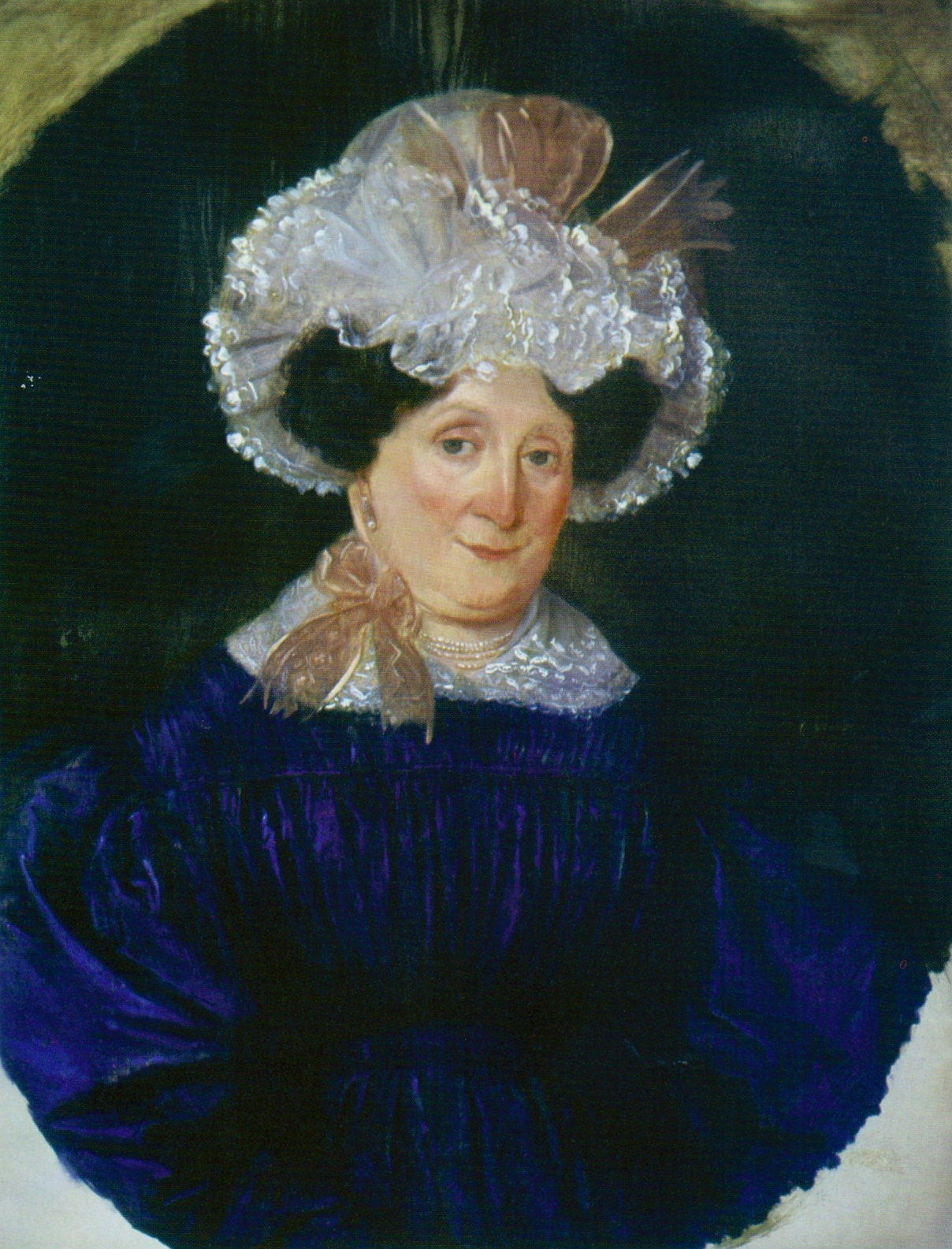
Maria
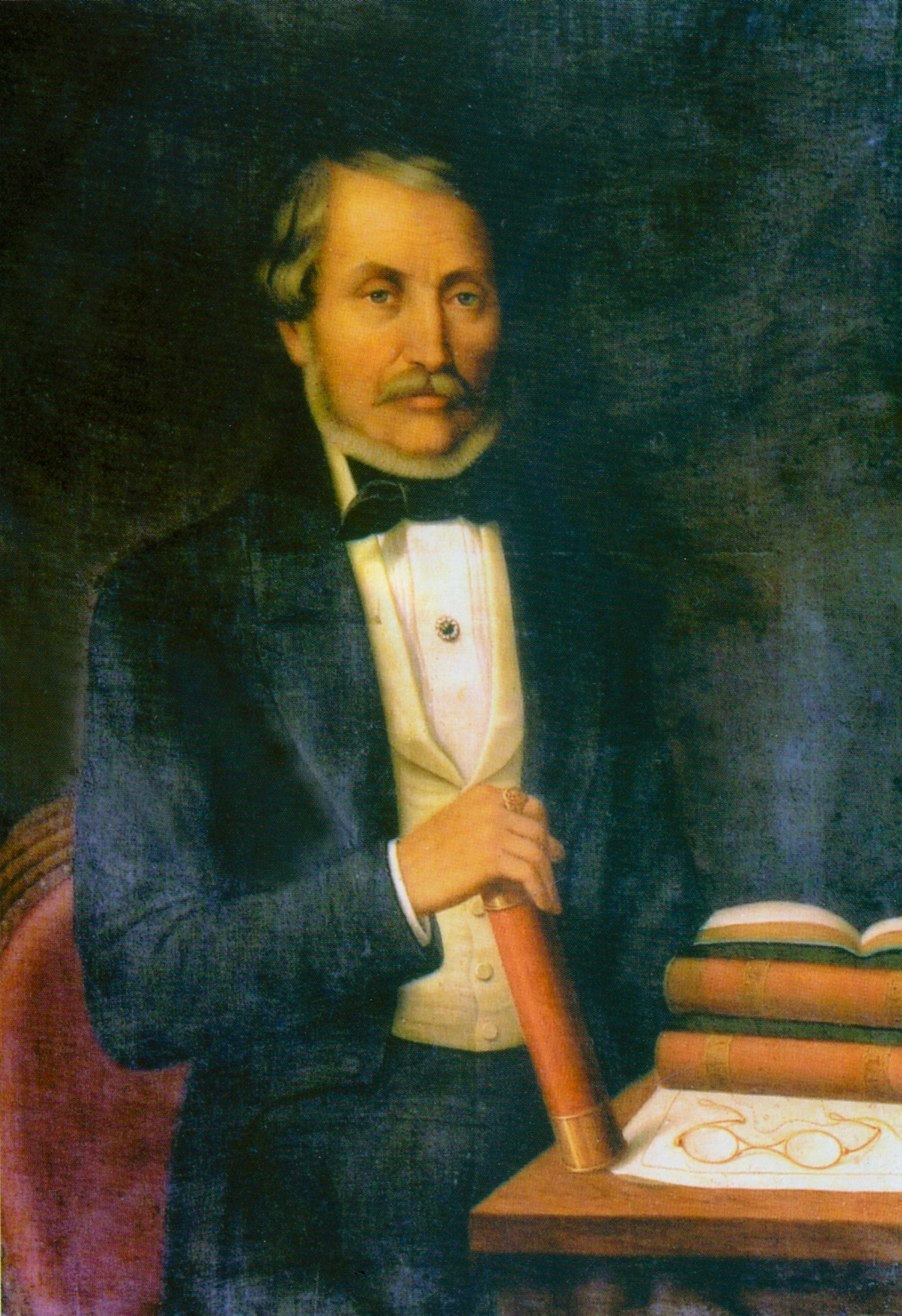
Grigore[F]
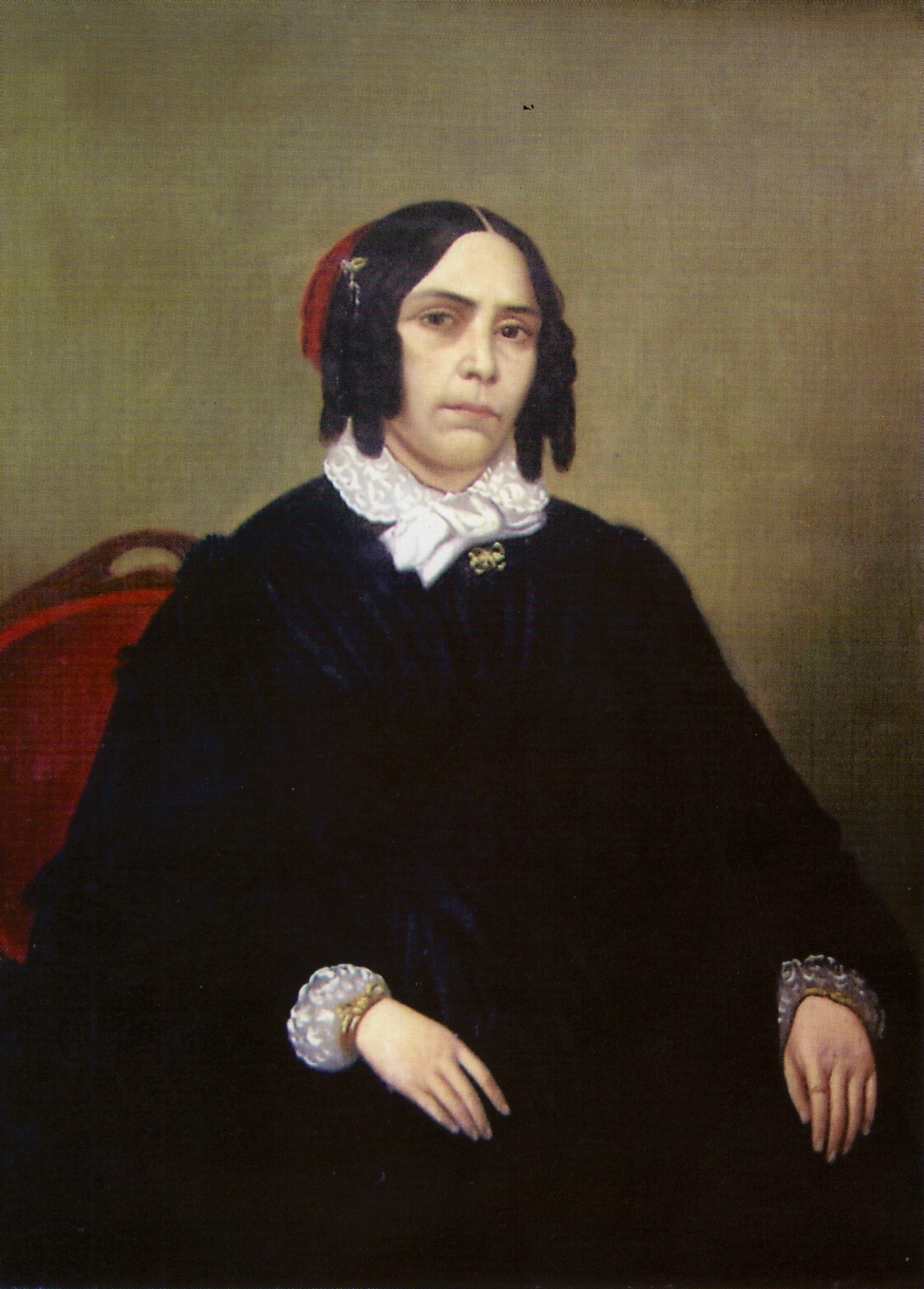
Oteteleșanca (?)
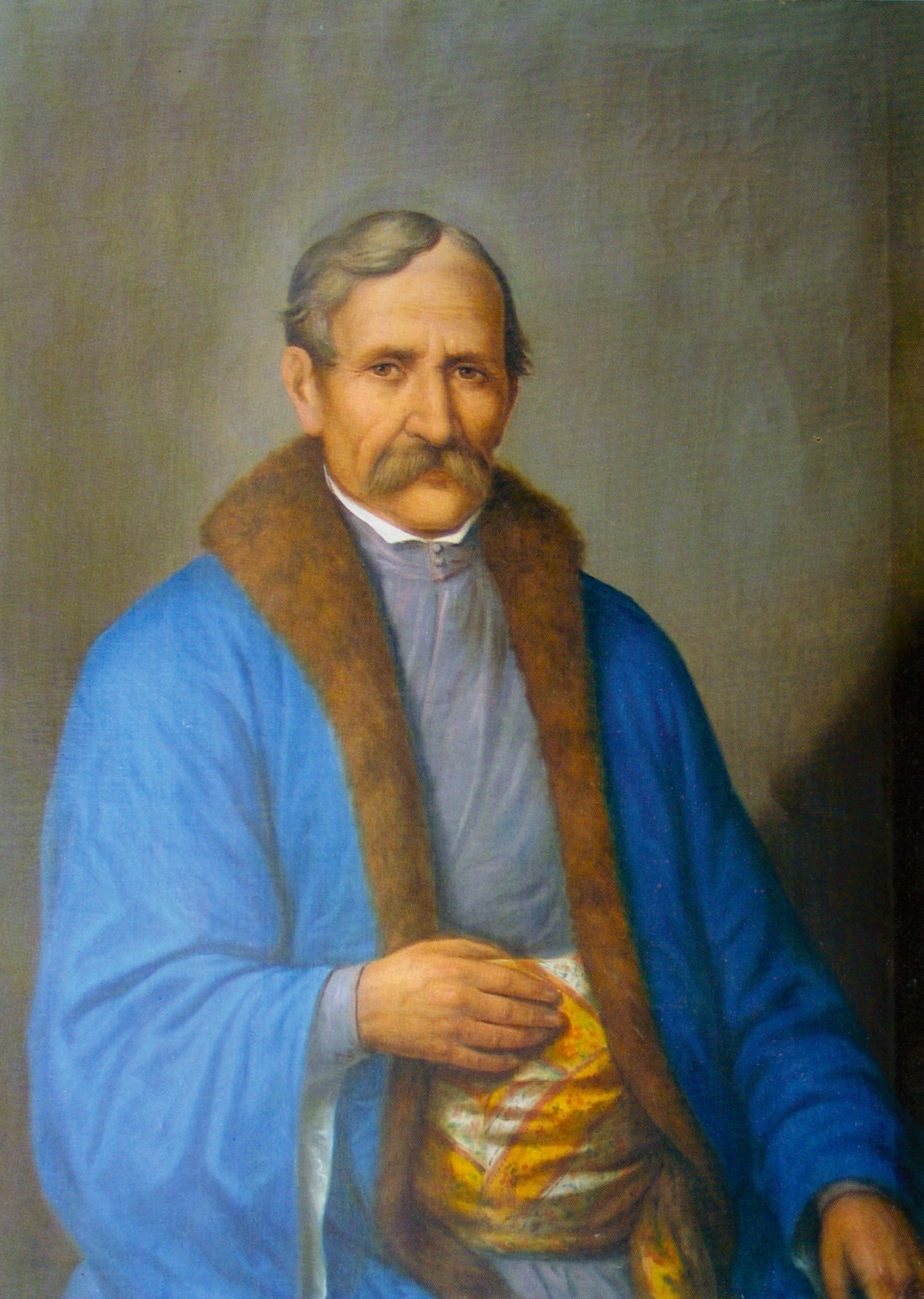
Constantin (Costică)

Deși era mai tânăr, pictorul Lecca a fost profesorul care avea cultura cea mai vastă dintre toți profesorii craioveni. A fost o fire îndrăzneață și muncitoare, similar negustorilor brașoveni din rândul cărora a făcut parte. Tributar formației sale transilvănene, conformă idealurilor lui Gheorghe Șincai și ale lui Petru Maior, entuziasmul său creator nu s-a rezumat doar la predarea desenului în școala craioveană. El a făcut portrete boierimii locale, a pictat biserici, a făcut prima tipografie din Craiova și a condus o revistă. A tipărit operele literare ale prietenilor săi și a tradus piese de teatru. A fost pentru Craiova ceea ce Ion Heliade-Rădulescu a fost pentru București. Constantin Lecca, prin toată activitatea didactică de la Craiova a rămas în istorie ca primul profesor de desen și caligrafie din Oltenia și în istoria învățământului românesc ca un deschizător de drumuri și ca un profesor care a avut rezultate remarcabile.
Constantin Lecca împreună cu prietenul său Ioan Triffu, care era profesor de istorie și care l-a sprjinit întotdeauna, au dat un suflu nou vieții spirituale oltene. Ei au înființat în Craiova un teatru, un cor al profesorilor și un cerc literar. Însă, după o perioadă prolifică în viața Craiovei și din cauza multiplelor sale ocupații și a călătoriilor în Germania și la Roma, Lecca s-a îndepărtat de cercul lui Triffu. În perioada 1851 - 1859, pictorul a fost numit de către Petrache Poenaru profesor de desen și caligrafie la Liceul Sfântul Sava din București. Acest post de profesor a rămas vacant prin retragerea primului profesor de desen a liceului, Carol Wallenstein de Vella. Plecarea de la Sava a lui Lecca din anul 1859 s-a făcut prin demisie.

### Editorul

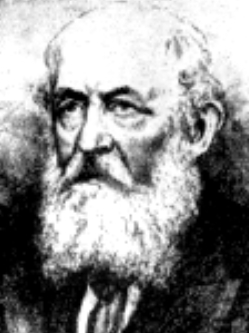
Tipograful Iosif Samitca

După plecarea sa de la Buda și din momentul venirii sale la Craiova, Constantin Lecca și-a propus înființarea unei reviste similare Bibliotecii românești și a unei tipografii locale. Până în 1833, în Oltenia au ființat tipografii locale aflate în prejma bisericilor mânăstirești din Bistrița și probabil la Râmnic și Govora. Având ajutorul necondiționat a lui Petrache Poenaru și Grigore Otetelișanu, Lecca a făcut rost de o tipografie pe care a adus-o la Craiova. Proveniența ei nu este cunoscută, dar Barbu Theodorescu presupune că ea ar fi fost procurată cu ajutorul lui Zaharia Carcalechi, cu care Lecca a păstrat legătura de prietenie începută la Buda. Tipografia lui Lecca a fost amplasată pe locul unde astăzi este Biserica Sfântul Ilie din Craiova (ctitorită de familia Otetelișanu) și unde exista o prăvălie a negustorului brașovean Petcu Vasiliu.  Tipografia a fost înființată sub tutela Școlii Centrale din Craiova, acest lucru fiind dovedit prin faptul că circa 4000 de lei anual reprezentau cheltuieli de funcționare, cheltuieli pe care Petrache Poenaru le-a trecut în bugetul acesteia.
Prima lucrare tipărită a tipografiei a fost primul număr al revistei săptămânale Mozaicul, fiind necesar aproape un an de zile pentru pregătirea primului număr al acesteia. Pe lângă tipărirea revistei, la tipografie s-au  imprimat lucrări ale intelectualității craiovene, numeroase piese de teatru și manuale școlare. Ultima tipăritură pe care Lecca a făcut-o la tipografia sa a fost în anul 1846, moment în care aceasta și-a schimbat proprietarul - Asociații George Albeanu, Iosef legătorul de cărți și Iancu. Iosef legătorul de cărți a fost tipograful Iosif Samitca, cel care a dezvoltat afacerea în renumitul  Institut  de  Editură Samitca. Institutul Samitca s-a transformat mai târziu în editura Scrisul românesc, cea care a făcut epocă în secolul al XX-lea.
Lui Constantin Lecca i se datorează editarea primei reviste din Oltenia (Mozaicul) și înființarea primei tipografii din Craiova. Practic, prin înființarea respectivei tipografii, Lecca a făcut la Craiova ceea ce Gheorghe Asachi a realizat la Iași cu Albina Românească, Heliade Rădulescu la București cu Curierul românesc și nu în ultimul rînd, Zaharia Carcalechi la Buda cu revista Biblioteca românească.

### Literatul
Revista Mozaicul ar fi trebuit să aibă numele Desfătătorul. A fost publicată ca ediție săptămânală și a apărut pentru prima oară în data de 3 octombrie 1838. Ultimul număr al revistei a fost scos în data de 25 septembrie 1839. Motivul stopării editării ei a fost dorința lui Lecca pentru reorganizarea activității, a formatului și a conținutului pe care l-a dorit mai bogat. Plecarea sa intempestivă în Italia și noile sale preocupări în pictura bisericească au făcut însă ca revista să-și înceteze aparițiile, imediat după întoarcerea sa din străinătate.

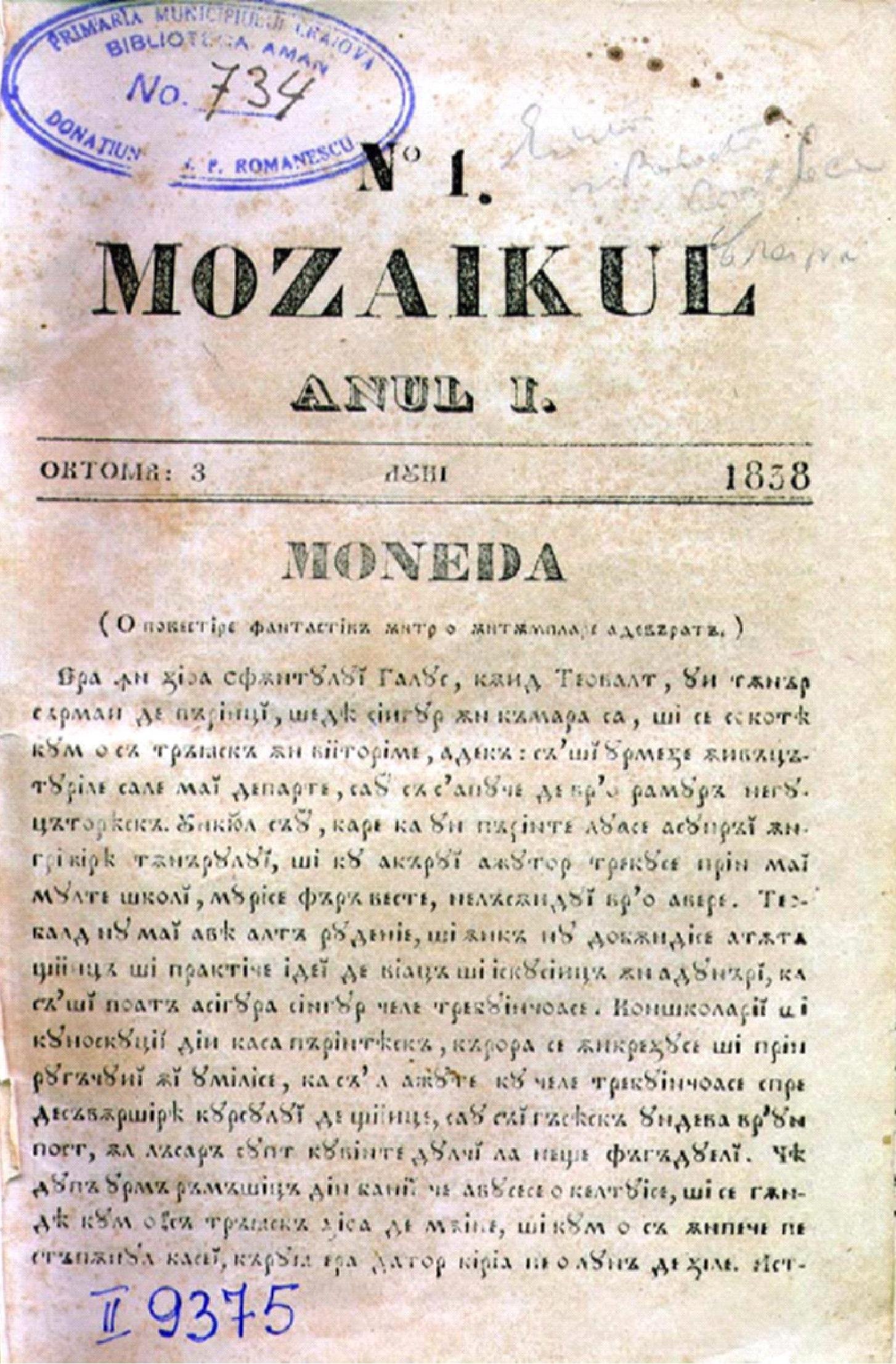
Revista Mozaicul, nr. 1 din 1838 cu traducerea nuvelei Moneda de E.T.A. Hoffmann

Deși viața revistei a fost destul de scurtă, aproape de un an de zile, ea a adus o notă nouă în publicistica românească. Până la revista Mozaicul, literatura românească s-a manifestat mai ales sub influența modelelor rezultate din spiritul francez. Cultura germană pătrundea greu, chiar dacă înainte de apariția Mozaicului se mai făcuseră traduceri din limba germană. Aceste traduceri veneau filtrate ca proveniență tot prin limba greacă sau franceză, astfel că prin apariția Bibliotecii românești a lui Carcalechi și Lecca de la Buda și prin apariția revistelor transilvănene, s-a deschis drumul culturii germane în spațiul românesc. Constantin Lecca și Ion Triffu au considerat că literatura franceză era imorală, ușoară și deseori fadă. Lecca a fost afiliat literaturii germane și a făcut numeroase traduceri. În Mozaicul, Lecca a publicat pentru prima oară în România nuvela Moneda a lui Ernst Theodor Amadeus Hoffmann, nuvelă care l-a inspirat și pe Vasile Alecsandri când a scris Istoria unui galbîn. Toate traducerile făcute de Lecca și publicate în Mozaicul au aceleași trei caracteristici: ideea morală, eroticul și fantasticul. Astfel, cititorul abonat al revistei lui Constantin Lecca, era îndemnat să ducă o viață morală și simplă, lipsită de patimi cum erau jocul de cărți și lașitatea.
Semnificativ în activitatea publicistică a pictorului este că apariția revistei Mozaicul a fost aproape simultană cu apariția revistelor literare din Brașov, în anul 1838: Foaia Duminicii, Foaia Literară și Foaia pentru minte, inimă și literatură a Gazetei de Transilvania.  Este de remarcat că întreaga activitate a revistei Mozaicul s-a armonizat cu activitatea publicistică din Brașov, influența brașoveană fiind evidentă.
Constantin Lecca a tradus din opera dramaturgului german August von Kotzebue, drama Cruciații. Kotzebue era în acele vremuri un autor foarte cunoscut în spațiul românesc și Lecca cunoștea întreaga dramaturgie a lui Kotzebue de la Buda și Viena, adică tocmai din epoca lui de glorie. Piesa de teatru Cruciații a fost cea mai bună operă a lui von Kotzebue și ea corespundea întru-totul caracteristicilor ideale pe care Lecca le-a promovat. Activitatea în domeniul publicisticii a lui Lecca a fost apreciată de către Gheorghe Asachi, George Barițiu și de Ion Heliade-Rădulescu. Elogii au fost aduse pictorului de către Gazeta Transilvaniei și revista Albina Românească, ultima publicație fiind cea care a considerat revista Mozaicul ca „noua foaie de literatură ce a răsărit peste orizontul României”.
În paginile Revistei Mozaicul s-au tipărit cărțile: Neghina între grâu sau religie și fățărnicie - dramă în trei acte de Grigore Otetelișanu (1839), Călătoria împăratului Sigismund - comedie în patru acte de Grigore Pleșoianu (1839), Abețedarul moral - de Grigore Mihăescu[P] (1839), Învățiatură creștinească spre folosul tuturor de obsce -  fără autor (1839), Die Kreuzfahrer Cruciații- de Kotzebue (1839), Canarul - istorie morală și religioasă franceză de Grigore Otetelișanu (1840), Tratatul de morală și fericire (în limba franceză: Traité de la morale et le bonheur ) - după Jean-Zacharie Paradis de Raymondis de Grigore Otetelișanu (1842), Epistolare de mînă -  fără autor (1840), Carte de metodică pentru a învăța limba franceză - după Ferdinando Bozzi, îmbunătățită de către Julvecourt și Roberto și tradusă de Grigore Mihăescu (1844) și Culegere din lucrările pitarului I. Strâmbeanu în anul 1846. Ioan Triffu l-a influențat pe Constantin Lecca în activitatea publicistică în publicarea a multor lucrări din literatura romantică germană cum sunt: O execuție, Elisabeta, Istoria arapului din Veneția, etc.
O dată cu izbucnirea revoluției din 1848, după evenimentele de la Islaz, Heliade a plecat cu prietenii săi la Craiova, unde au fost primiți de către profesorii conduși de Ion Triffu și unde s-a citit Proclamația. Ca urmare, toți transilvănenii au fost dați afară din învățământ, administrația acuzându-i pe aceștia că în loc să se preocupe cu orele de învățământ, au luat parte la revoluție și au făcut propagandă acesteia. „Proscrișii” de la Craiova au fost: pitarul Constantin Lecca, serdarul Ioan Triffu și Ioan Puianu. Ca urmare Lecca, după 15 ani de muncă în Craiova a fost nevoit să plece la Brașov în anul 1848. La Brașov a intrat în grupul fruntașilor revoluției compus din: Vasile Alecsandri, Gheorghe Sion, Emanoil Chinezu, G. Cantacuzino, Lascăr Rosetti, Alecu Russo, N. Ionescu și alții. Tot aici s-a întâlnit cu Mișu Popp, cu care a legat o strânsă prietenie. Odată cu terminarea revoluției Constantin Lecca nu s-a mai întors la Craiova, stabilindu-se la București, unde a făcut avere.

## Pictorul Lecca
Constantin Lecca este considerat ca un deschizător de drumuri în jurul căruia s-au adunat majoritatea tinerilor pictori din Țara Românească. El a fost o personalitate dominantă a primei jumătăți a secolului al XIX-lea. Întreaga sa activitate se poate separa în trei perioade distincte, în cadrul unui interval de timp de aproape patru decenii. Prima este perioada debutului său artistic de la Buda, unde a publicat desene de domnitori în paginile revistei Biblioteca românească sub conducerea lui Zaharia Carcalechi. A doua, este perioada considerată de către specialiști cea a maturității artistice de la Craiova. În această perioadă, Lecca s-a manifestat plenar ca profesor de desen și caligrafie, editor și tipograf, pictor de compoziție, ilustrator de carte, portretist și nu în ultimul rând zugrav de biserici. A treia perioadă, este cea petrecută la București între anii 1851 și 1870. La București, Constantin Lecca n-a mai fost artistul de Craiova. Aici s-a manifestat ca și pictor răspânditor de opere realizate în serie, opere care nu au mai conținut în ele valoarea artistică din perioada maturității. La București pictorul a făcut avere dar, foștii elevi au ajuns să-l depășească și și-a pierdut faima de mare maestru, cu toate că a mai avut în unele lucrări reveniri și străluciri de moment.
Constantin Lecca a mai trăit șaptesprezece ani după anul 1870, dar nu a mai pictat nimic din cauza Bolii Parkinson de care a suferit. Ca urmare el a fost părăsit de către lumea artistică, a fost uitat și a fost privit cu indulgență de către contemporani, iar singurele contacte pe care le-a mai avut au fost acelea cu scriitorii cu care s-a împrietenit în tinerețe. Practic, după anul 1870 nu a mai participat la nicio expoziție și nu a mai lucrat, activitatea sa fiind definitiv încheiată. În ultima perioadă a vieții sale a trăit pe strada Amzei nr. 19 din București izolat și uitat până în data de 14 octombrie 1887, când a decedat, fiind îngropat la Cimitirul Bellu.
După decesul lui Constantin Lecca, presa vremii nu a reacționat cu niciun articol comemorativ. Abia în anul 1888, Iuliu I. Roșca a publicat un articol în revista Biblioteca populară. Tot Roșca a publicat în anul 1890 un alt articol intitulat Scrisori și artiști, amintiri personale, în care aduce câteva informații noi. Nicolae Țîncu a adus noi informații în cadrul revistei Revista nouă a lui Bogdan Petriceicu Hasdeu (1894) și a creionat un portret al artistului plin de elogii. Informațiile pe care Țîncu le-a adus au însă fost pline de erori. Cu toate acestea, deși eronate, datele respective au pătruns foarte ușor în enciclopedii, dicționare, studii și articole destinate lui Lecca. Din partea familiei pictorului, doar nepotul Octav George Lecca a scris Familia Lecca în 1897 și Familiile boierești în 1899. Cu totul surprinzător este că în toate lucrările publicate s-a scris eronat data nașterii. Prima lucrare serioasă despre acesta a fost cea a lui Nicolae E. Idieru, dar și el a preluat multe date greșite de la Țîncu. O data ce numărul analizelor despre viața și activitatea lui Lecca au început să se înmulțească, opera sa a început să fie pusă în lumina istoriei.[N] Astfel, Constantin Lecca și-a păstrat un loc în memoria posterității ca un bun pedagog, un mare patriot sub spectrul iluminismului transilvănean și un bun portretist.

### Cadrul istoric
Asemenea lui Gheorghe Asachi și Ion Heliade-Rădulescu, Constantin Lecca a fost pictor, editor, literat, tipograf și nu în ultimul rând profesor. Pentru a pătrunde în esență opera artistică a pictorului, trebuie ca aceasta să fie încadrată în epoca în care artistul a creat și s-a manifestat. Heliade-Rădulescu a creat la București, Asachi a activat la Iași și Lecca la Craiova, Brașov și București. Lecca a fost influențat de Școala Ardeleană ca Heliade, a făcut istorie ca Asachi și a văzut operele marilor maeștri italieni la Roma. De asemenea el a înființat o tipografie, a tradus, a scris și a condus o revistă ca și ceilalți doi. Deși Lecca este inferior celor doi, a participat ca și ei la ridicarea culturală a unei generații noi de tineri talentați, chiar dacă în ultima perioadă a vieții a fost părăsit, uitat și foarte criticat.
Constantin Lecca l-a avut ca elev pe Theodor Aman, care i-a fost superior din toate punctele de vedere. Până la apariția lui Aman în viața artistică bucureșteană, Lecca s-a ocupat de pictura cu tematică istorică, fapt care i-a adus elogii din partea tuturora. Pictura românească în acele vremuri era, ca mod de manifestare, similară literaturii tradiționale existente până la începutul secolului al XIX-lea. Ea era preponderent de esență religioasă și tributară scopului împodobirii edificiilor bisericești și uneori a caselor boierești sau domnești. Așa numiții zugravi se formau în familiile în care meșteșugul se moștenea din tată-n fiu. De abia în jurul anului 1785 s-au format în Țara Românească primele școli de zugravi, tot în această perioadă au apărut și iconarii. Și zugravii și iconarii au fost de factură laică, meșteșugul lor fiind unul deosebit de rentabil. În plus față de acești artiști, oameni ai pământului românesc, au mai existat, în secolul al XVIII-lea și începutul secolului al XIX-lea, câțiva artiști cu studii în străinătate. Nicolae Iorga  a afirmat că în jurul anului 1740 au existat în Veneția doisprezece tineri, fii ai unor boieri români, care au studiat artele plastice, probabil pictura. De asemenea, au rămas istoriei mențiunile lui Anton Maria Del Chiaro care a amintit de omul de casă al familiei Cantacuzinilor care uimea lumea cu desenele lui și de fiul unui negustor care picta la Veneția. Pictorii formați în Europa Occidentală până în secolul al XIX-lea au fost pur și simplu o raritate în spațiul românesc. Chiar dacă s-au întors pe plaiurile natale, acești tineri școliți în străinătate au creat în același spirit bizantin. Majoritatea lor sunt anonimi, au rămas istoriei românești sălișteanul Ion Balomir, stabilit la Iași, și Eustație Altini, artiști care s-au manifestat în jurul anului 1800. Se știe despre Balomir faptul că a realizat compoziții murale laice, decorative și portrete.  Pe lângă toți acești artiști autohtoni au mai existat și cei străini, unii doar în trecere prin principatele românești, care au lăsat în urma lor o mulțime de lucrări cu peisaje, costume și schițe de case. Se pot menționa Jean-Étienne Liotard, Auguste Raffet și Augustin Dupré. Artiștii străini care s-au stabilit în spațiul românesc, au fost atrași de avantajele materiale care au decurs din pictura lor și sunt menționați în memoriile lui Vasile Mateescu și Samu Barabás.

Artiști care împreună cu Constantin Lecca au contribuit la modernizarea artei românești
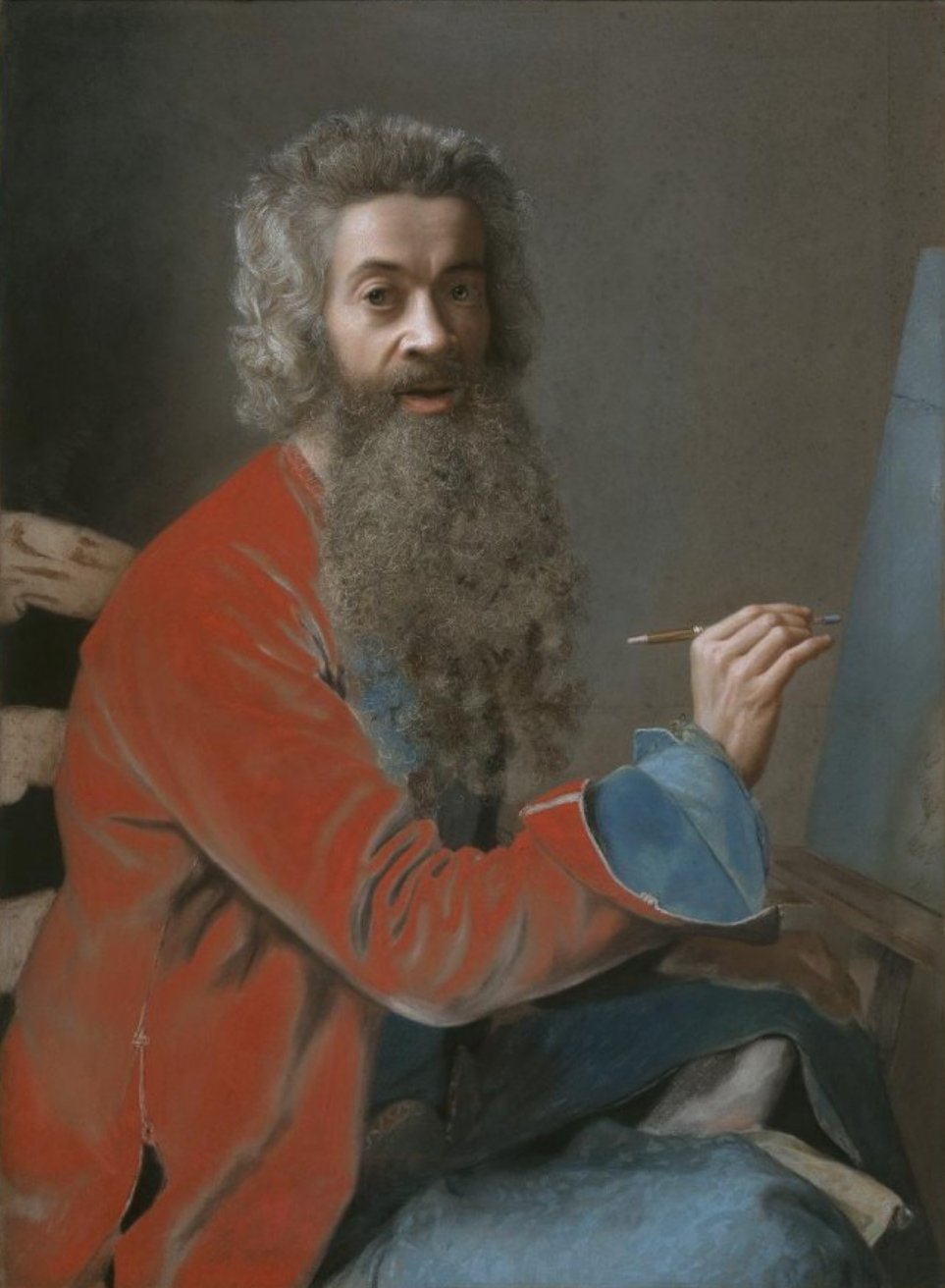
Liotard
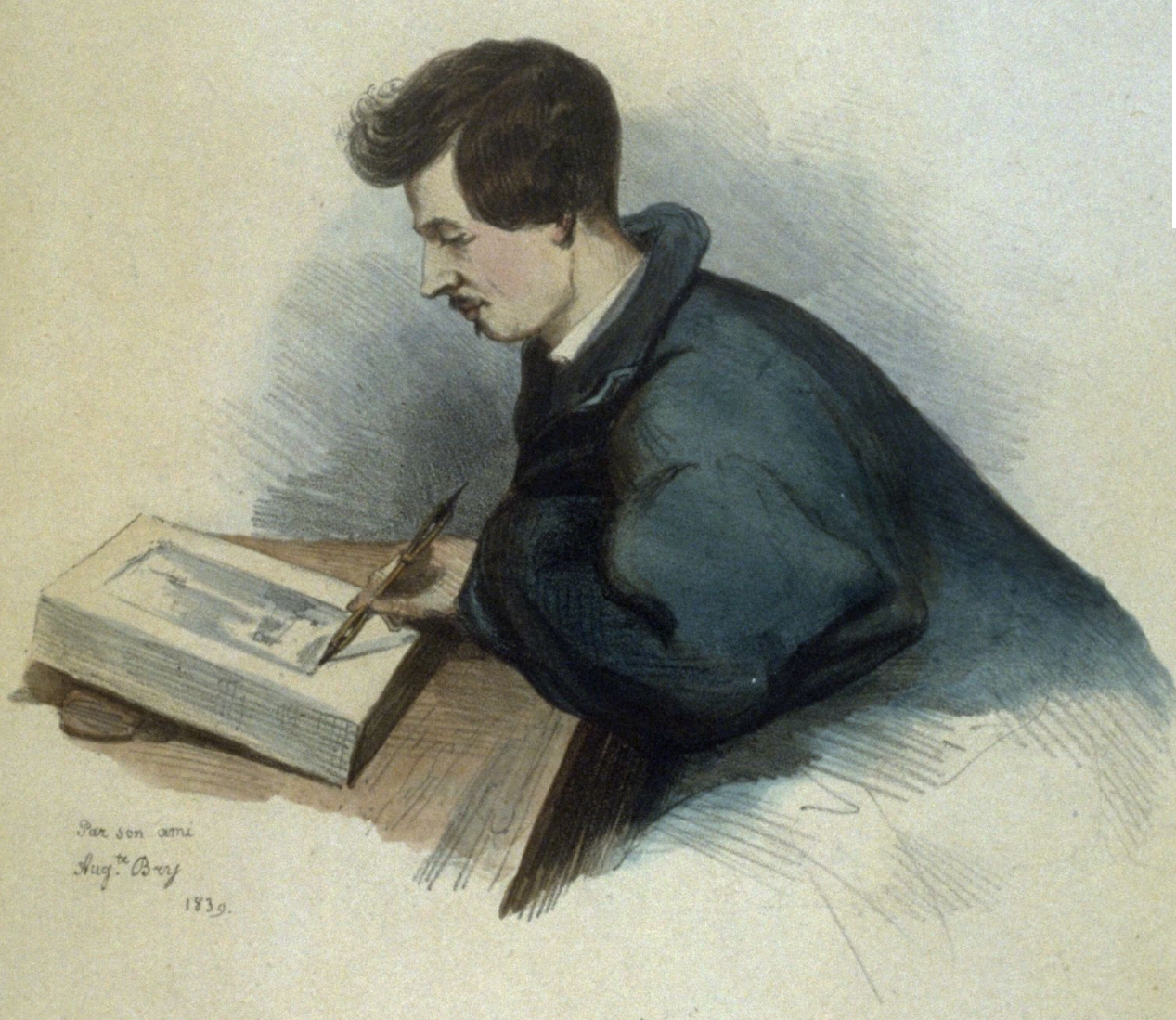
Raffet
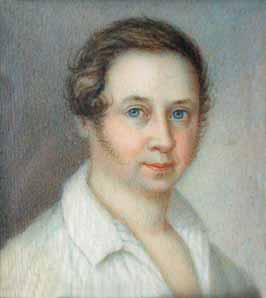
Chladek
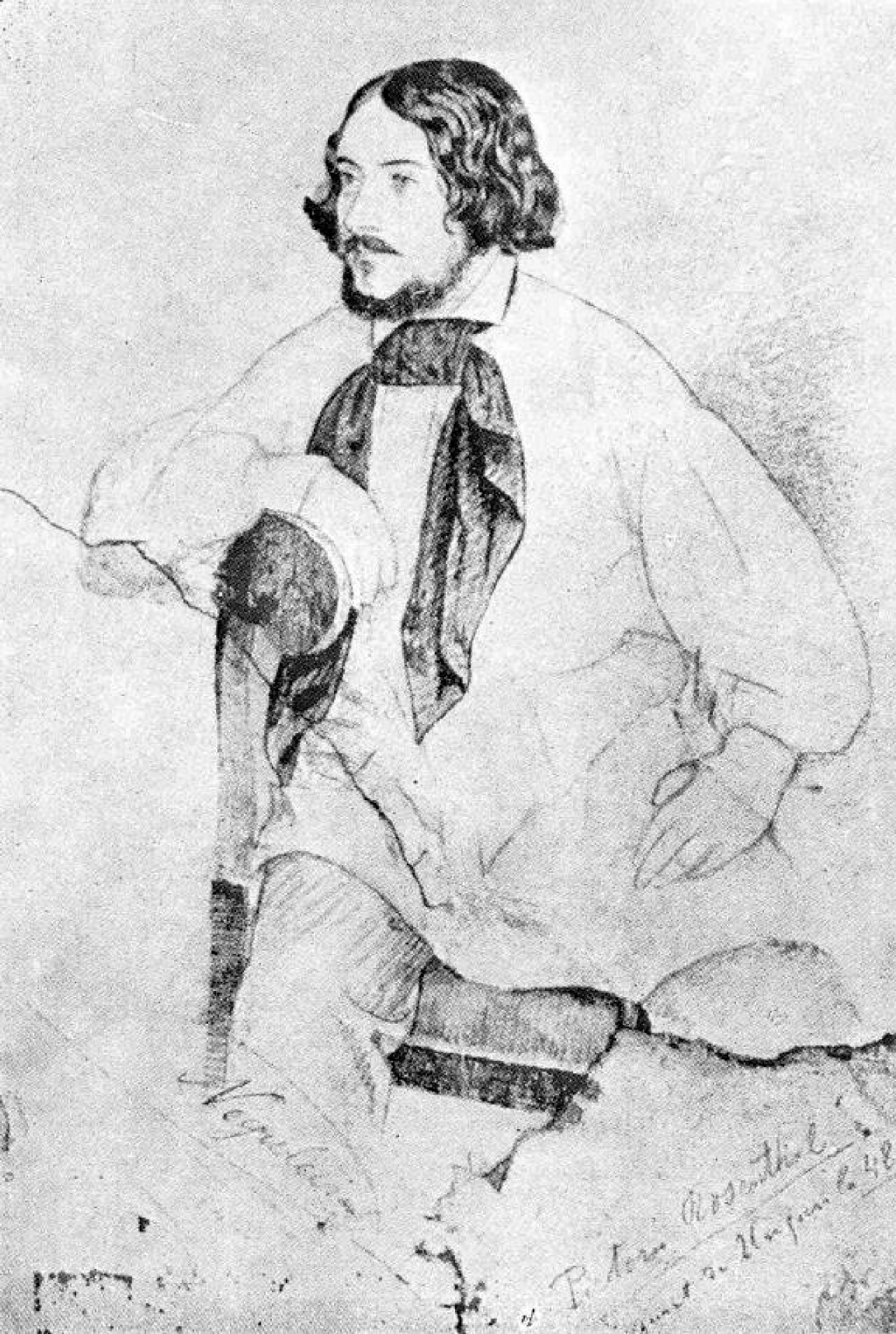
Rosenthal
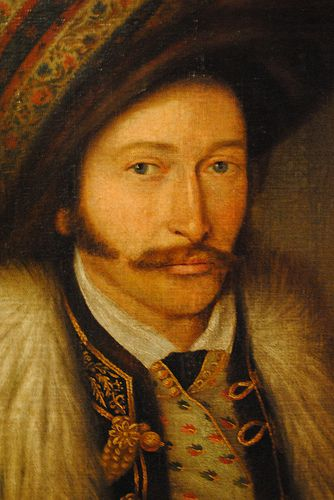
Wallenstein

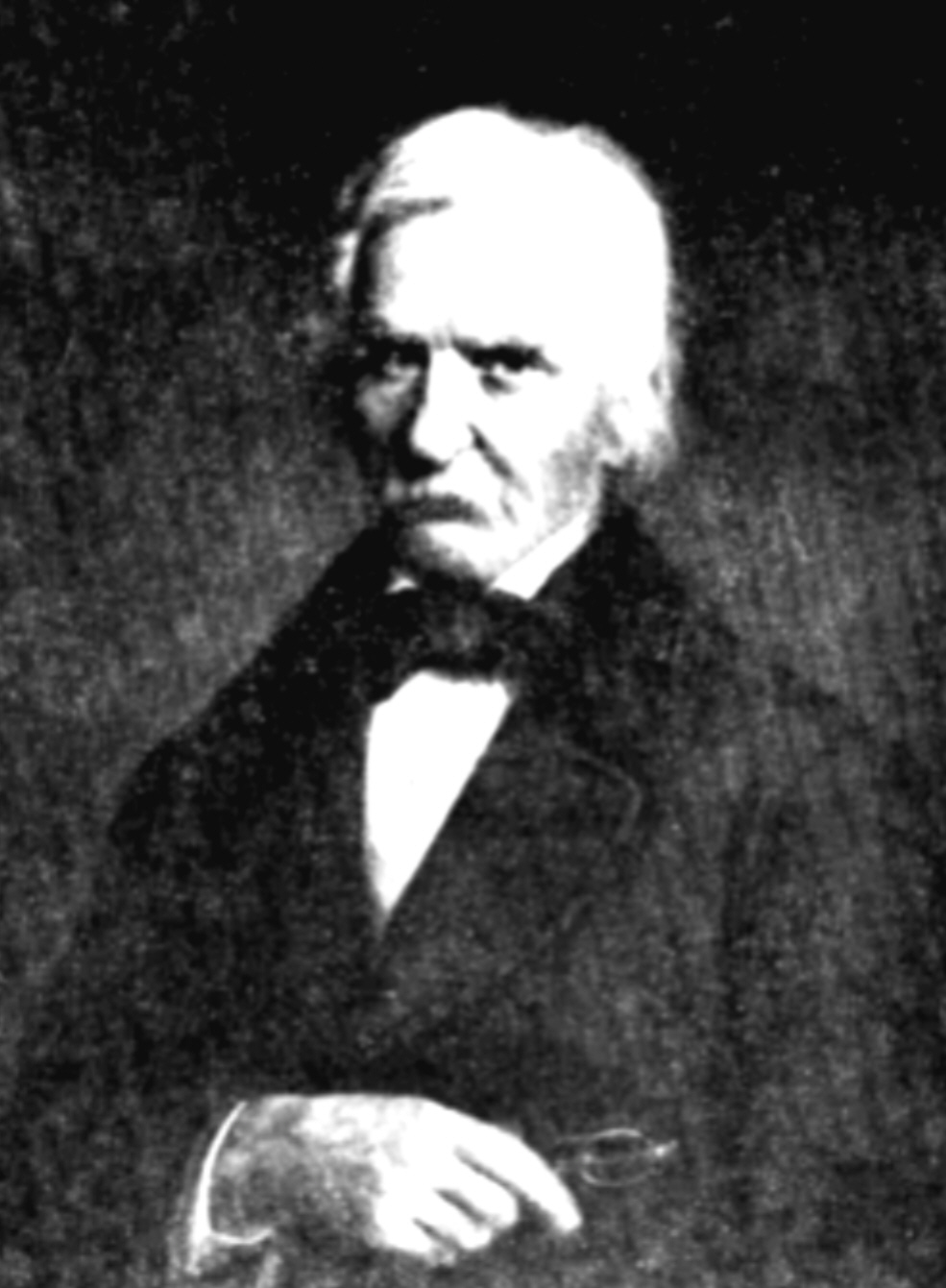
Asachi
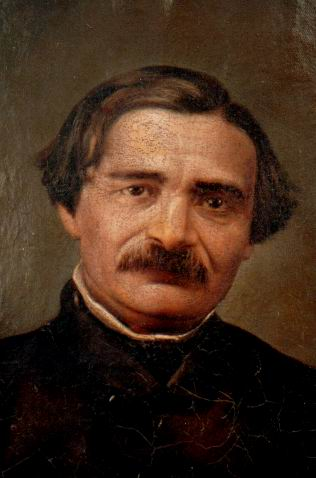
Rădulescu
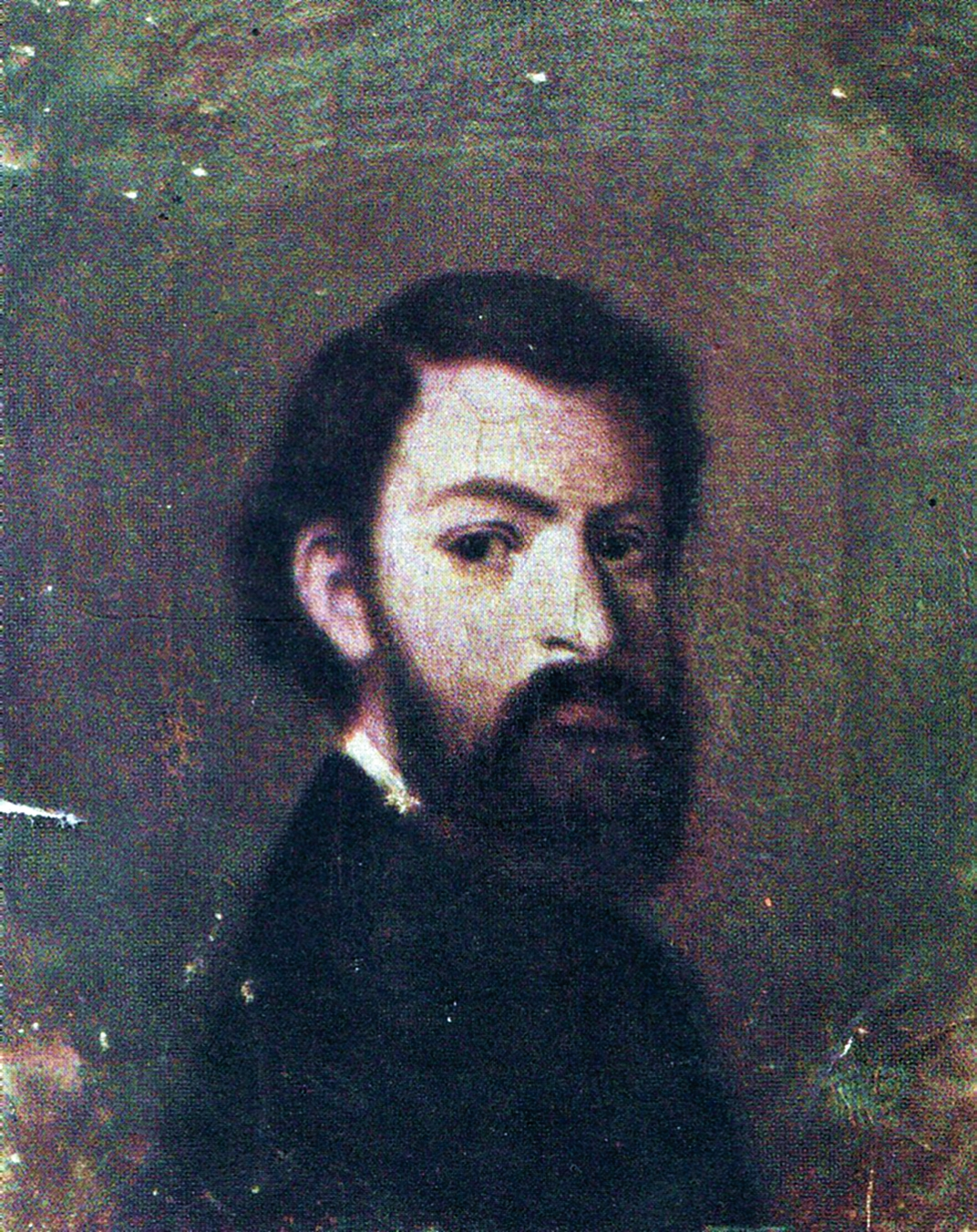
Iscovescu
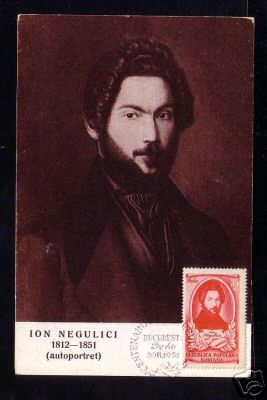
Negulici
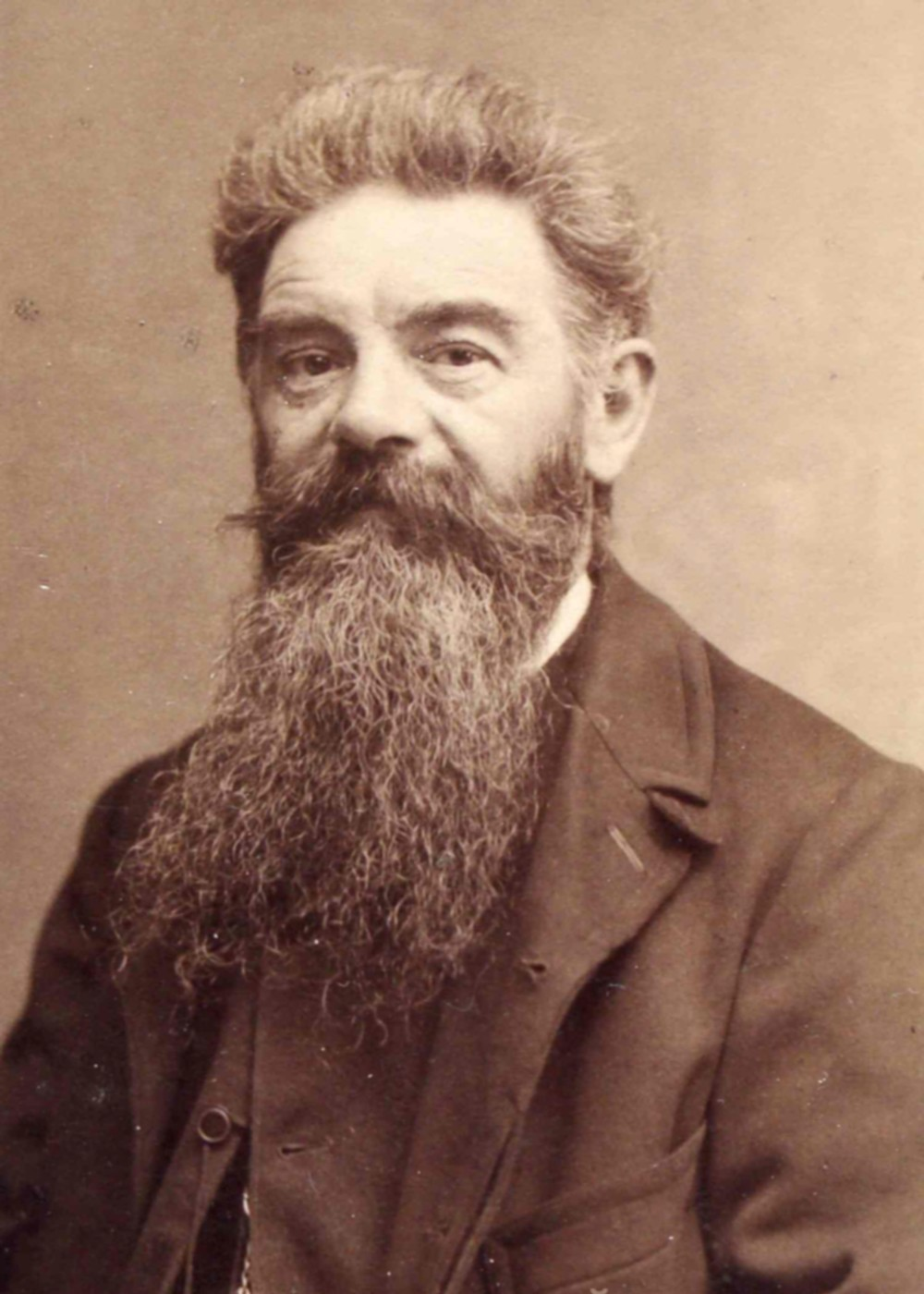
Popp
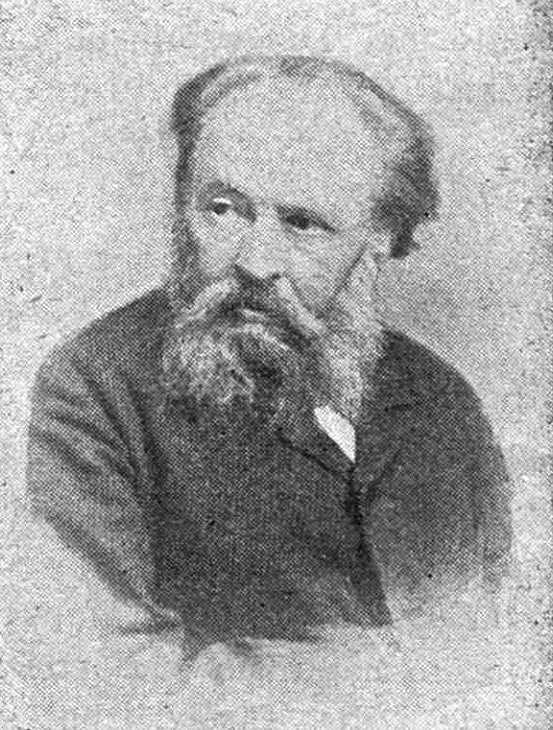
Bardasare

La începuturile noului curent artistic din România, pictura istorică, s-au distins artiști străini precum Henri Mondonville, Anton Chladek, Constantin Daniel Rosenthal, Carol Wallenstein de Vella și Mihail Töpler. Lor li s-au alăturat artiștii români Gheorghe Asachi, Ion Negulici, Barbu Iscovescu, Mișu Popp, Constantin Lecca și alții. Asachi a pus bazele unei clase de zugrăvit la Iași în anul 1813, de unde s-au remarcat Gheorghe Panaiteanu-Bardasare, Teodor Codreanu, Gheorghe Lemeni, Ion Anastasiu și Gheorghe Giușcă. Nicolae Teodorescu și Costache Focșăneanu au învățat pictura la Iași începând din anul 1814. Fiul vornicului Mihalache Manu și Hristache Mladenovici din orașul Craiova au făcut cursuri de artă la Viena în anul 1821. În toată această perioadă premergătoare revoluției din 1848, pictura istorică a reprezentat un curent în plină ascensiune și ca urmare au apărut o mulțime de litografii de figuri domnești și scene istorice. Se poate menționa în acest sens lucrarea lui Grigore Zugravul din 1787 care a înfățișat pe Nicolae Mavrogheni alături de trupele sale și lucrările unui anonim cu scene din răscoala lui Tudor Vladimirescu, în care sunt înfățișați clerici, panduri, țărani și boieri. Gheorghe Asachi a pus să se realizeze o litografie cu portretul lui Ștefan cel Mare, în anul 1810.

### Debutul din Revista „Biblioteca românească”
Informațiile despre începuturile artistice ale pictorului Constantin Lecca sunt confuze și destul de puține. Nicolae Țîncu, care a fost un prieten bun al lui Lecca, menționează  în Revista nouă că profesorul lui Lecca la Viena ar fi fost Shamy. Informația lui Velia a fost preluată și în alte analize și studii despre activitatea lui Lecca, exemplu în acest sens fiind analiza lui Nicolae E. Idieru. Este de presupus că pictorul ar fi avut la începutul studiilor sale la Buda unele noțiuni despre pictură, deoarece la Brașov este de notorietate că existau deja iconari și zugravi de biserici. După folcloristul Ion Mușlea, la Brașov ar fi existat și iconari care pictau pe sticlă, mult mai experimentați decât în alte părți ale Transilvaniei. Biserica Sfântul Nicolae din Scheii Brașovului era la acea dată deja pictată de către familia de zugravi Popp, în care s-a născut Mișu Popp. În plus, la Brașov trăia și renumitul zugrav David, cel care a fost autorul manualului de pictură bisericească bizantină Erminia din 1822.

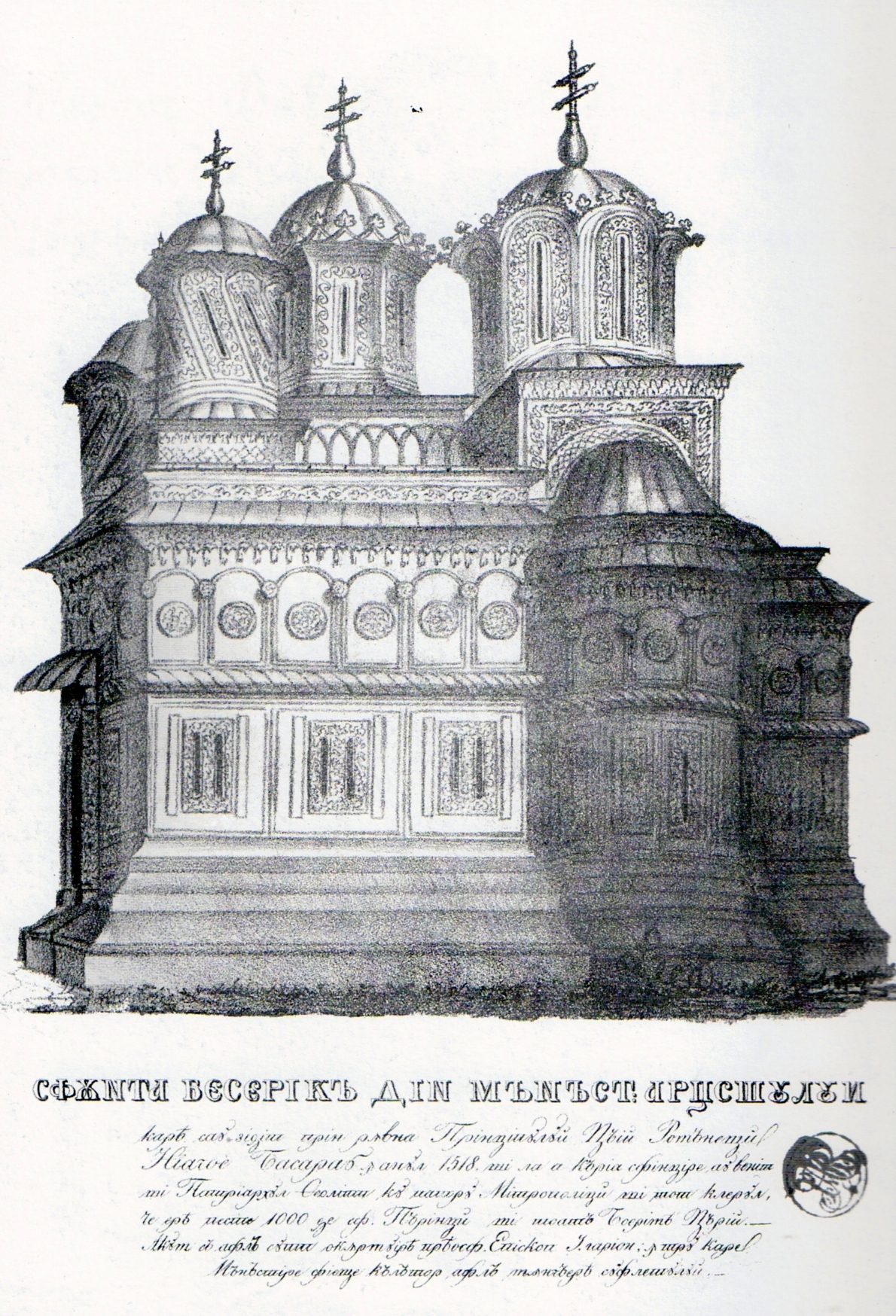
Mănăstirea Curtea de Argeș - de Constantin Lecca

Aflat la studii la Buda, Constantin Lecca a executat o serie de desene pentru revista Biblioteca românească. Astfel, în numerele revistei au apărut portretele lui Ștefan cel Mare, Dragoș Vodă, Mihai Viteazul, Radu Negru Basarab, Dimitrie Cantemir, Mănăstirea Curtea de Argeș, Napoleon, etc. Dacă Alecu Russo a adus în Cântarea României un omagiu lui Ștefan cel Mare și Nicolae Bălcescu l-a glorificat pe Mihai Viteazul, pictorul Lecca i-a studiat pe amândoi domnitorii și le-a realizat portretele. Din această privință Lecca este considerat  un înaintaș al scriitorilor Grigore Alexandrescu, Vasile Cârlova sau Dimitrie Bolintineanu.
Desenul lui Mihai Viteazul realizat de pictor este conceput fără expresivitate și îndemânare. Se știe că voievodul a fost stângaci, ori în portret are în mâna dreaptă o sabie arcuită, fapt care nu respectă adevărul istoric. Pe cap poartă o căciulă asemănătoare cu cea a lui Radu Negru Basarab și care nu are nimic în comun cu căciula voievodului. Privind portretul  se poate observa că pare a fi altcineva decât Mihai Viteazul, așa cum a rămas el în memoria istorică românească. Paloșul înfricoșător contrastează puternic cu figura blajină. Barba domnitorului nu seamănă cu nimic din ce se cunoaște din bogata litografie a acelor vremuri. Barbu Theodorescu face  presupunerea că acest portret s-ar putea să fie o confuzie. Cu totul altfel este portretizat Mihai Viteazul în lucrarea făcută de Lecca în anul 1845. Ca și concluzie, portretul publicat de Lecca în revista Biblioteca românească este cel mai slab reprezentat. Similar lui Mihai Viteazu este înfățișat Radu Negru Basarab. Nu există în acest desen nicio potrivire între mâna care se odihnește pe trup cu cea care strânge mânerul sabiei. Cele două portrete, aproape se confundă între ele din cauza faptului că sunt executate în modul cel mai naiv cu putință.
Desenul care îl reprezintă pe Ștefan cel Mare arată un personaj  care este mai degrabă gânditor și blajin, decât un domnitor care a purtat nenumărate războaie. Părul este bogat, mare și cade în bucle pe umeri, în timp ce o barbă fină dă rotunjime bărbii. Ștefan cel Mare are ochii plini de energie, luminoși și expresivi. Domnitorul pare a fi desprins dintr-o icoană bizantină prin compararea desenului cu chipul domnitorului zugrăvit la Mănăstirea Zografu. Portretul realizat de Lecca în acest desen nu este conform tipului obișnuit al epocii, practic, el fiind unul ieșit din comun. Costumul lui Ștefan iese puternic în evidență demonstrând că reprezentarea este a unui adevărat domnitor, în schimb figura poate fi asimilată sfinților din icoanele bizantine.

Desene publicate de Constantin Lecca în Revista Biblioteca românească
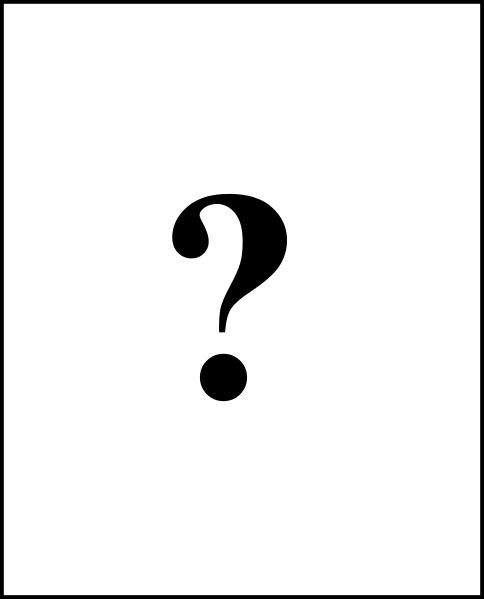
Radu Negru (ajutați Wikipedia și găsiți imaginea)
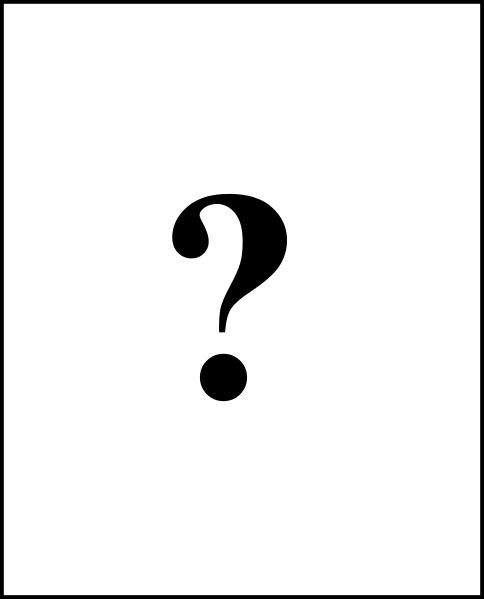
Mihai Viteazul (ajutați Wikipedia și găsiți imaginea)
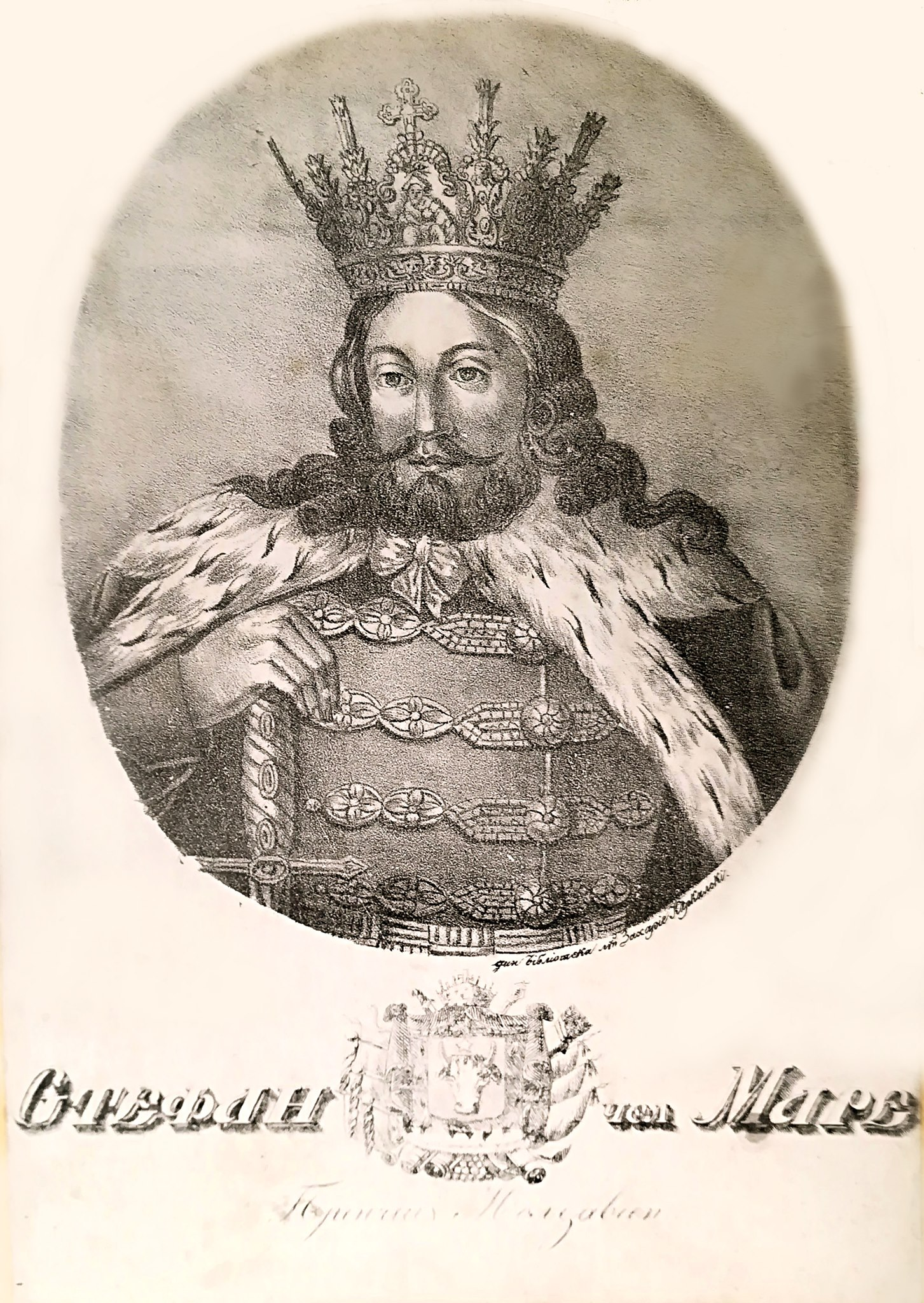
Ștefan cel Mare
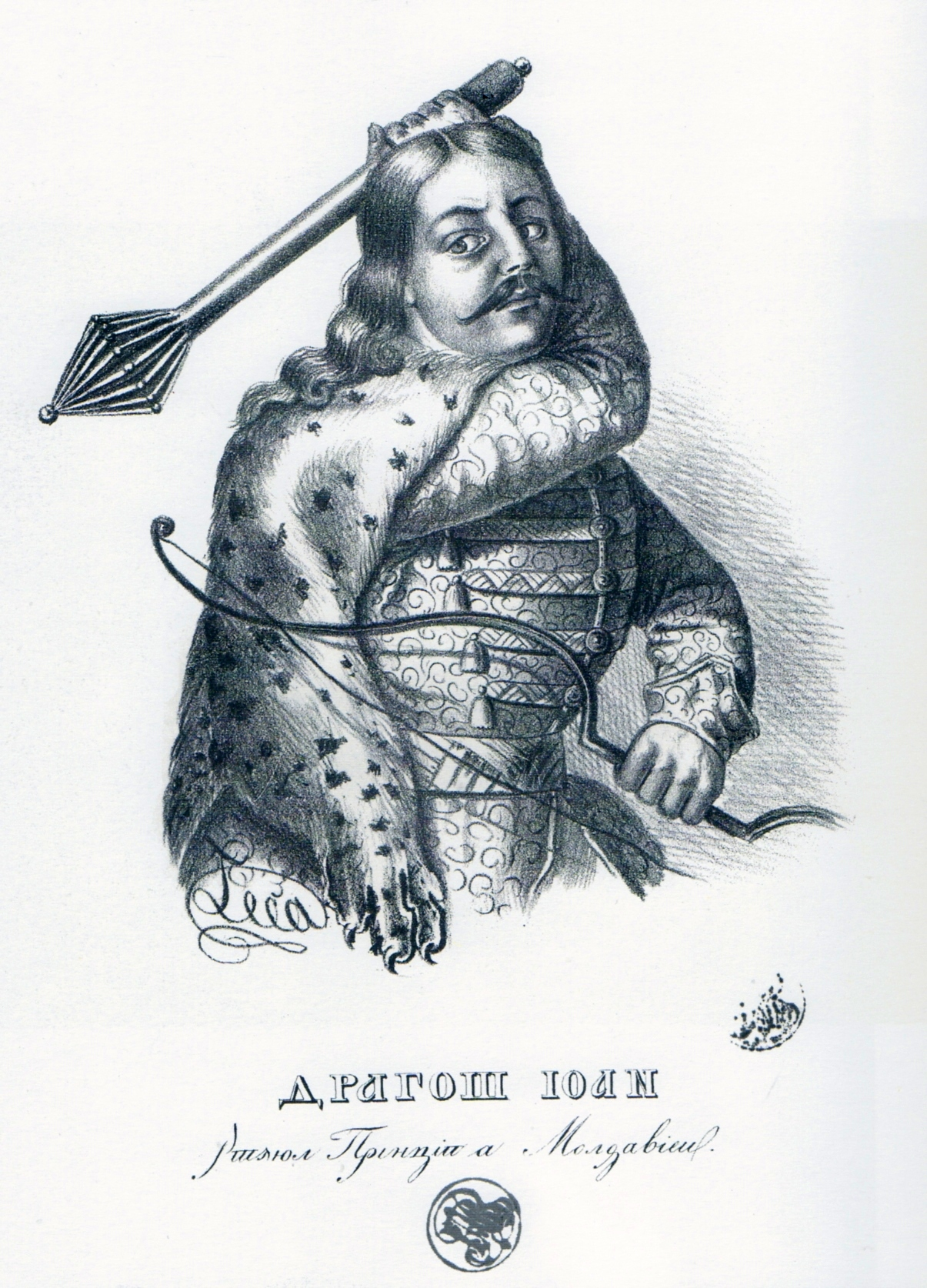
Dragoș Vodă
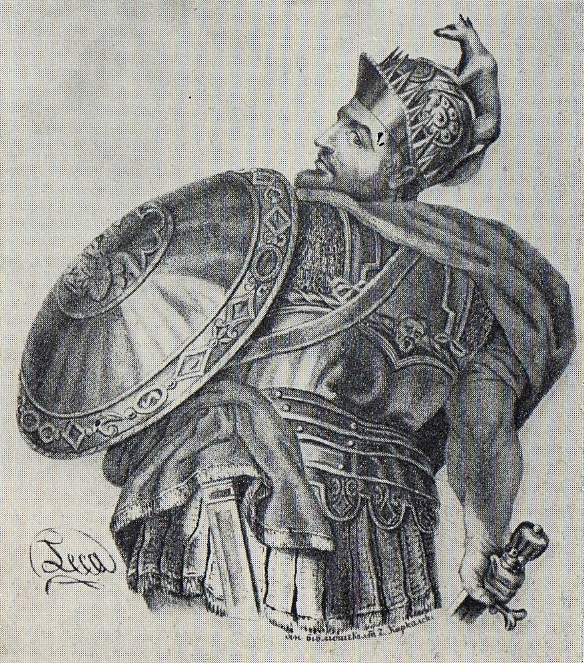
Romulus
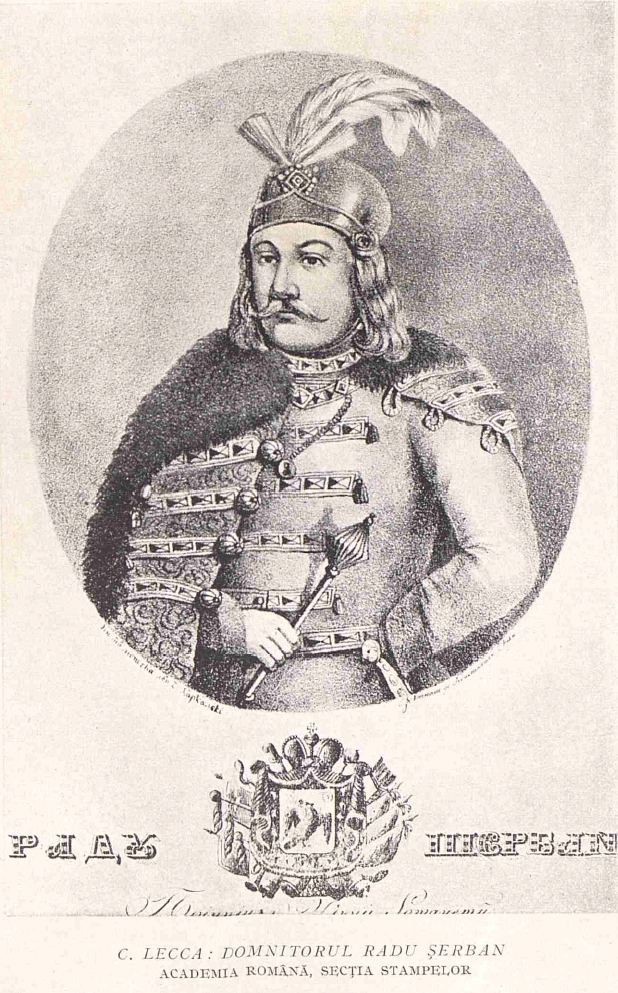
Radu Șerban

Reprezentarea lui Dragoș Vodă arată un personaj care coboară, în mod evident, din legenda glorioasă a descălecatului. El are arcul și buzduganul ținute în mod eroic în mâini. Figura a fost schițată în stilul lui Ștefan cel Mare, cu chip frumos și expresiv. Capul are plete lungi care se preling pe umeri în timp ce mantia îi acoperă trupul. Exceptând realizarea capului, se pot vedea în portret multe stângăcii de execuție. Un alt desen, este cel al lui Romulus care are ca sursă de inspirație un album istoric din acele vremuri. Nimic din acest desen nu aparține lui Lecca, doar grija pentru similaritatea cu originalul. De remarcat este îmbrăcămintea războinicului. Căutând să redea  demnitatea voievodală, echilibrul sufletesc sau energia, portretele desenate în creion de către Lecca au o anumită expresivitate. Între ele există puncte comune legate în principal de modul cum a reprezentat vestimentația și unele elemente faciale cum sunt de exemplu mustățile ondulate. Stângăcia și naivitatea compozițională sunt atât de evidente, încât se poate observa că Lecca se afla la primele sale încercări artistice.
Pentru a realiza aceste portrete se pare că Lecca a făcut studii importante prin arhivele din Buda și Viena, studii completate în mod logic și de citirea cronicilor străine și naționale pe aceste teme. În plus, Constantin Lecca a văzut și o mulțime de stampe ce existau în lucrările unor istorici occidentali. Se poate observa în acest sens legătura dintre stampele occidentale și cele făcute de Lecca în desenul ce-l înfățișează pe domnitorul Radu Șerban. Acest portret seamănă profund cu portretul domnitorului Constantin Șerban care se regăsește în lucrarea lui Nicolae Iorga sau a lui Constantin Karadja. Influența este concludentă ținând cont de expresie, atitudine, înfățișare și îmbrăcăminte. De fapt, atât așa zisul Constantin Șerban cât și Radu Șerban sunt domnul moldovean Gheorghe Șerban. Ținând cont și de lucrarea lui Dimitrie A. Sturdza, Memoriu asupra portretelor domnilor români, se poate concluziona că majoritatea litografiilor voievodale, care se aflau ca stampe în arhivele străine, figurează cu inexactitate pe toți domnitorii români. Ca urmare, opera de debut a lui Constantin Lecca a fost sintetizată remarcabil de către Barbu Theodorescu prin cuvintele: 
... „Deși opera lui Lecca este <<imaginară>>, plutind în <<fantezia>> lipsită de istoricitate, totuși figurile acestor domnitori, departe de a fi numai <<țepene>>, au o trăire a lor și un anumit fast.
----- Barbu Theodorescu: Constantin Lecca, Editura Meridiane, București, 1969, pag. 15
Toate portretele desenate de către Constantin Lecca au avut o răspândire importantă în acea epocă. Ele au fost litografiate și au pătruns în manualele școlare sau au fost obiecte decorative în casele oamenilor. Această operă de debut nu are o valoare plastică demnă de menționat ci mai mult una documentară, în sensul că ea a folosit îndeosebi ca material didactic în școlile românești.

### Pictorul de biserici

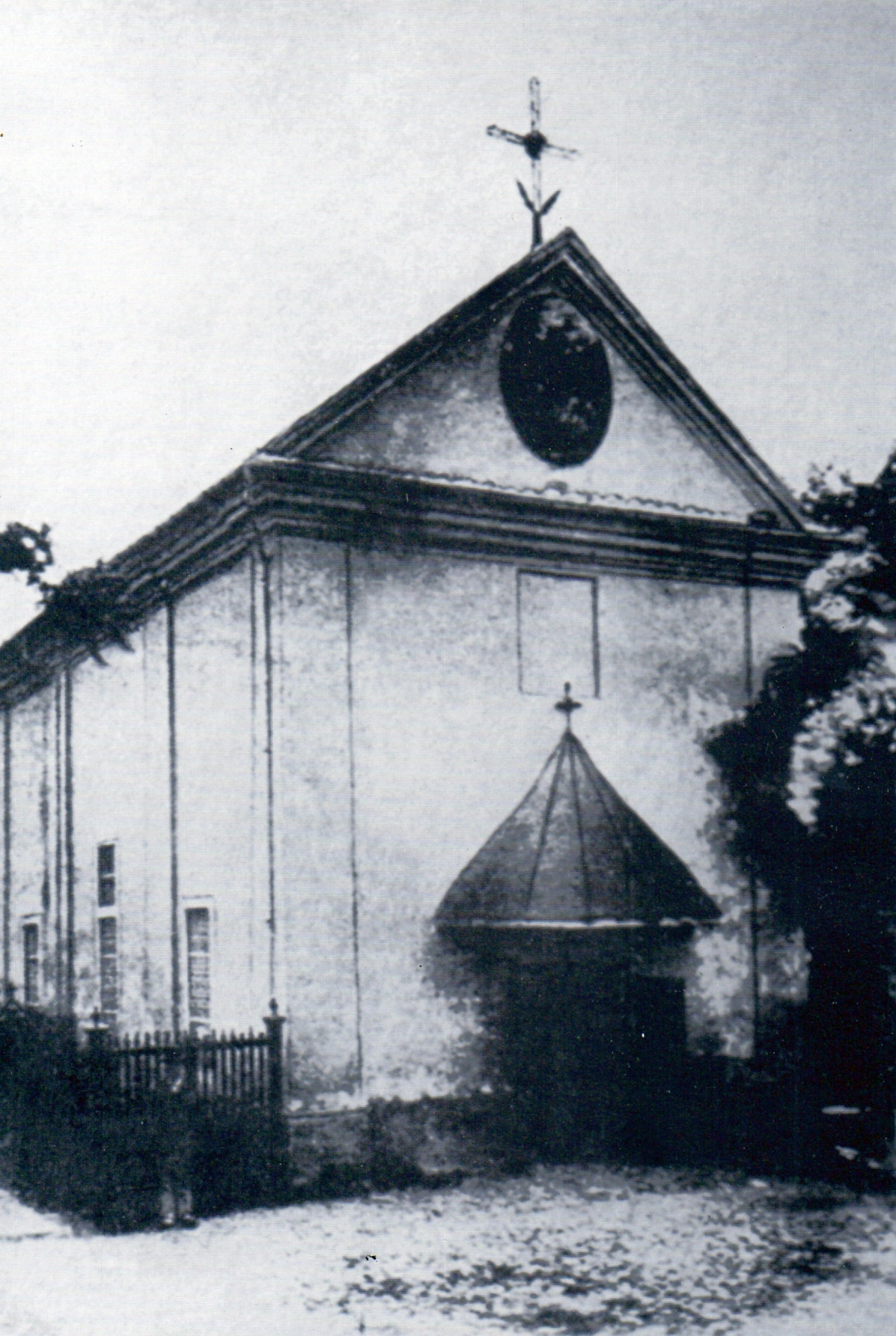
Biserica Sf. Ilie înainte de a fi demolată (1890)

Constantin Lecca a pictat o mulțime de biserici răspândite în mai multe orașe din România. Informațiile despre activitatea sa în zugrăvirea bisericilor, care s-au transmis de-a lungul timpului, sunt adeseori contradictorii sau chiar confuze. Aprecierile și critica de specialitate de atunci și până astăzi suferă de ambiguitate în a aprecia valoarea artistică a picturilor murale pe care Lecca le-a realizat.

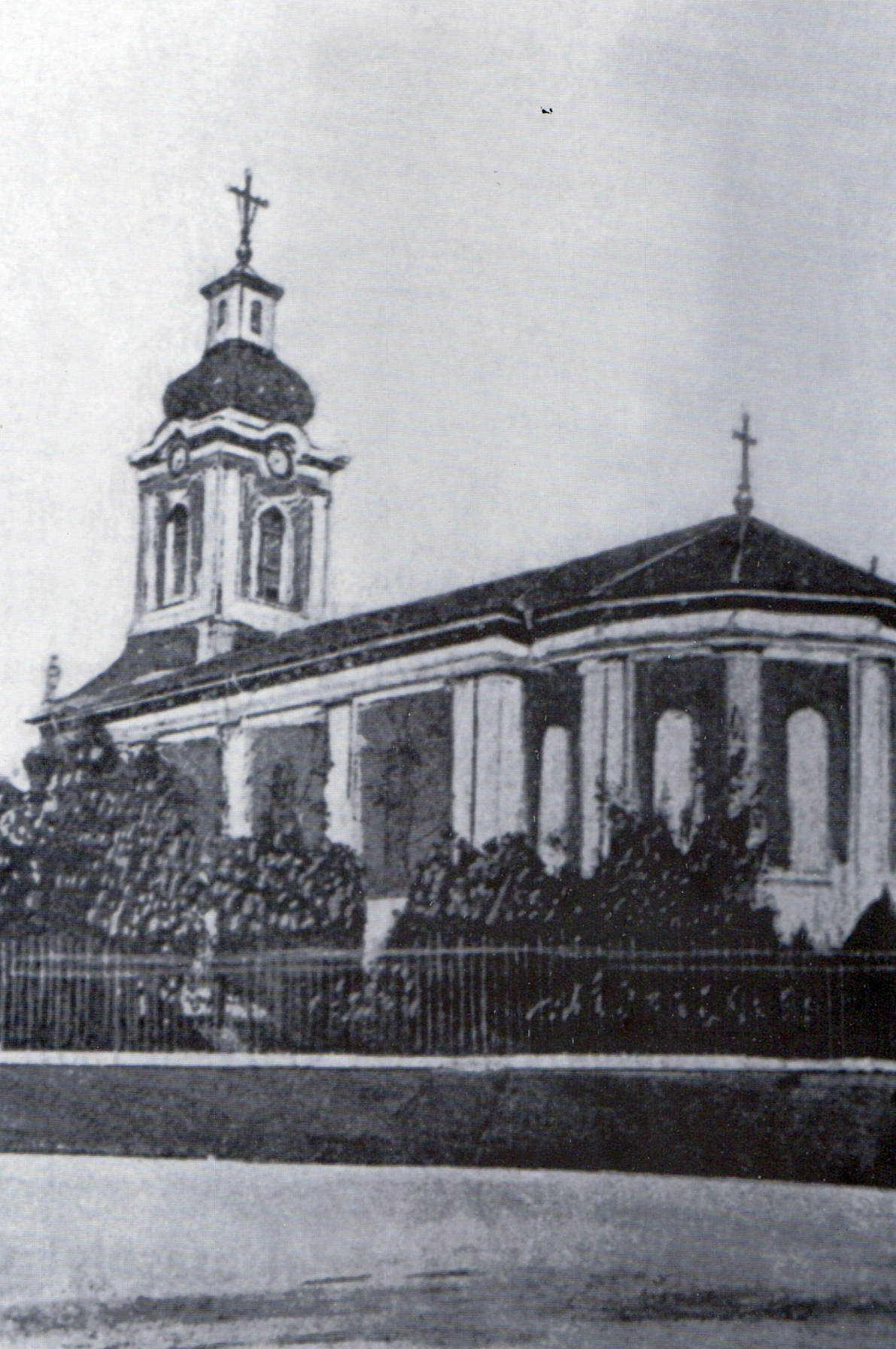
Biserica Madona Dudu înainte de a fi demolată (1913)

În anul 1840, Constantin Lecca, sprijinit de rudele sale Iordache Oteteleșanu și Petrache Poenaru, a primit comanda pentru realizarea picturilor murale ale Bisericii Sfântul Ilie și mai apoi Biserica Madona Dudu, ambele din Craiova. Cu sprijinul autorităților locale și a mai multor meșteri care l-au ajutat, Lecca a realizat schițele într-o perioadă lungă de timp. Acest fapt a fost datorat studiilor pe care Lecca le-a făcut pentru a armoniza compoziția scenelor biblice cu spiritul Renașterii precum și a influențelor italiene în acest domeniu. Tot în acest an, artistul a făcut mai multe drumuri la Viena și Budapesta în vederea procurării celor trebuincioase realizării comenzii: vopsele și documente artistice. Pentru zugrăvirea Madonei Dudu, eforturile de organizare ca și cele de realizare au fost și mai intense. Tranșele de bani alocate lucrării au trebuit a fi suplimentate în anul 1841 și 1842. Munca la aceste zugrăveli a fost dusă până în anul 1844, an în care a fost inaugurată cu mult fast pictura de la Madona Dudu. Picturile de la Sfântul Ilie și Madona Dudu n-au rezistat timpului. Madona Dudu a fost demolată în anul 1913, fără ca cineva să facă vreo copie fotografică a picturilor. Picturile de la Biserica Sfântul Ilie au fost refăcute (repictate). Frumusețea picturii realizate de Lecca la cele două biserici craiovene a devenit legendară și a fost purtată peste generații prin viu grai.
Activitatea pe tărâmul religios al picturii dusă de Lecca la Craiova, i-a adus acestuia o oarecare faimă, deoarece acesta a primit comenzi noi încă din anul 1845, înainte ca el să plece din capitala Olteniei. Astfel, el a fost angajat să realizeze pictura de la Biserica Sfântul Nicolae din Scheii Brașovului deoarece contractul pe care biserica îl avea cu Neugass picase, din cauză că s-a considerat că acesta din urmă se depărtase de pictura românească prin introducerea de canoane occidentale. În luna septembrie 1847 Constantin Lecca a realizat trei icoane: Cina cea de taină, Spălarea picioarelor și Intrarea lui Isus în biserică. Se pare că doar aceste trei icoane au rămas din tot ce a realizat Lecca pe tărâmul picturii religioase. Din toate informațiile adunate de Ion Colan la Muzeul din Scheii Brașovului, rezultă că Lecca a lucrat în Brașov încă din 1845, înaintea plecării sale din Craiova. Din studiile care s-au făcut prin cercetarea icoanelor și a unor schițe care s-au păstrat la Academia Română, Barbu Theodorescu a considerat că Lecca s-a subordonat canoanelor ortodoxe fără a neglija apariția tendințelor de umanizare a figurilor prin laicizarea lor. Introducerea noilor elemente de laicizare s-au produs bineînțeles, în măsura în care comanditarii au putut accepta încălcarea tradițiilor bizantine încă puternic reprezentate în România. Chipurile personajelor sunt mai realiste, mai puțin schematizate și mult mai umane. Se observă similar și altor lucrări ale lui Constantin Lecca, multe stângăcii pe lângă elemente foarte reușite precum și un mod naiv de a înfățișa și a înțelege compoziția. La Academia Română s-a păstrat un album donat de către Maria P. Chițu (cea care a făcut prima traducere a Divinei Comedii a lui Dante în limba română), în care se poate vedea o reprezentare a lui Isus făcută de Lecca, reprezentare care anticipează portretistica pe care artistul a făcut-o mai târziu.

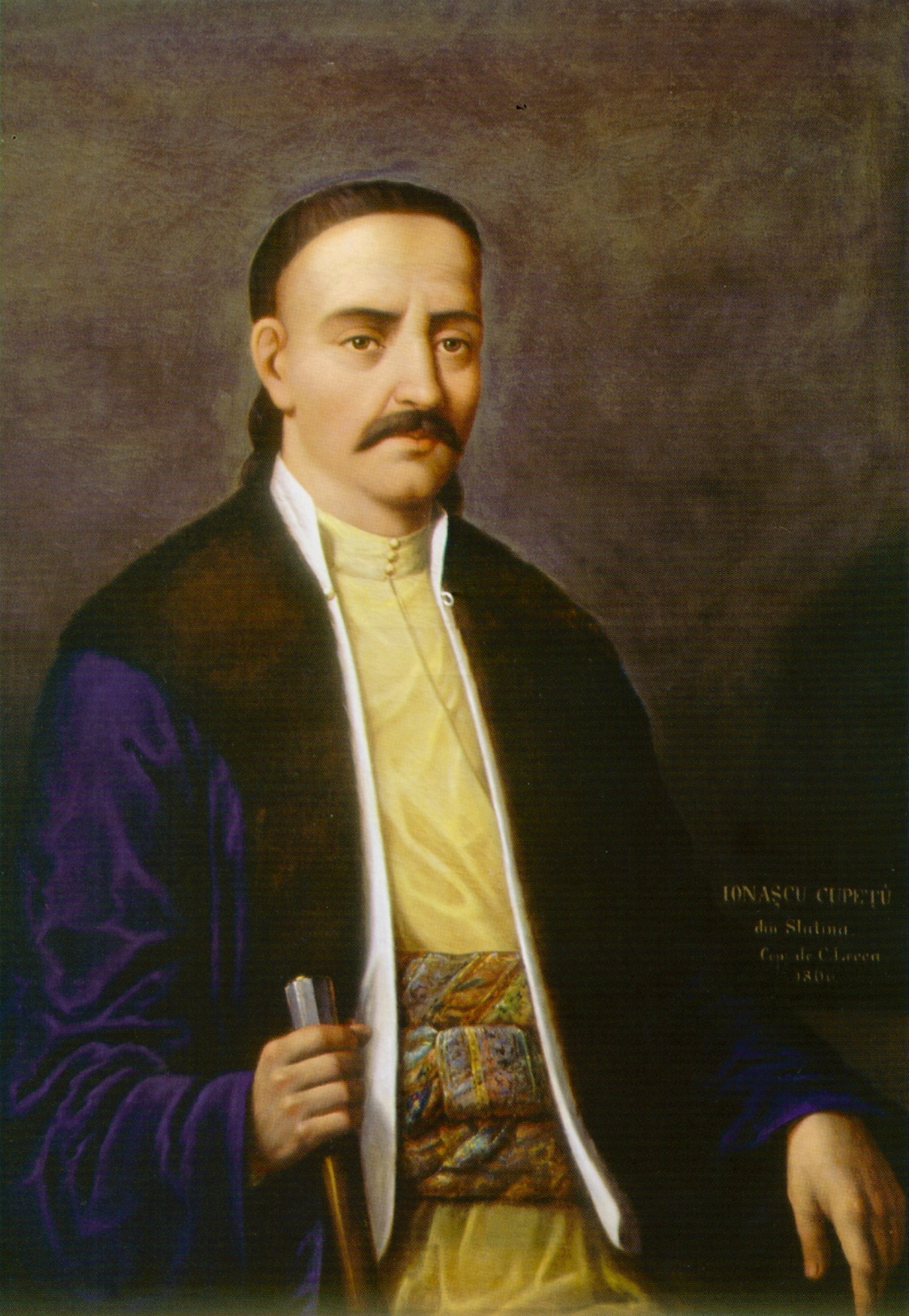
Ionașcu Cupețu

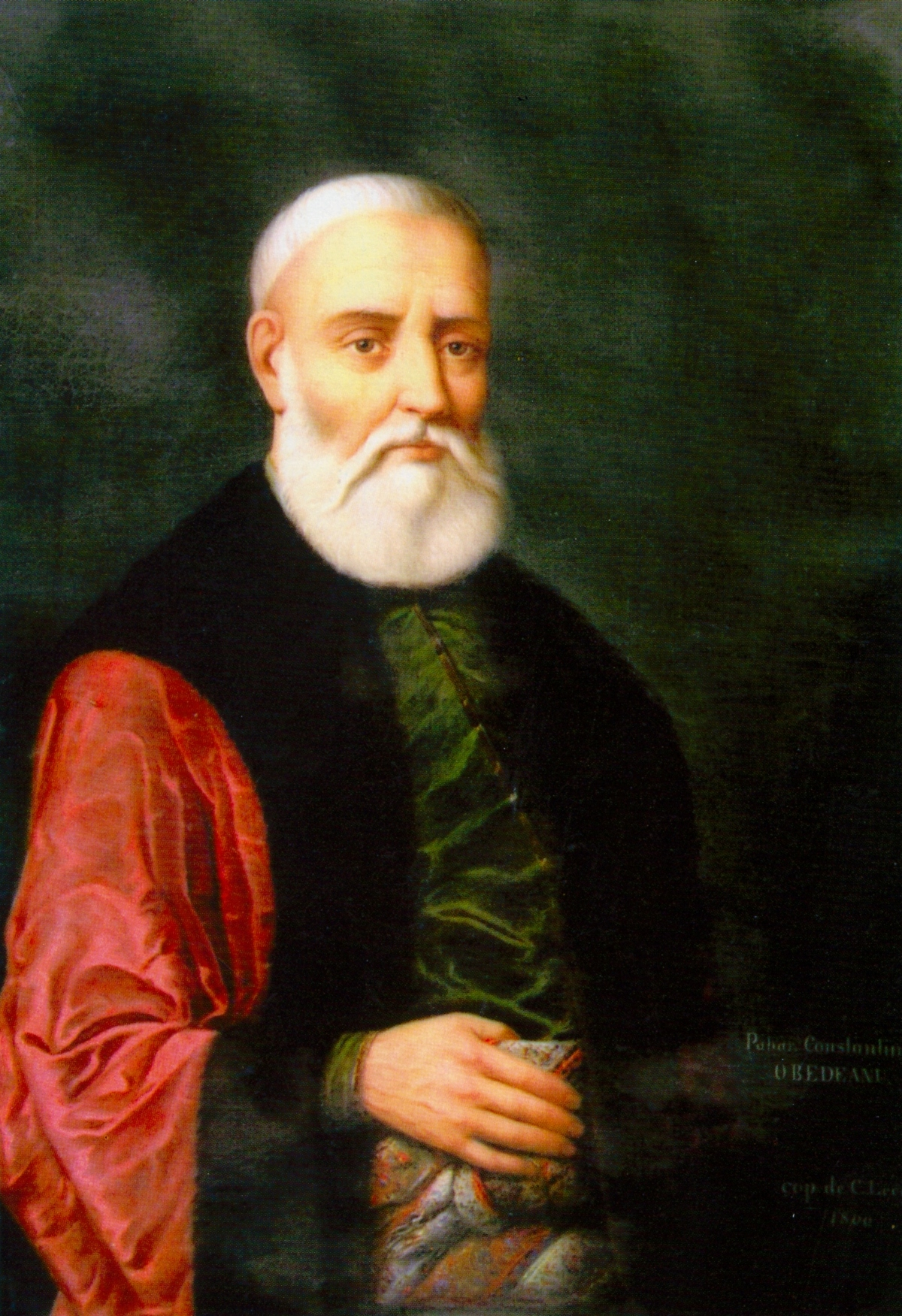
Constantin Obedeanu

În anul 1848 Constantin Lecca a plecat din Craiova și s-a stabilit în orașul Brașov, unde în perioada 1848 - 1850 a pictat tâmpla bisericii din Schei. S-au păstrat în acest sens mărturiile contemporanilor în Gazeta Transilvaniei, numărul apărut de Crăciun 1915. În această revistă, paracliserul bisericii timp de 50 de ani (bătrânul Cristea), a afirmat că Lecca a pictat o mulțime de icoane care s-au păstrat în conacul Brâncoveanu și prin casele oamenilor. Candid Mușlea a făcut în istoricul bisericii Sfântul Nicolae din Scheii Brașovului afirmația că Lecca a refăcut numeroase icoane și că „tot opera acestuia ar fi și cele de pe podișor”. Tot în 1848 a revenit de la Viena și Mișu Popp, cu care Constantin Lecca s-a împrietenit și pe care l-a îndrumat și protejat. Tradiția orală a brașovenilor, preluată de către Barbu Theodorescu, spune că Mișu Popp și Constantin Lecca au zugrăvit multe biserici din mărginimea Brașovului.
Constantin Lecca a plecat în 1851 la București și împreună cu Mișu Popp și asociatul lor Barbu Stănescu din Câmpulung au pictat, într-o perioadă care se derulează pe aproape zece ani, mai multe biserici: Biserica Curtea Veche (1852), Biserica Sfânta Ecaterina din București[C] (1853), Biserica Sfântul Gheorghe Nou din București[B] (1862), Biserica Mănăstirii Radu Vodă[E] (1863), Capela Cimitirului Bellu[D] și Biserica Răzvan Vodă din București și Biserica din Negoiești. Prin ajutorul pe care l-a avut din partea lui Petrache Poenaru, Lecca a făcut copii după fresca portretelor ctitorilor de biserici. Acestea au fost trimise ulterior la marea majoritate a muzeelor bucureștene. Astfel, pictorul Lecca a fost la Slatina și a făcut portretele lui Ionașcu Cupețu și ale soției lui Neaga, a fost la Craiova și a făcut portretul ctitorului Constantin Obedeanu al bisericii Obedeanu. Petrache Poenaru a spus vis a vis de această acțiune:
... „Am înaintat dar pe d-ul pictor Lecca, fostul profesor, de a schița din biserica Obedeanu din Craiova, cît și din a Ionașcului din Slatina, portretele fondatorilor acestor biserici, și după acestea se poate comanda facerea tablourilor ce au a se pune în muzee, și care ar trebui să fie în îndoite exemplare, ca să se trimită cîte unul și pe la școalele locale, unde să le aibă totdeauna în vedere tinerimea studioasă care se folosește de binefacerile acelor fondatori și să perpetueze în a sa recunoștință memoria lor„.
----- Petrache Poenaru: Raport către Eforia Școalelor din 15 martie 1860
La capitolul copii, sunt de menționat lucrările pe care Lecca le-a făcut după Tițian, care se aflau în anul 1863 în Muzeul din București: Isus Christos întâmpinat de Magdalena, Isus cu coroana cu spini, Tăierea capului Sfântului Ioan și Moartea lui Abel. Cea mai bună copie pe care Constantin Lecca a făcut-o vreodată a fost Lăsați copiii să vină la mine, tablou care a făcut parte din colecția familiei pictorului. Toate copiile făcute de Lecca au fost, conform obiceiului din acele vremuri, litografiate ca și tablourile sale istorice. Din acest motiv Constantin Lecca a fost considerat de către Barbu Theodorescu un fel de Gheorghe Asachi al Moldovei.

Copii făcute de Constantin Lecca după mari maeștri
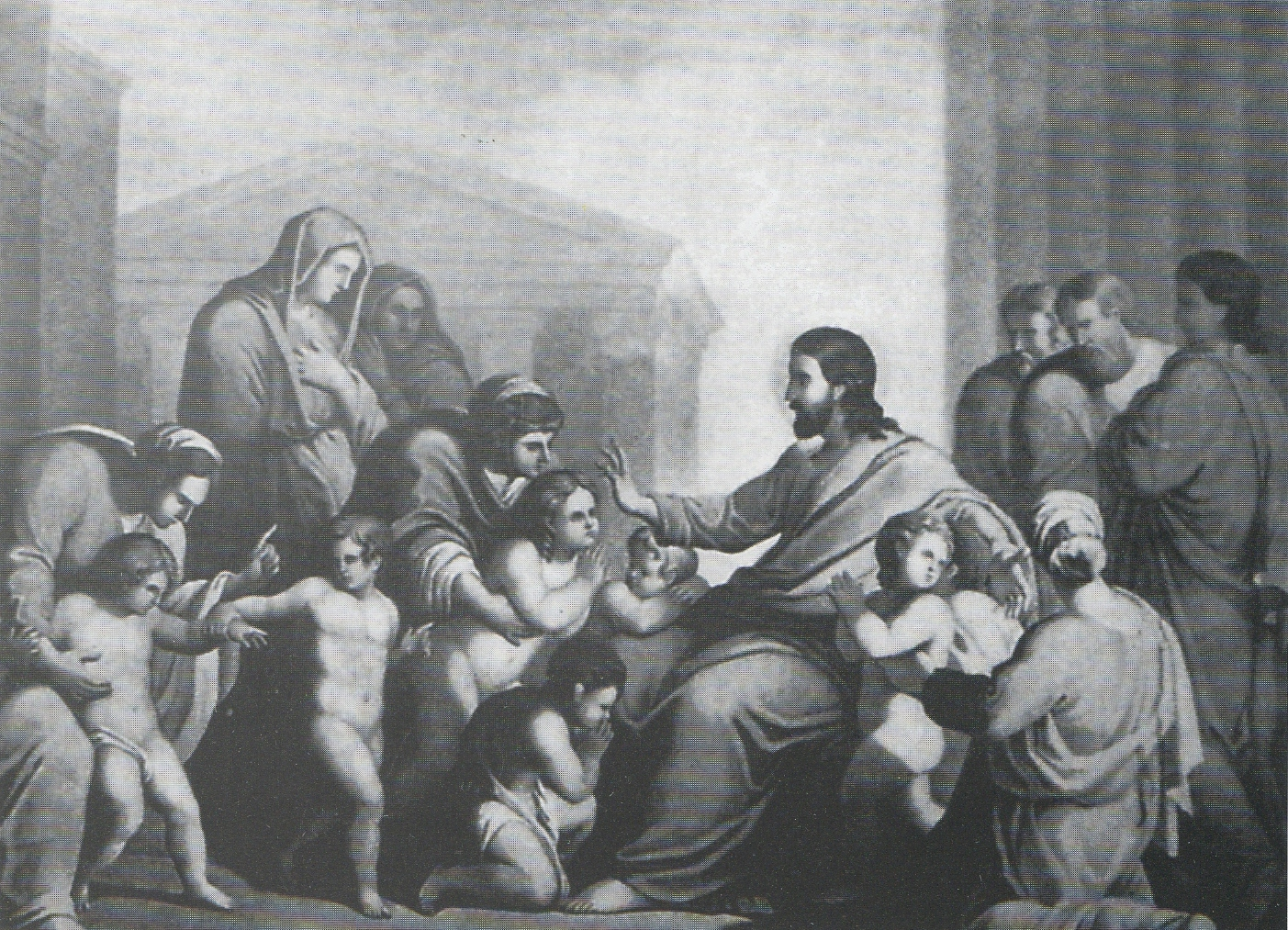
Lăsați copiii să vină la mine
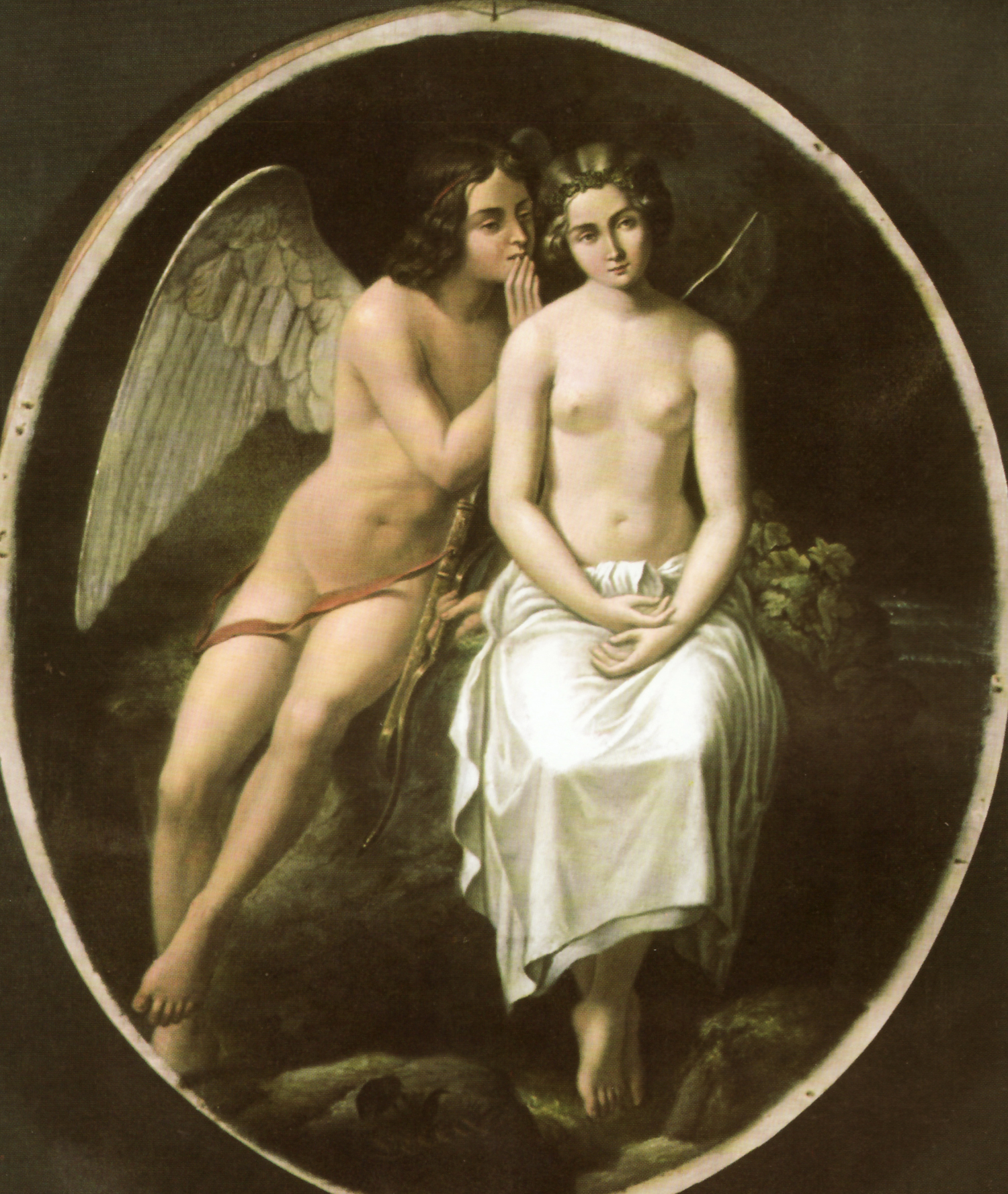
Cupidon și Psyche
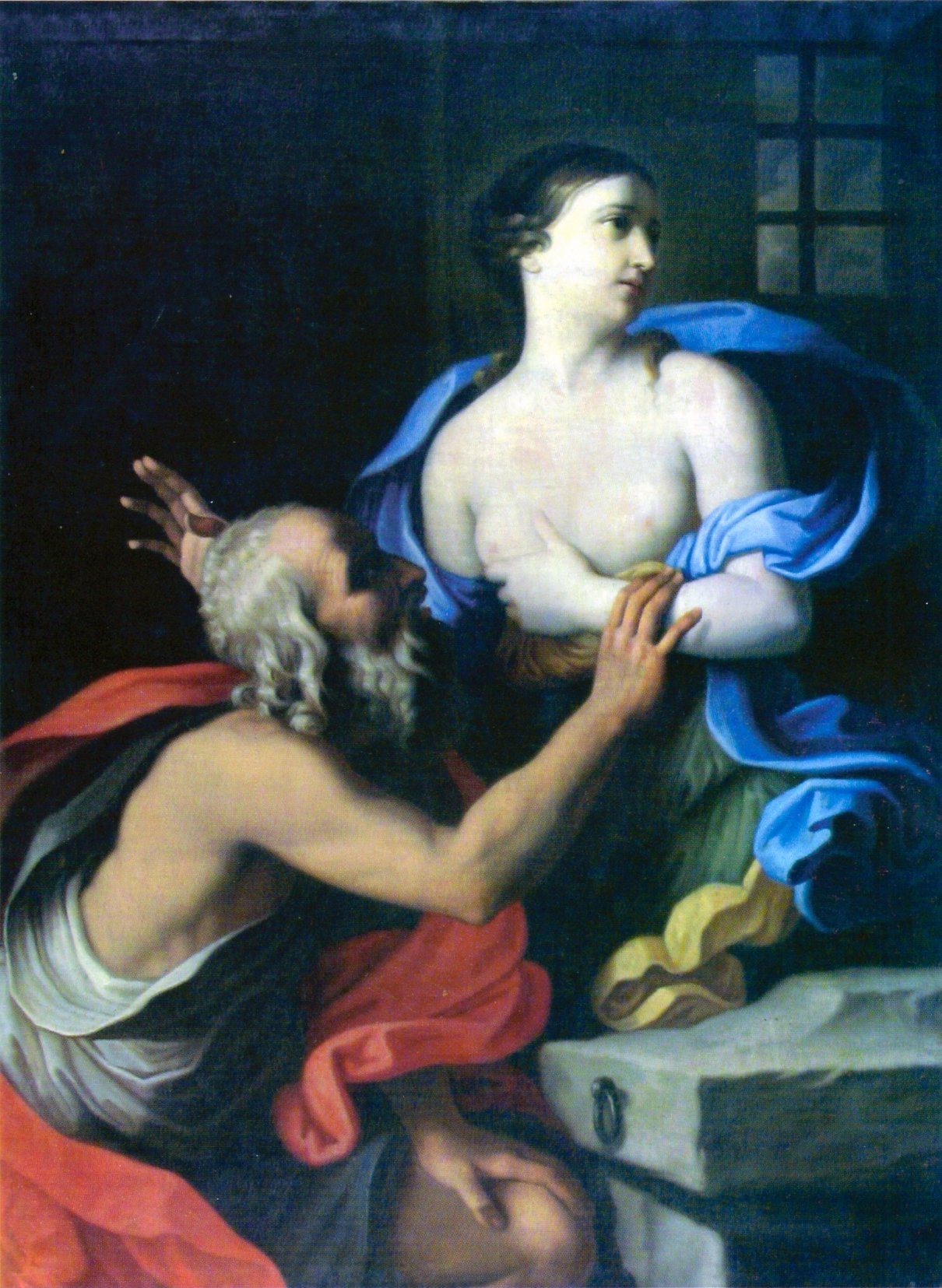
Scenă biblică
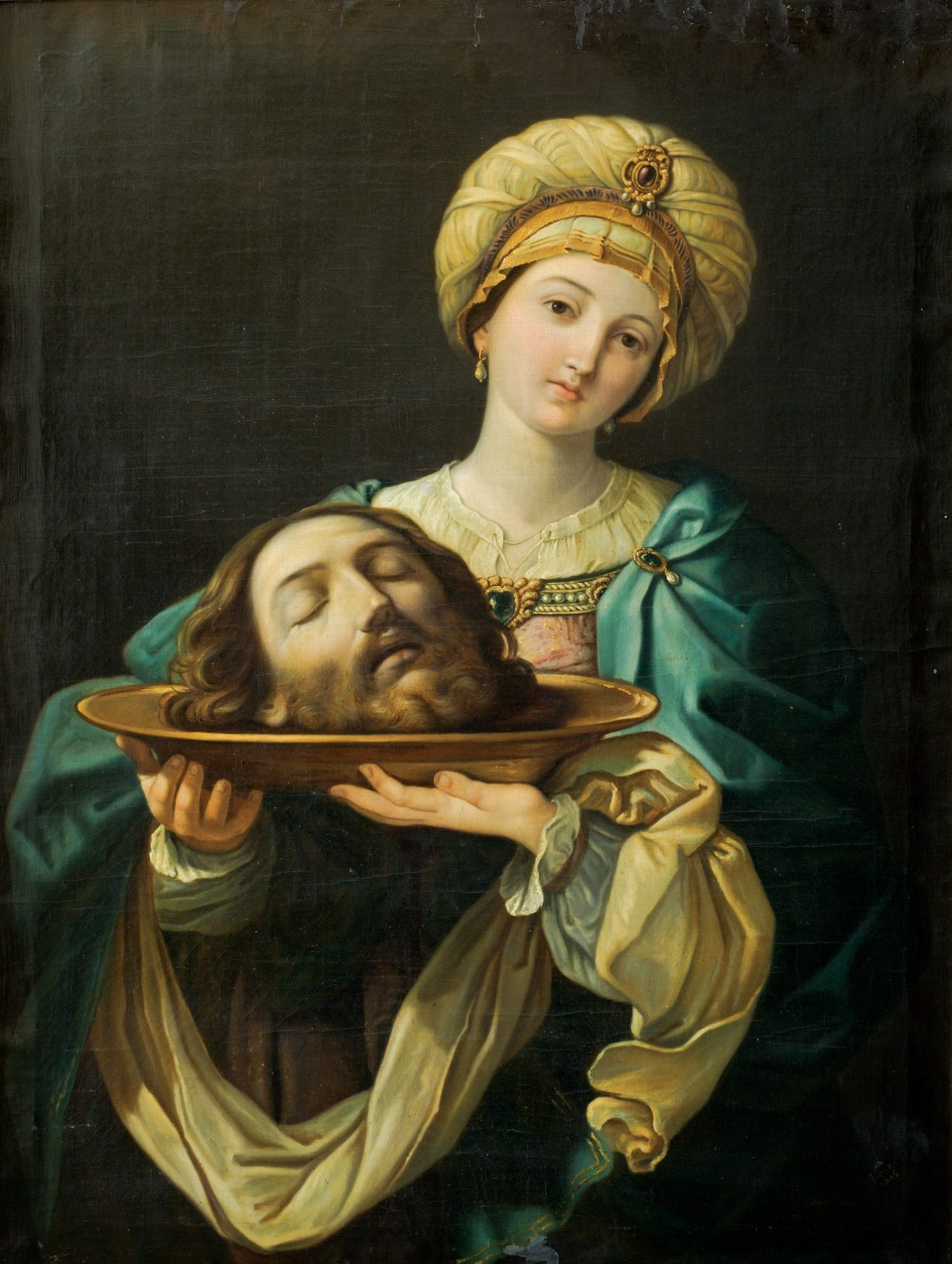
Herodias
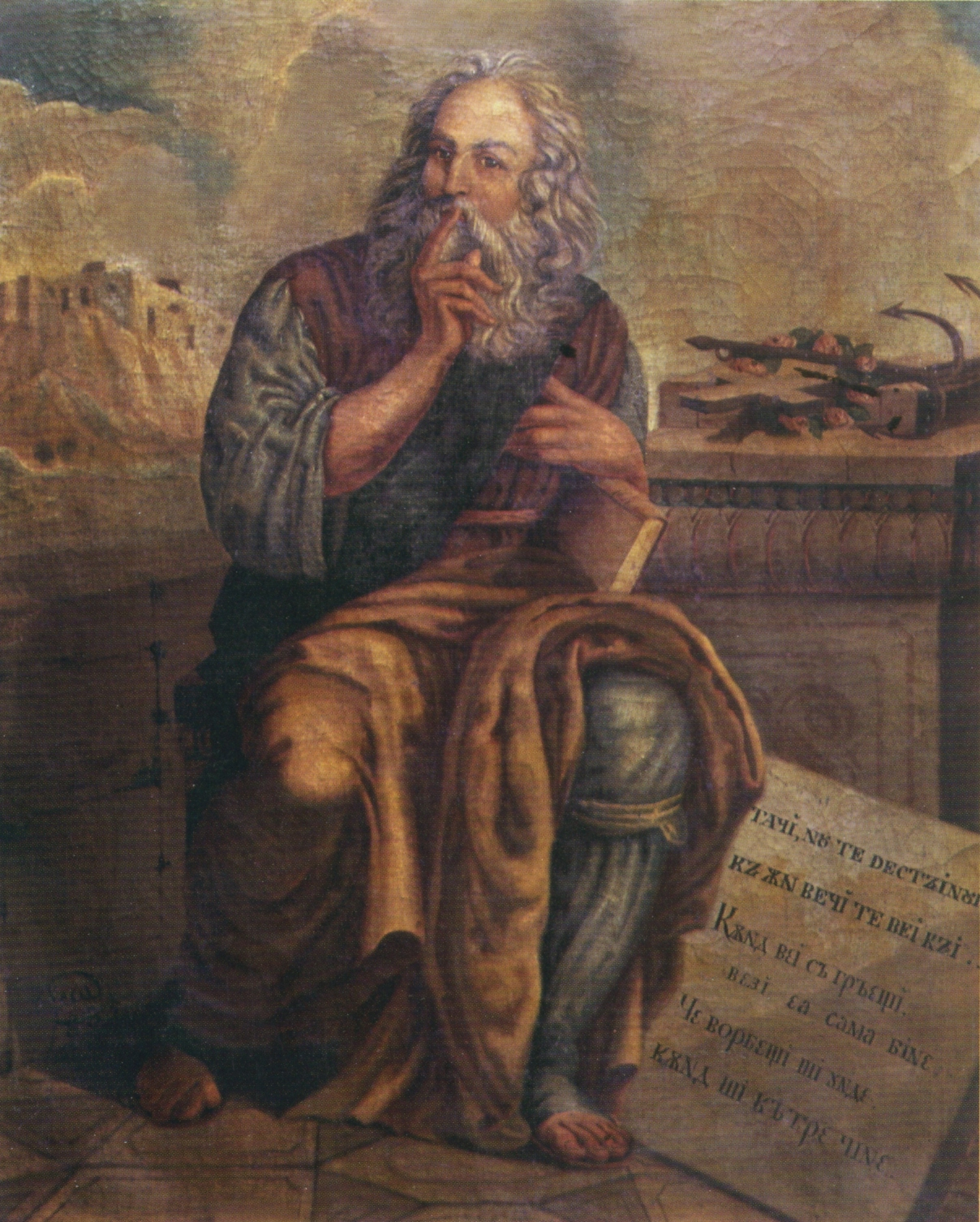
Profetul Ilie

Originalele după care a pictat Constantin Lecca
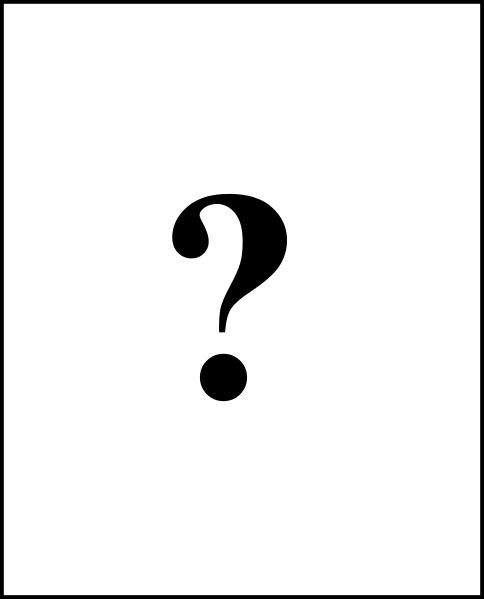
? (ajutați Wikipedia și găsiți imaginea)
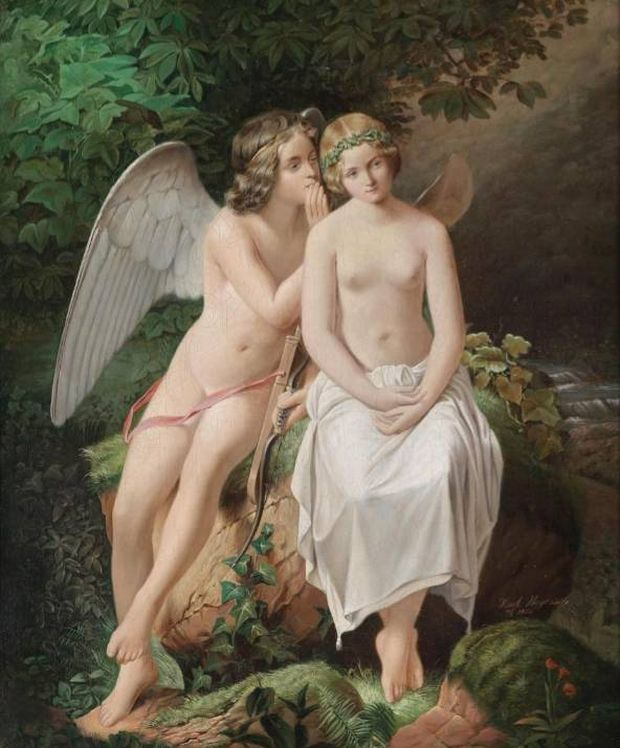
Cupidon și Psyche - de Eduard Steinbrück
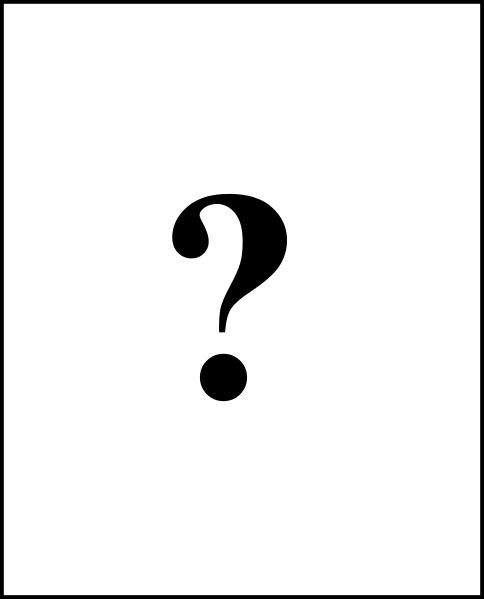
? (ajutați Wikipedia și găsiți imaginea)
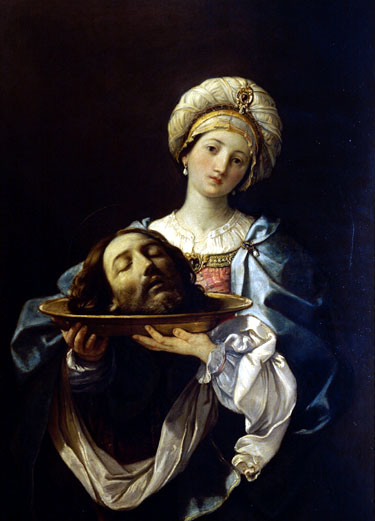
Salomeea și capul lui Ioan Botezătorul - de Guido Reni
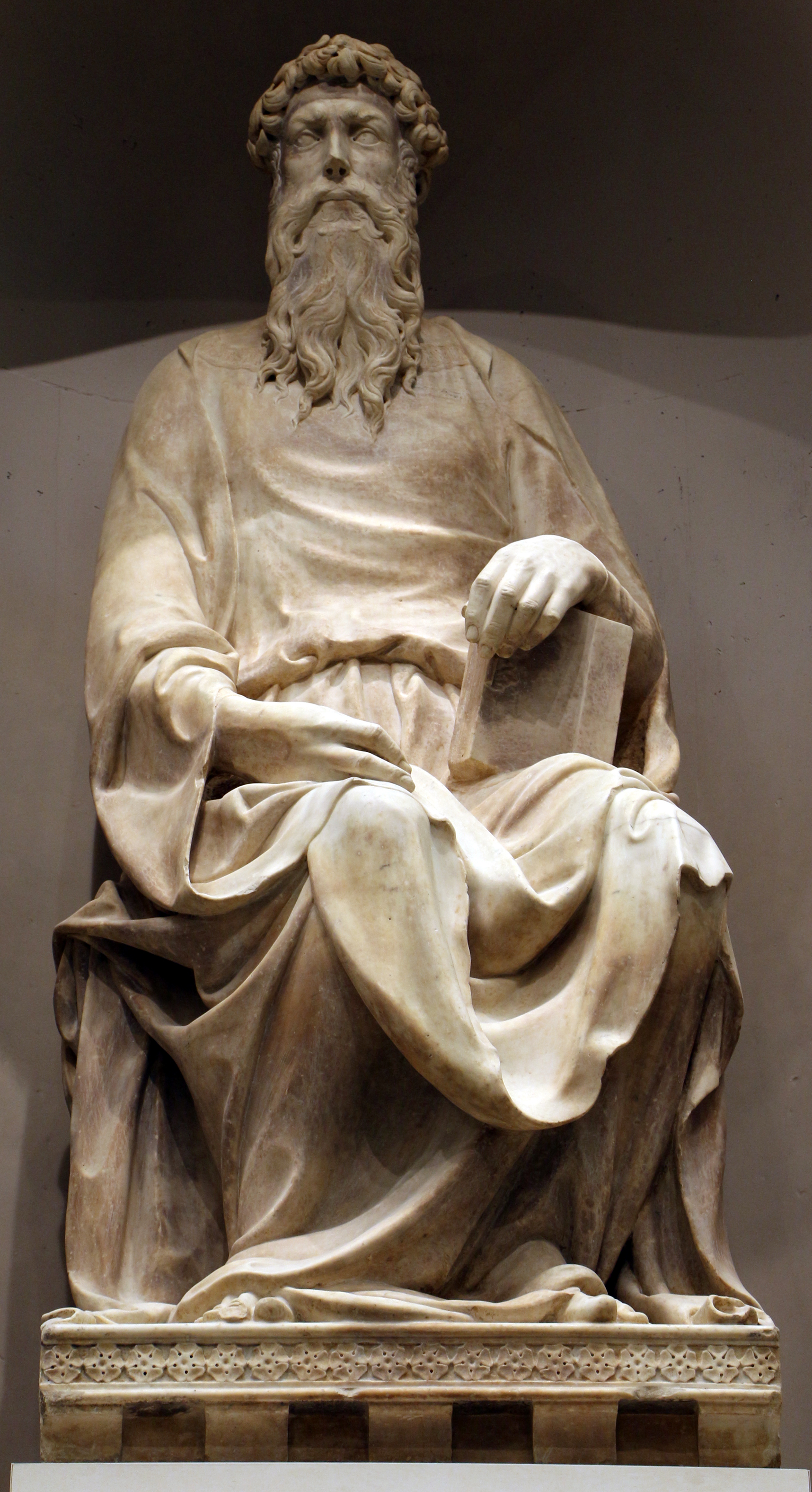
Donatello: Sfântul Ioan Evanghelistul

În pictura religioasă, Constantin Lecca nu a fost un imitator dar nu a fost nici un inovator. El poate fi asimilat asemenea scriitorilor din perioada 1830 - 1840, care au urmat calea bătătorită a romantismului francez, și se  încadrează istoric în limitele acelor timpuri. Prin simplul fapt că s-a îndepărtat de orientalismul secolului al XVIII-lea, activitatea sa artistică a însemnat o etapa nouă în arta românească.

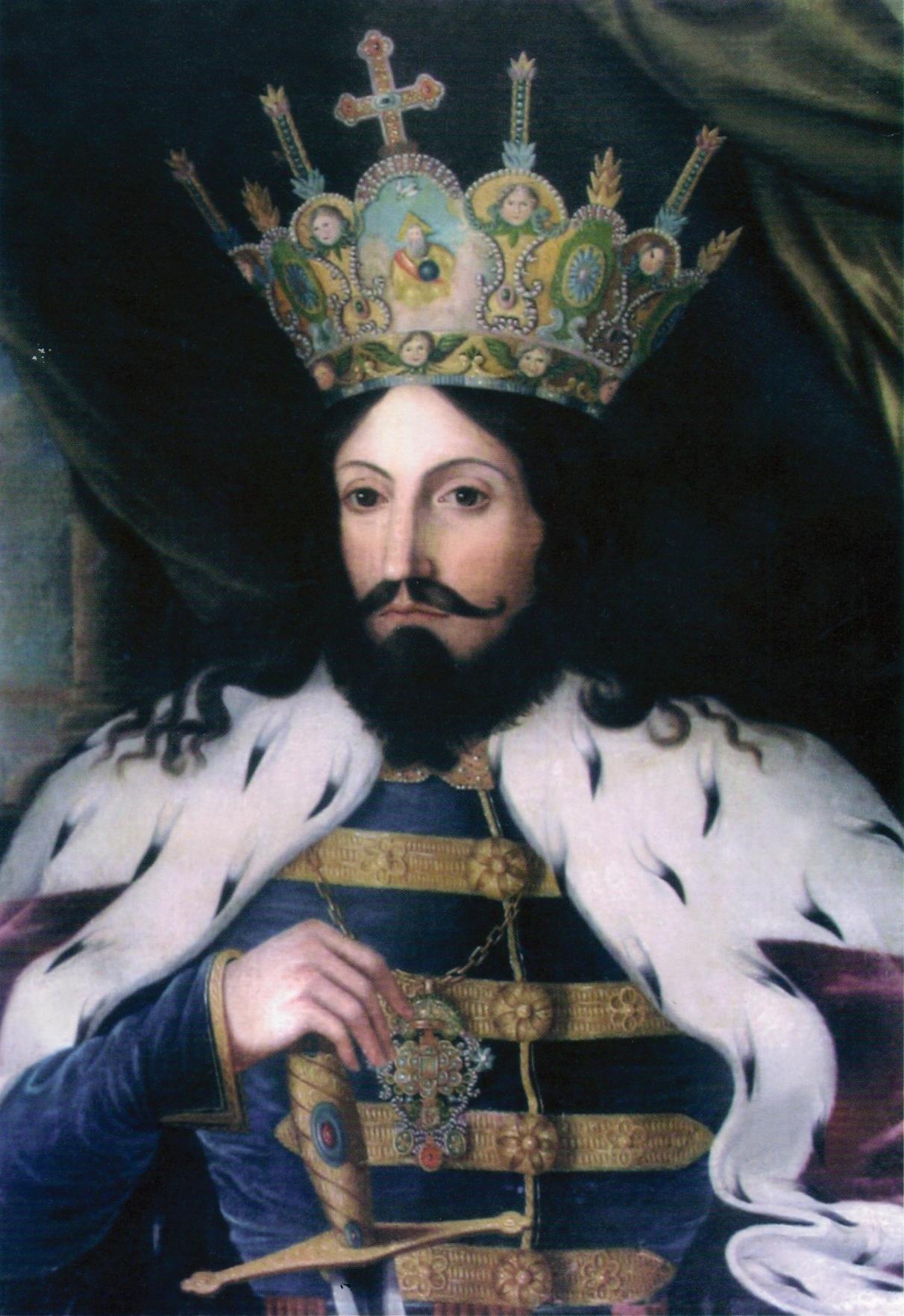
Ștefan cel Mare

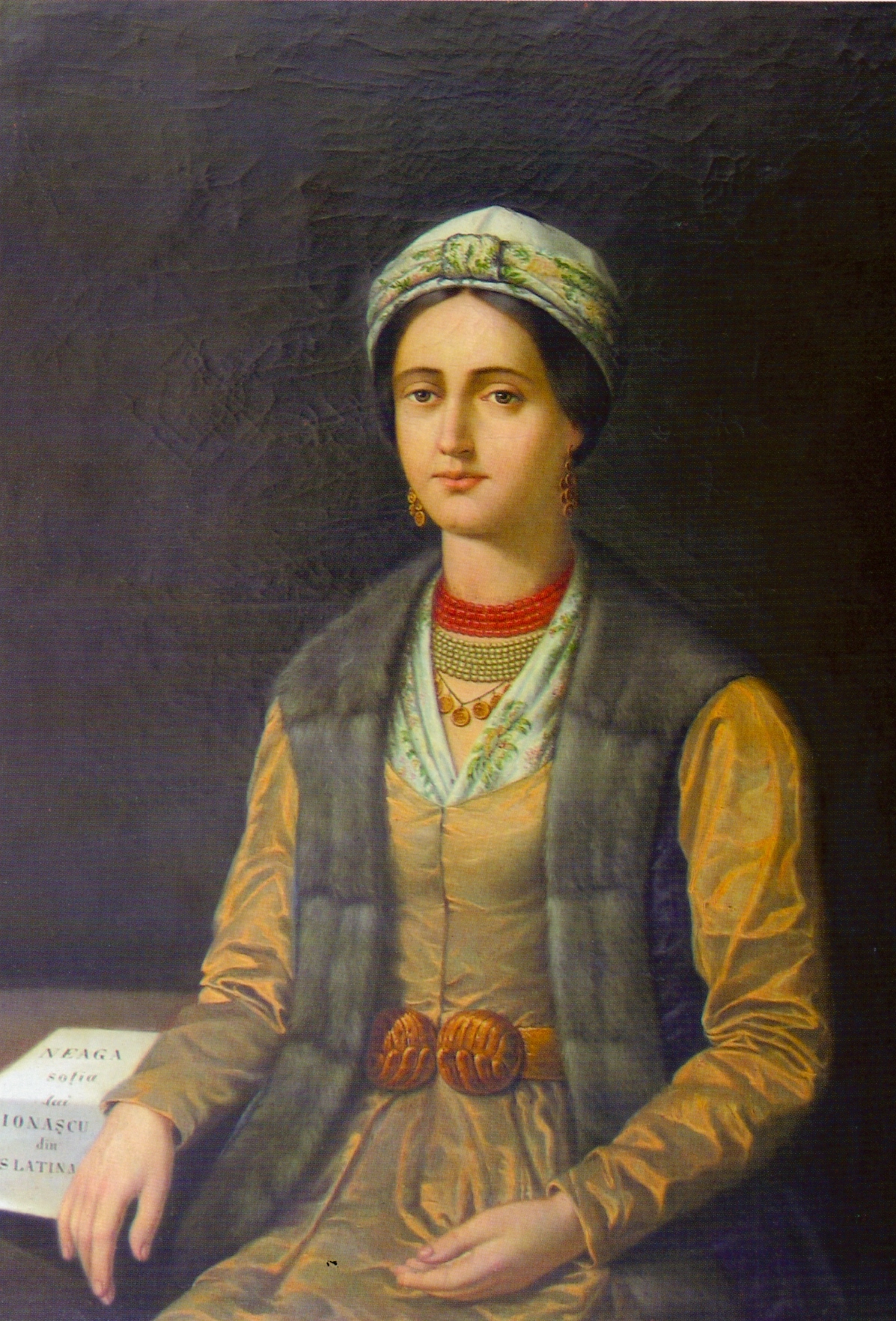
Neaga Ionașcu (Cupețu)

Luând în considerare picturile murale de la Brașov, unde brașovenii nu au acceptat spiritul catolicismului occidental al lui Neugass, se poate spune că Lecca nu a rupt cu tradiția ortodoxă. Dovadă în acest sens stă și portretul lui Ștefan cel Mare, care coboară din cele mai bune icoane bizantine. Nefiind un creator autentic, Constantin Lecca și-a căutat modelele cercetându-le cu spirit critic și le-a îmbogățit cu elemente personale sau locale.
Se poate concluziona că în pictura bisericească, Constantin Lecca a realizat la Craiova cele mai bune picturi murale, cu mult superioare celor făcute prin bisericile din București. Acestea din urmă nu l-au dus pe calea artei, ci pe cea a câștigului. La București s-a vorbit foarte frumos despre picturile de la Curtea Veche:
... „Și mai cu deosebire pictura ce s-a lucrat de pictorul Constantin Lecca, profesorul de desen, a făcut să fie admirată de toți privitorii, chiar de cei cu un gust pretențios, încât după hotărârea comună, asemenea frumusețe mai că n-are nici o biserică din capitala noastră.”
----- Revista Vestitorul român din anul 1852
Constantin Lecca a păstrat arta frescei bizantine, dar cu mai multă sobrietate în culori. Pictorul s-a aflat între două culturi, cea autohtonă de factură bizantină și cea apuseană. El a făcut eforturi în asimilarea artei autohtone  dar și a celei occidentale. Un exemplu este portretul Neagăi Ionașcu, portret care este lucrat după o frescă din Catedrala din Slatina. Cu toate că expresia și atitudinea personajului transpar într-o demnitate umană de netăgăduit, Neaga Ionașcu păstrează și un aer care se întâlnește de obicei în icoanele bizantine.

#### Biserica „Sfântul Nicolae” din Șcheii Brașovului
După cercetările pe care Mihai Manolache le-a făcut la această biserică au apărut informații noi despre activitatea lui Constantin Lecca. Profesorul Manolache a afirmat că până în anul 1943, icoanele existente aici, au fost păstrate pe peretele dinspre răsărit din tinda bisericii până la recentele lucrări de renovare. În anul 1943, unele din ele au fost așezate pe paraclis și altele au fost donate altor capele. Conform lui Nicolae Iorga, această biserică ar fi fost pictată de către pictorul Mișu Popp, dar documentele aflate în arhiva muzeului bisericii contrazic afirmația lui Iorga și spun cu claritate că sunt opera lui Constantin Lecca.

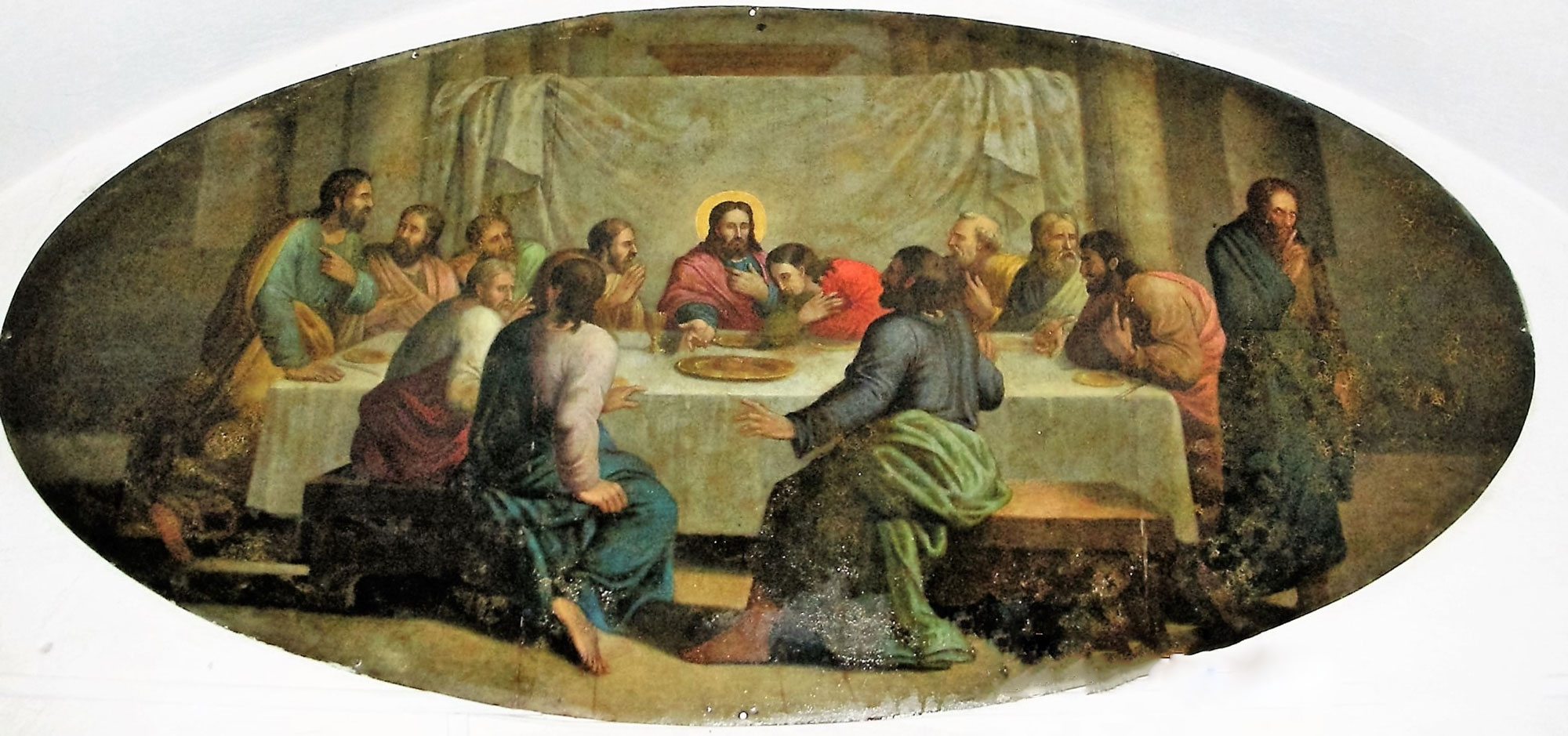
Cina cea de taină

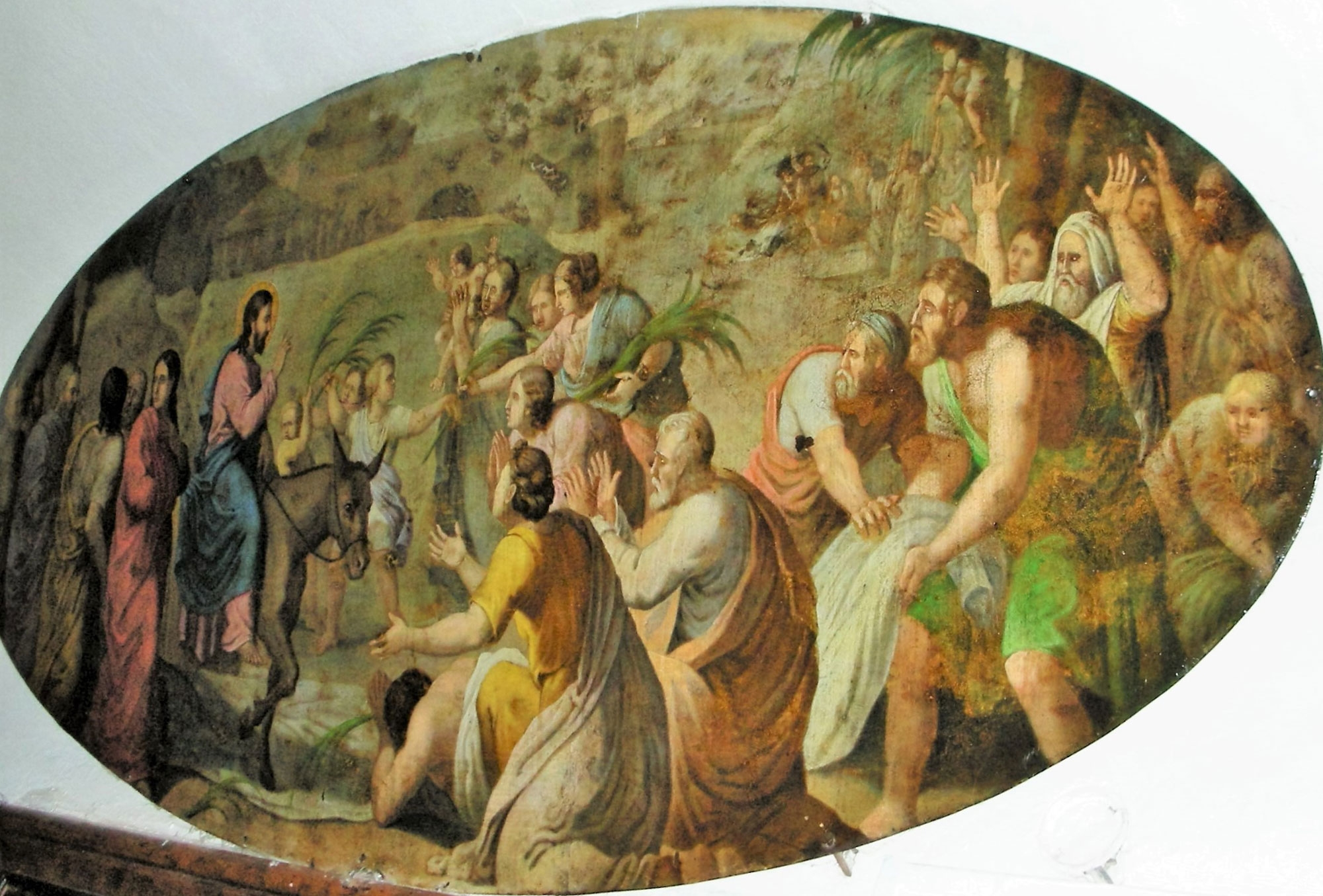
Intrarea în Ierusalim

Studiind procesele verbale ale ședințelor Reprezentației Bisericii Sfântul Nicolae din Brașov și a contractelor dintre pictor și biserică aflate în Arhiva Muzeului, a rezultat existența la acest edificiu religios a trei icoane realizate pe tablă, șapte pe mușama, câteva refăcute pe lemn și patru tablouri cu motive ornamentale florale. În plus față de toate analizele pe care cercetătorii precedenți le-au făcut, Mihai Manolache a considerat că Lecca ar fi fost și un inovator în privința materialelor pe care le-a folosit ca suport al picturilor sale. În mod evident, dacă până la el se foloseau în mod tradițional tencuiala, mozaicul, sticla sau lemnul, el a folosit și mușamaua și tabla.
Conform documentelor existente în arhiva bisericii, în ședința din 10 august 1847, curatorii au arătat că „...au vorbit cu zugravul Constantin Lecca și au zis că va așterne... un formular pentru icoanele ce vin a se face pă podișor...”, „...și anume: în mijloc Cina cea de Taină, de o parte Spălarea picioarelor și de altă parte Intrarea Domnului nostru Iisus Hristos în Ierusalim”. Lecca a cerut pentru fiecare icoană din cele trei, câte 150 de florini, dar „...după mai multă vorbă și tocmeală s-au slobozit și s-au hotărât pentru fiecare icoană după formularul adus înainte 120 florini și au rămas cu zugravul mulțumit...”. Pentru șase din cele șapte icoane realizate pe mușama există referiri exprese în contractul dintre artist și biserică:

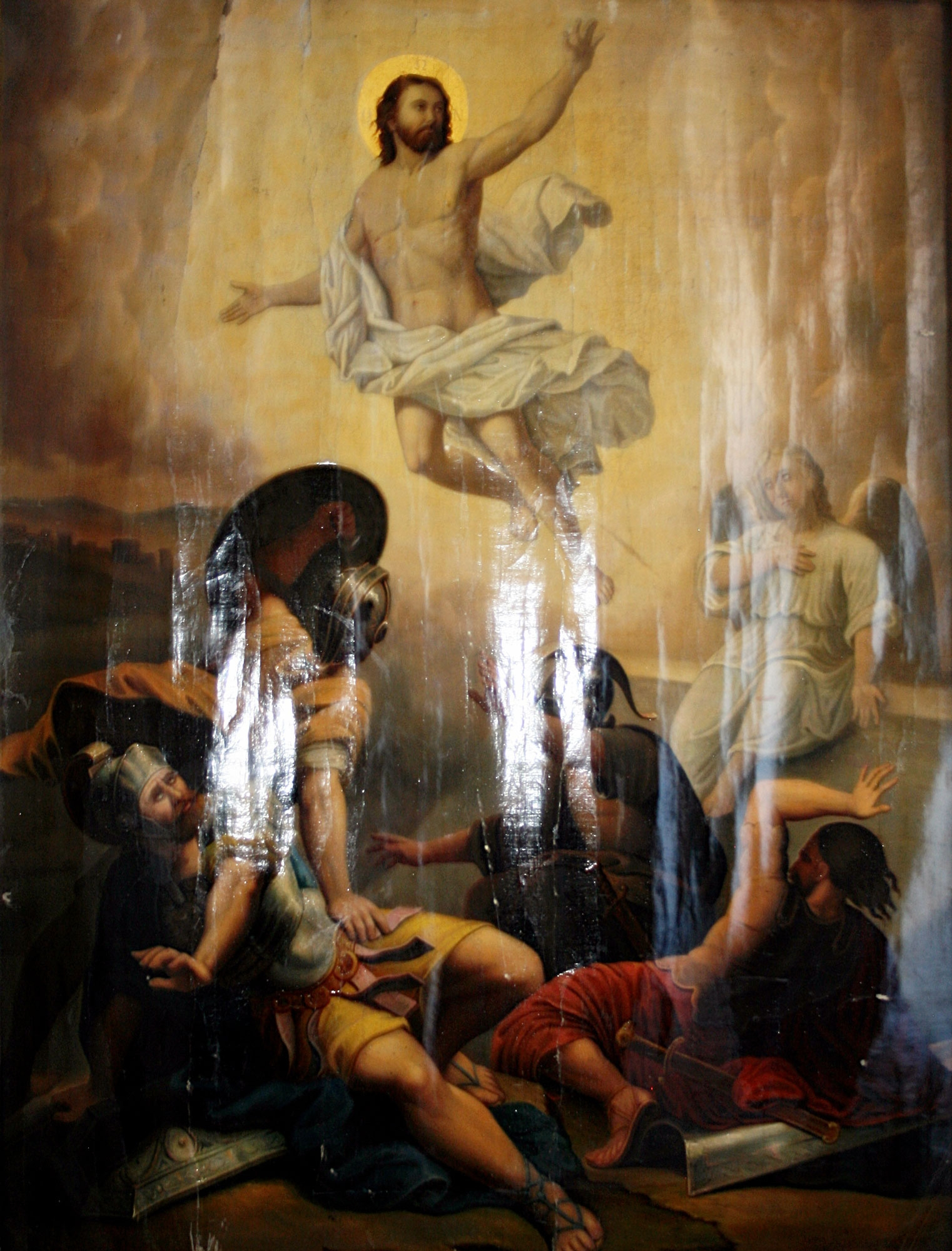
Înălțarea Domnului

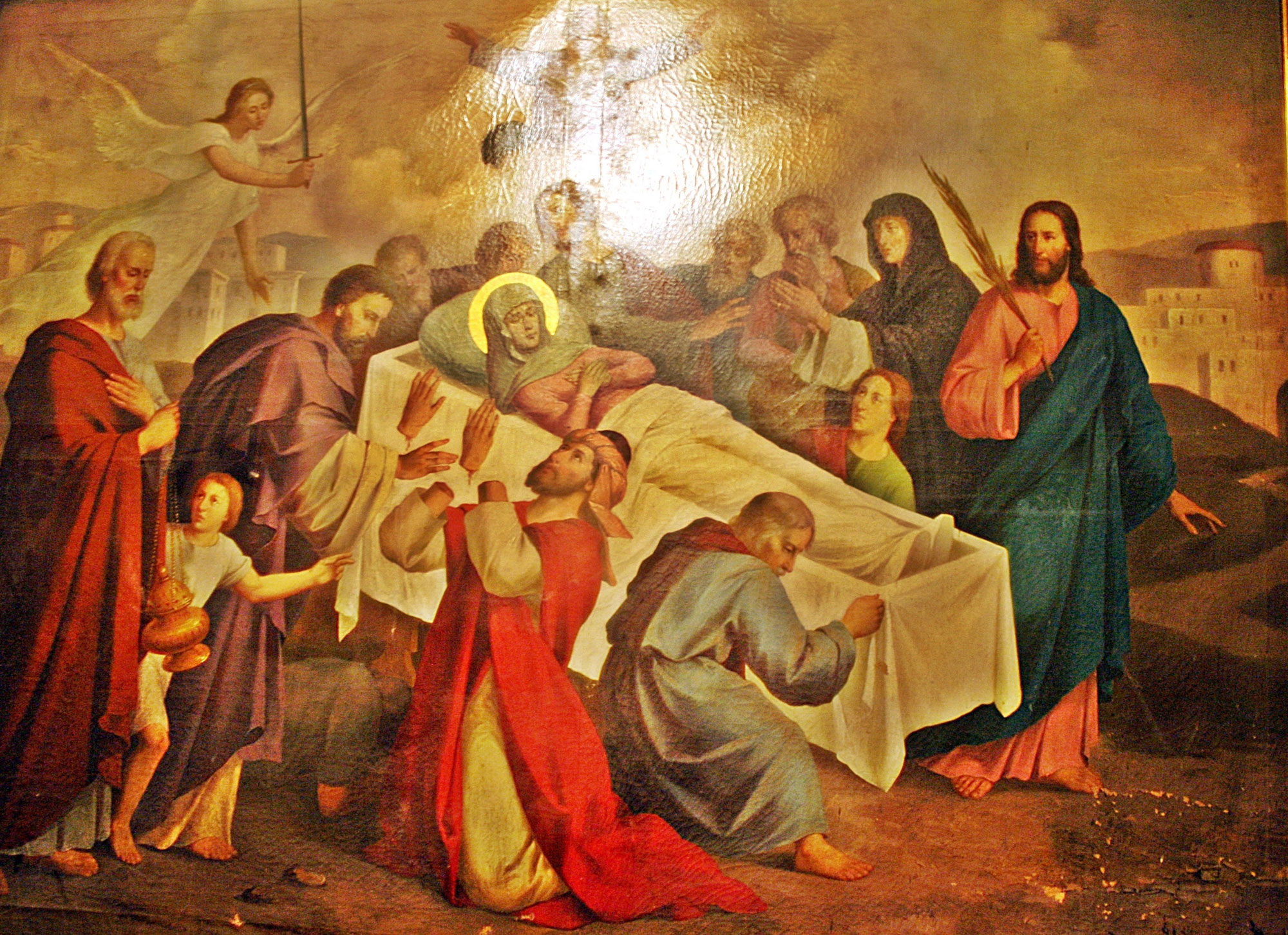
Adormirea Maicii Domnului

„1. Eu Constantin Lecca primesc și mă îndatorez a zugrăvi Sf. Biserici Tâmpla înfățișând icoanele următoare: Rândul deasupra: Nașterea, Tăierea împrejur, Botezul, Schimbarea la Față și Înălțarea lui Iisus Hristos, iar în mijloc Sfânta Treime – toate acestea pe mușama”. A șaptea icoană intitulată Învierea lui Iisus Hristos, nu este menționată în contract dar apare în registrul proceselor verbale și Manolache a opinat că ar fi fost executată în mod gratuit de Lecca. Un argument suplimentar ar fi că nu se poate realiza șirul icoanelor pentru catapeteasma bisericii fără a exista și scena învierii. Toate icoanele au fost făcute pentru catapeteasmă, dovadă stând stipulările contractuale în care apar și numele celorlalte icoane rămase neidentificate:
„b) ...Sus pe cruce Răstignirea Mântuitorului, c) Pă ușile dveilor Buna Vestire, iară pe cele două uși Sf. Arhangheli Mihai și Gavriil, d) supt fiecare icoană împărătească câte ceva din minunile supra icoanei împărătești ... care aceste iconțe de sub icoanele împărătești vin a se zugrăvi pă aramă... e) Pă Amvon, în mijloc, Mântuitorul, în celelalte locuri patru evangheliști și Ioan Gură de Aur împreună cu Sf. Vasile cel Mare ... toate acestea mă făgăduiesc și mă îndatorez a le zugrăvi cinstit și potrivit probei arătate (Probabil se face aluzie la icoana despre care am vorbit – Învierea Mântuitorului -). f) Mă îndatorez a preînoi fețele de la icoanele împărătești și a reface cele patru icoane mari cu argint... și așa s-au hotărât și împlinit acest contract cu iscăliturile amândurora părților și chiezașului și scriindu-se în două exemplare, s-au dat fiecărei părți pentru îndreptarea sa la mână. Brașov, 22 septembrie 1846, Constantin Lecca, Nicolae Dima, Constantin Popazu”.
Cele trei icoane realizate pe tablă și cele șapte pe mușama au trăsături specifice vechii picturi românești, cu ușoare influențe renanscentiste.

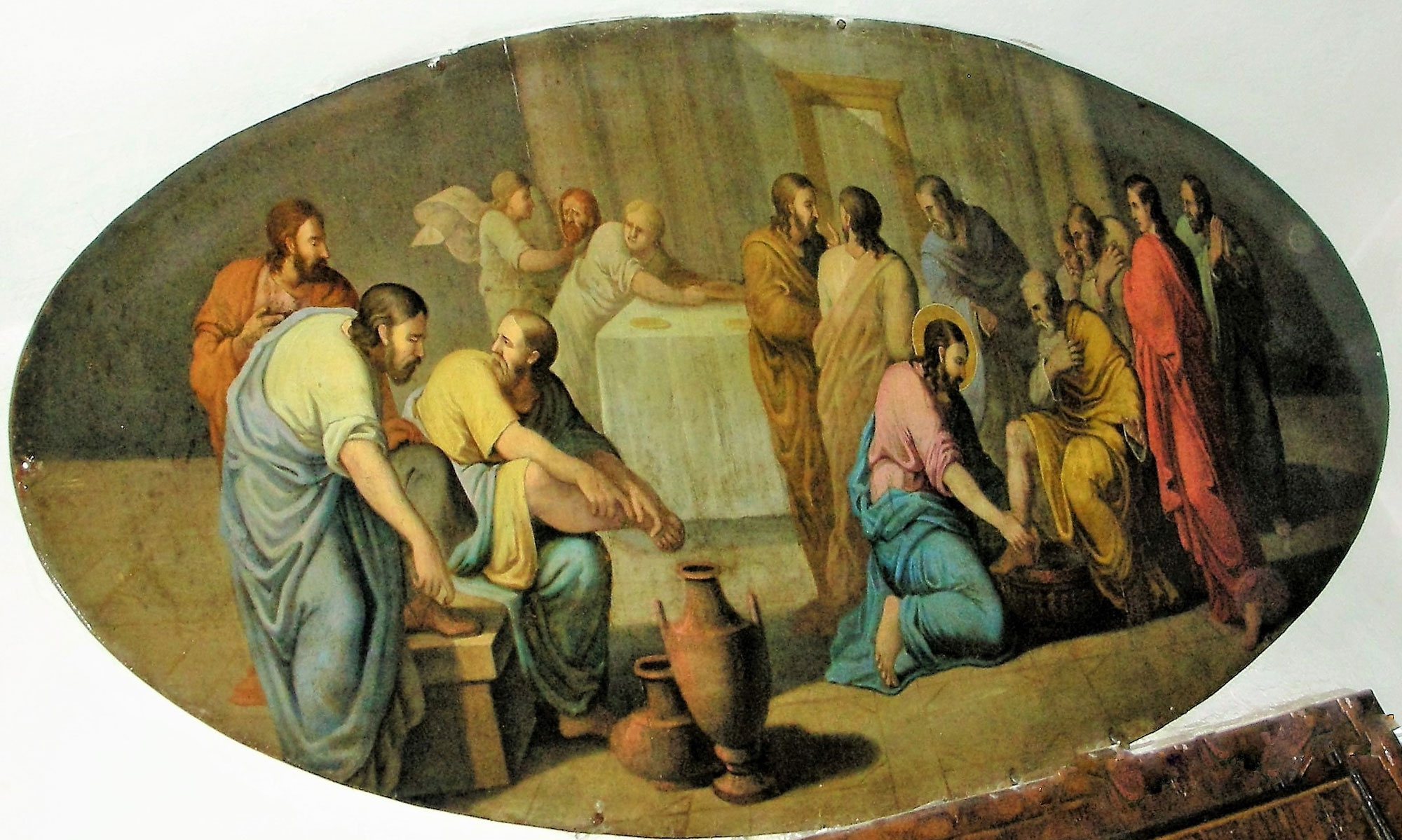
Isus spălând picioarele ucenicilor

Referitor la icoanele pe lemn, mențiunile contractuale spun că Lecca se îndatora „... a preînoi fețele la icoanele împărătești și a repara cele 4 icoane mari cu argint, făgăduindu-mă toate acestea de nu le voi putea mai curând, însă negreșit într-un an de zile...”. Mihai Manolache a identificat și alte lucrări de la Biserica „Sfântul Nicolae” ca aparținând lui Lecca, după cum urmează:
- Cei doi Arhangheli Mihail și Gavril pictați pe ușile diaconești. În opinia cercetătorului, arhanghelii au fost refăcuți de Lecca doar de la brâu în sus, deoarece pe partea de jos a ușii diaconești apare iscălitura lui Constantin Zugravul (1796);[81]
- Patru tablouri cu motive florale aflate pe același paraclis. Două din ele sunt amplasate sub icoanele împărătești și celelalte două, câte unul în stânga și celălalt în dreapta ușilor diaconești.[81]

Argumentele aduse în favoarea lui Lecca sunt: maniera de execuție care diferă de veche pictură murală a paraclisului, stilul pictorului, lemnul pe care sunt pictate - restul paraclisului fiind mâncat de carii, și asemănarea coloritului motivului floral cu cel al veșmintelor arhanghelilor care diferă semnificativ de cel al restului paraclisului.

### Portretistul

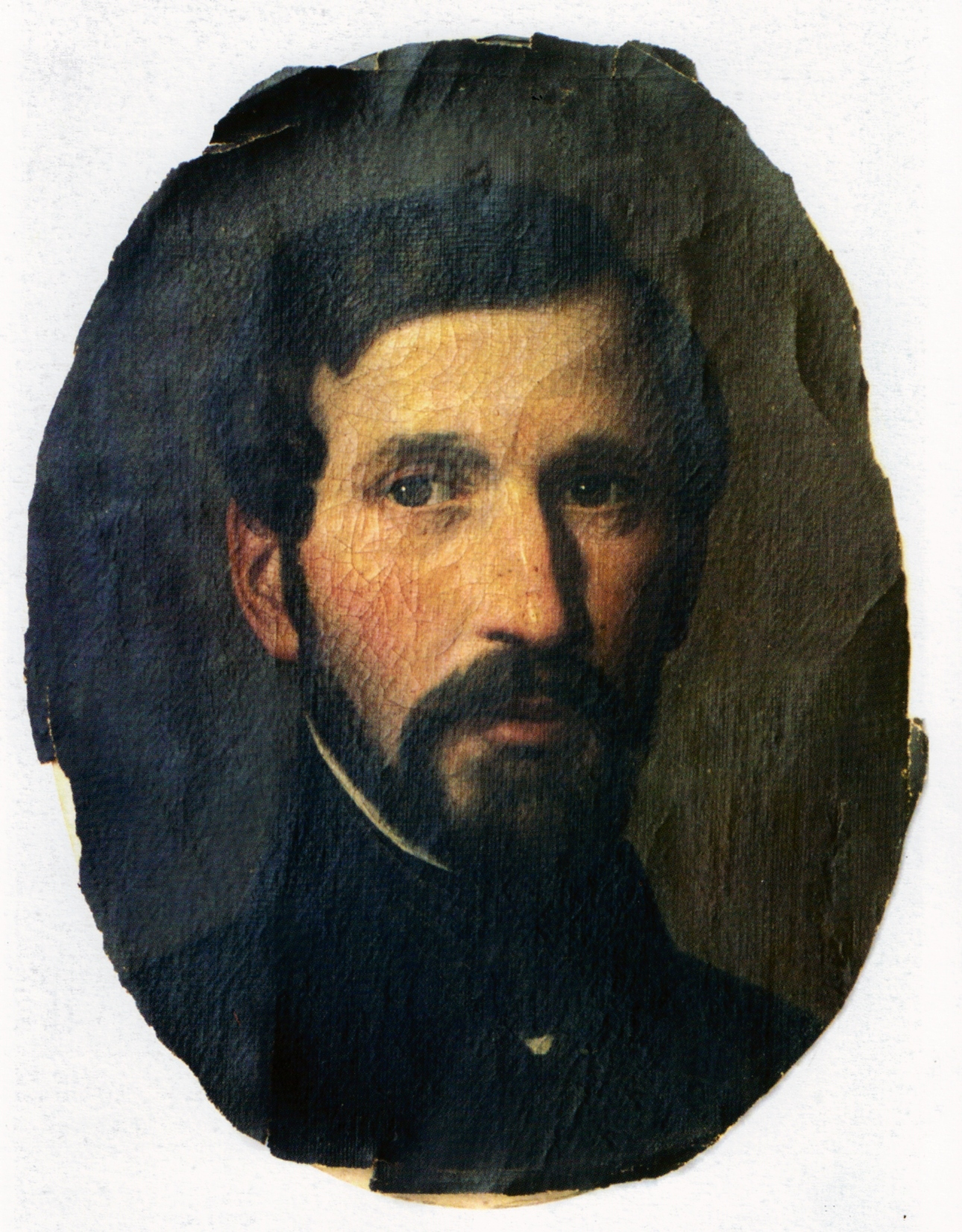
Portretul boierului Pera Opran din Ișalnița, fondatorul primului teatru din Craiova

Constantin Lecca a fost cel care a realizat în perioada 1830 - 1870 o impresionantă galerie de portrete a boierimii românești. El s-a subordonat cerințelor sociale în ce privește opera sa, astfel încât dacă oamenii nu l-ar fi împins spre portretistică, Lecca ar fi rămas fidel tematicii istorice și al picturii bisericești. Așa cum a arătat Theodor Aman, moda locală l-a determinat pe Lecca să devină un portretist prin excelență. Din cauza numeroaselor comenzi care veneau din partea clientelei bogate din Țara Românească, pictorii din acele vremuri deveneau meseriași, astfel că ei au executat portretele în grabă, potrivit gusturilor comanditarilor și au insistat în opera lor asupra elementelor vestimentare, asupra fineții dantelelor și catifelelor și a bijuteriilor. Din aceste motive, picturile epocii au în prezent mai mult valoarea documentară a revistelor de modă. Totuși, opera portretistică a acelor timpuri nu este lipsită de interes și uneori de înțelegere artistică.
Constantin Lecca s-a pus întru-totul de acord timpului său, portretele sale fiind diferite ca valoare artistică. Cele mai bune lucrări portretistice pe care le-a făcut au fost acelea ale prietenilor, familiei Lecca, precum și ale unor demnitari foarte importanți. Acestea sunt picturile asupra cărora a zăbovit îndelung și a căutat să reprezinte caractere morale.
Lecca a început în Țara Românească cu continuarea activității sale de la Buda în cadrul Revistei Biblioteca românească. A ilustrat Almanahul Satului împreună cu Anton Chladek în anul 1837. În paginile revistei au apărut portretele lui Grigore Băleanu, Grigore Ghica și a domnitorului Alexandru Ghica. De-a lungul întregii sale cariere, pictorul a fost autorul a numeroase cromolitografii și litografii. Ele au fost făcute la Viena, Buda, Roma și București. Ele au dimensiuni diferite, tiraje impresionante, și au contribuit la educarea patriotică și nu în ultimul rând artistică, a poporului român. Din cauza modului de lucru, ele au valori artistice inegale. Se poate vedea dintr-o privire stângăciile de execuție mai ales în reprezentarea mâinilor. Din evidența faptului că există multe portrete la care personajul își ține o mână vârâtă în haină sau este reprezentat doar bustul, se poate concluziona că Lecca era conștient de partea lacunară a pregătirii sale artistice. Sunt de menționat în susținerea expunerii de mai sus, portretele lui Petrache Poenaru, Matei Millo, Iancu Vladimirescu și căpitanul V. Greceanu:

Deficiența reprezentării mâinilor la Constantin Lecca
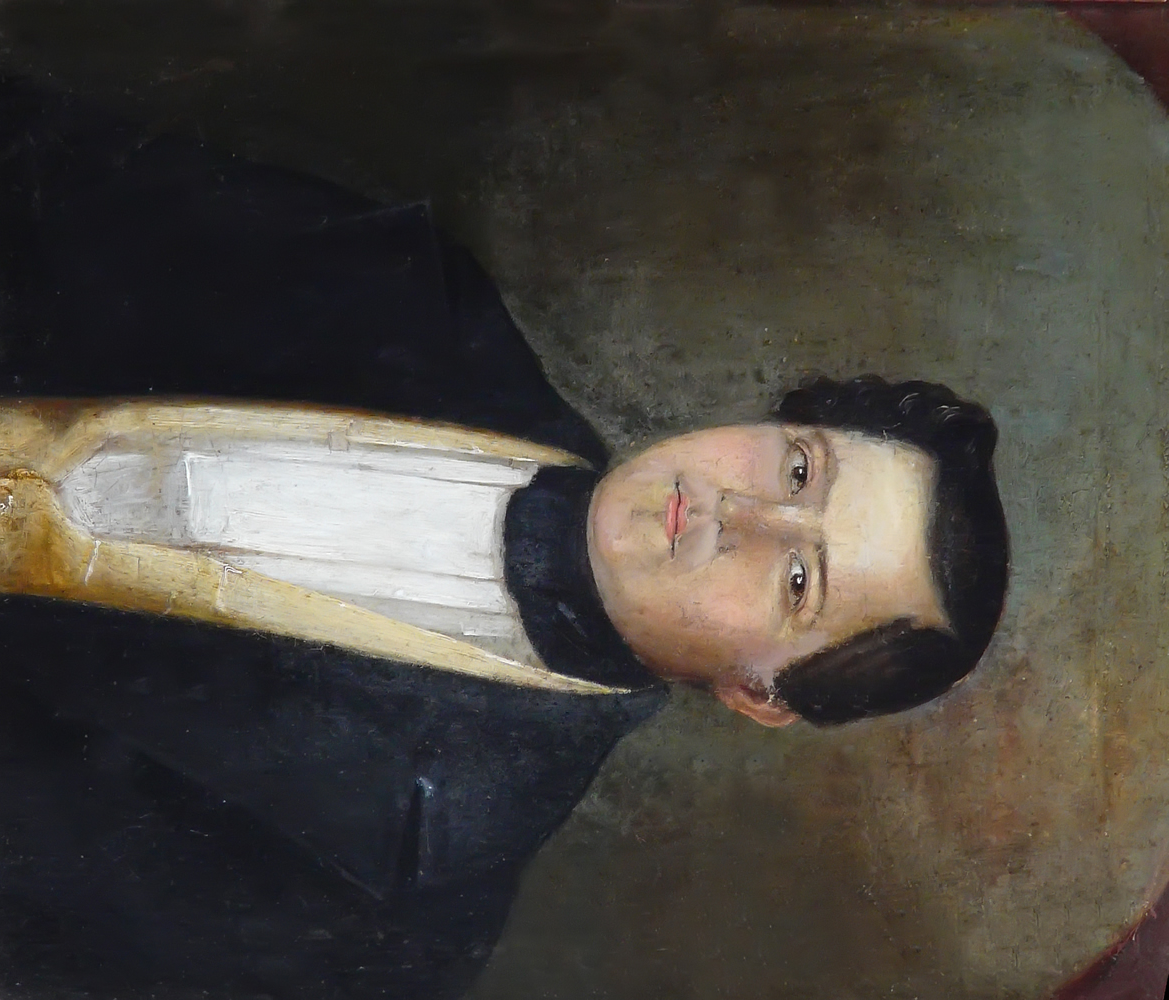
Iancu Vladimirescu
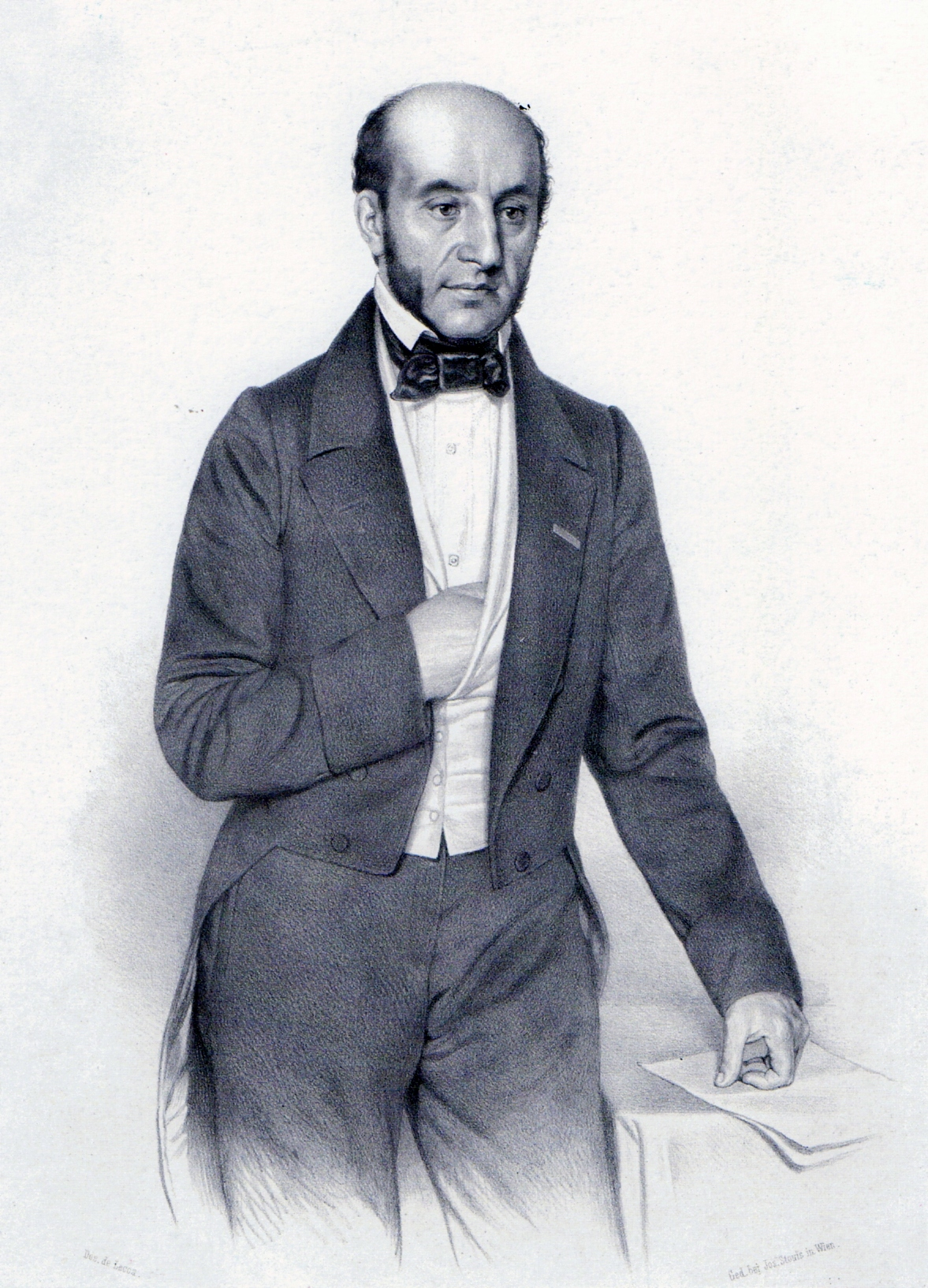
Petrache Poenaru
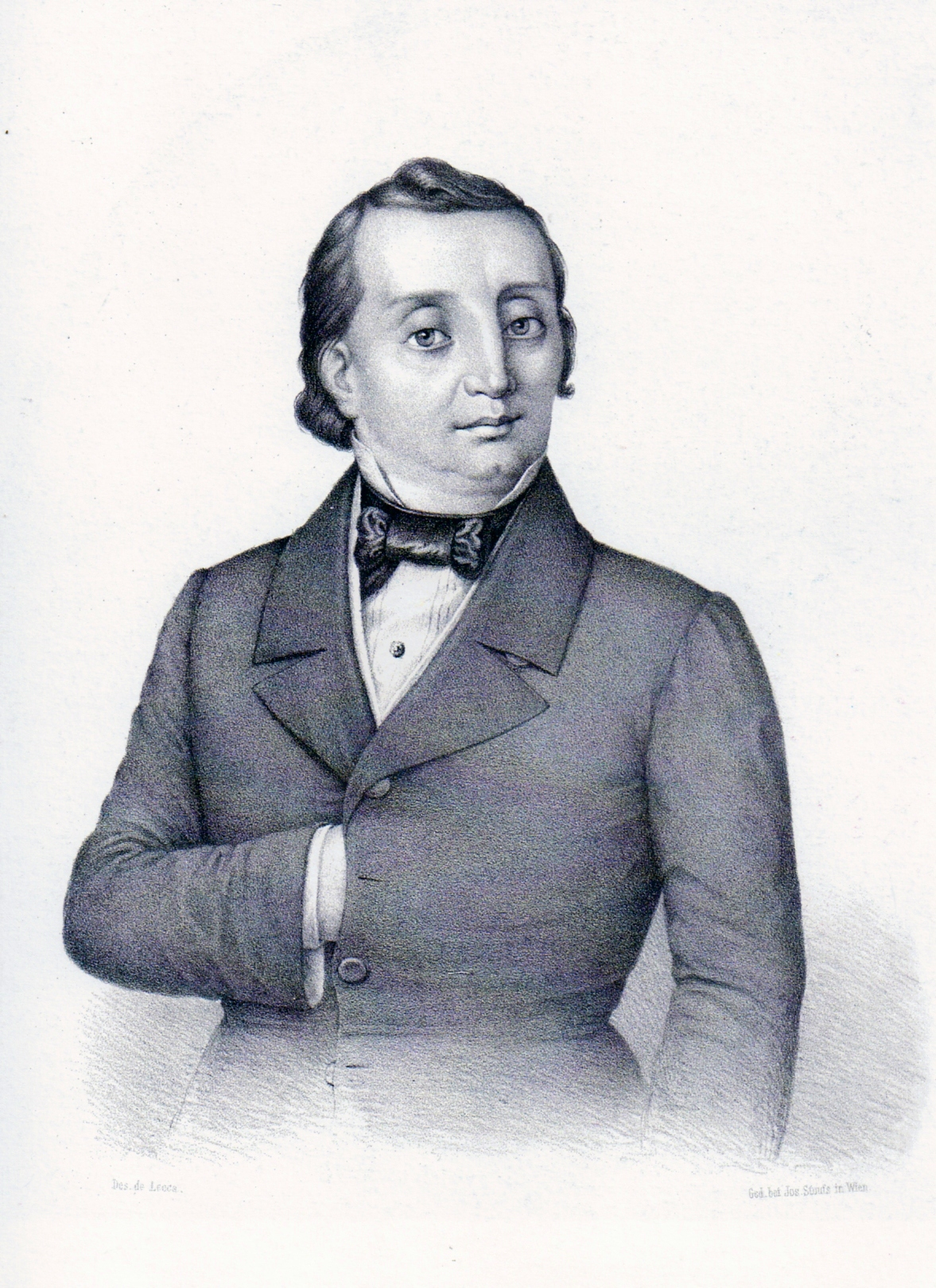
Matei Millo
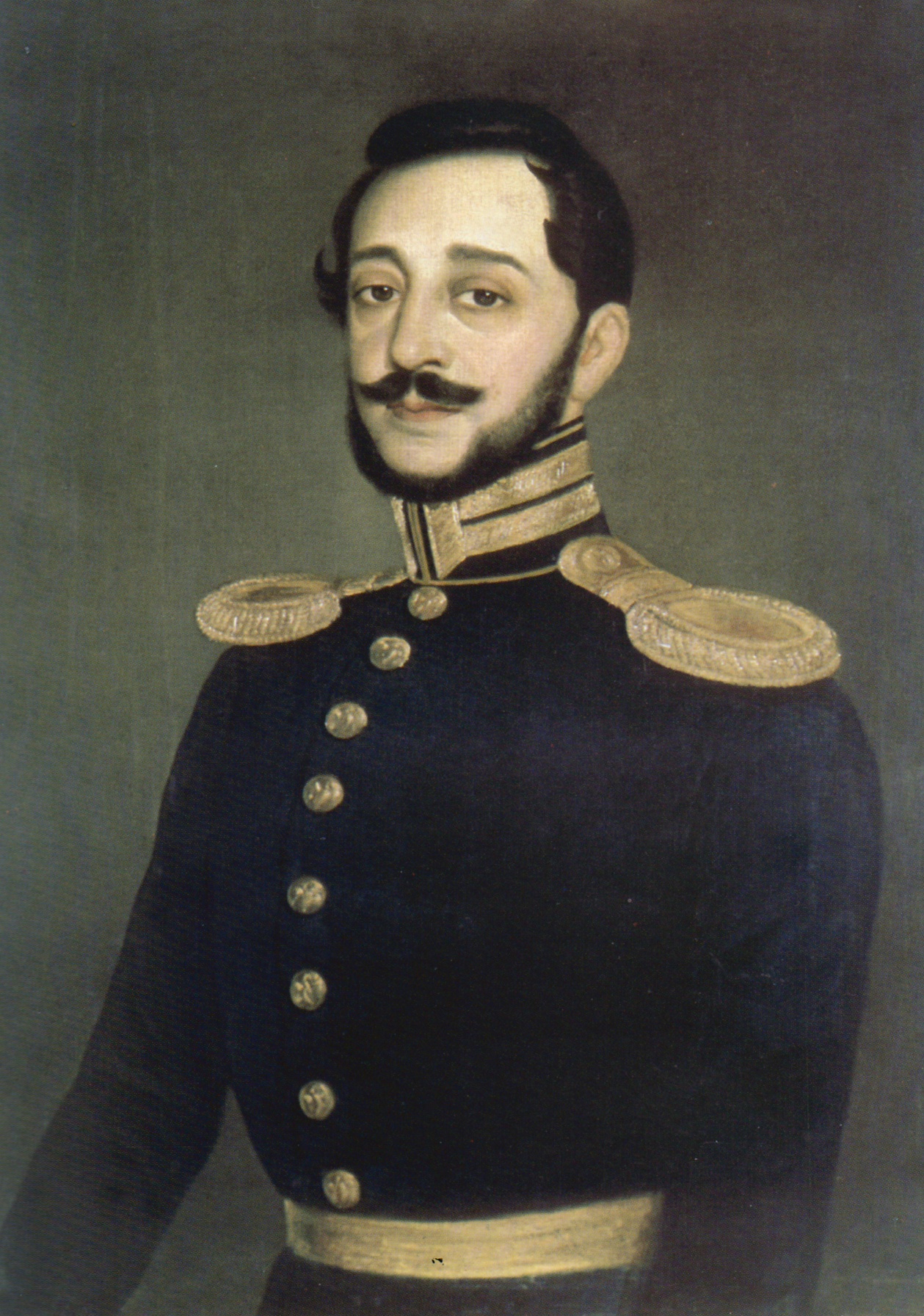
V. Greceanu

La Academia Română există numeroase litografii făcute de Constantin Lecca: Emanoil Băleanu, Grigore Băleanu, Gheorghe Catargiu, Alexandru Ghica, Teodor Balș, George Bibescu, Veniamin Costache, Constantin Filipescu, Dimitrie Ghica, Ștefan Golescu, Grigore Ghica, Cezar Librecht, Gheorghe Lătărescu, Omer Pașa, Matei Millo, Scarlat Roset, Constantin Paladi, Ion Solomon, Mihail Sturza, Barbu Știrbei și Ștefan cel Mare. Cele mai reușite dintre ele sunt: Emanoil Băleanu, Matei Millo, Barbu Știrbei, Omer Pașa și Constantin Paladi. Au rămas cu valoare documentară pentru vestimentația epocii portretul lui George Dimitrie Bibescu, pentru cea a ofițerilor portretul lui Gheorghe Lătescu, și pentru cea de mitropolit portretul lui Veniamin Costache. La multe din celelalte rămase, se poate constata că sunt asemănătoare într-un mod absolut uimitor. Din această cauză, Barbu Theodorescu a considerat că Lecca și-a creat tipare nu prea numeroase sau variate, în cadrul cărora a reprezentat majoritatea personajelor litografiate.

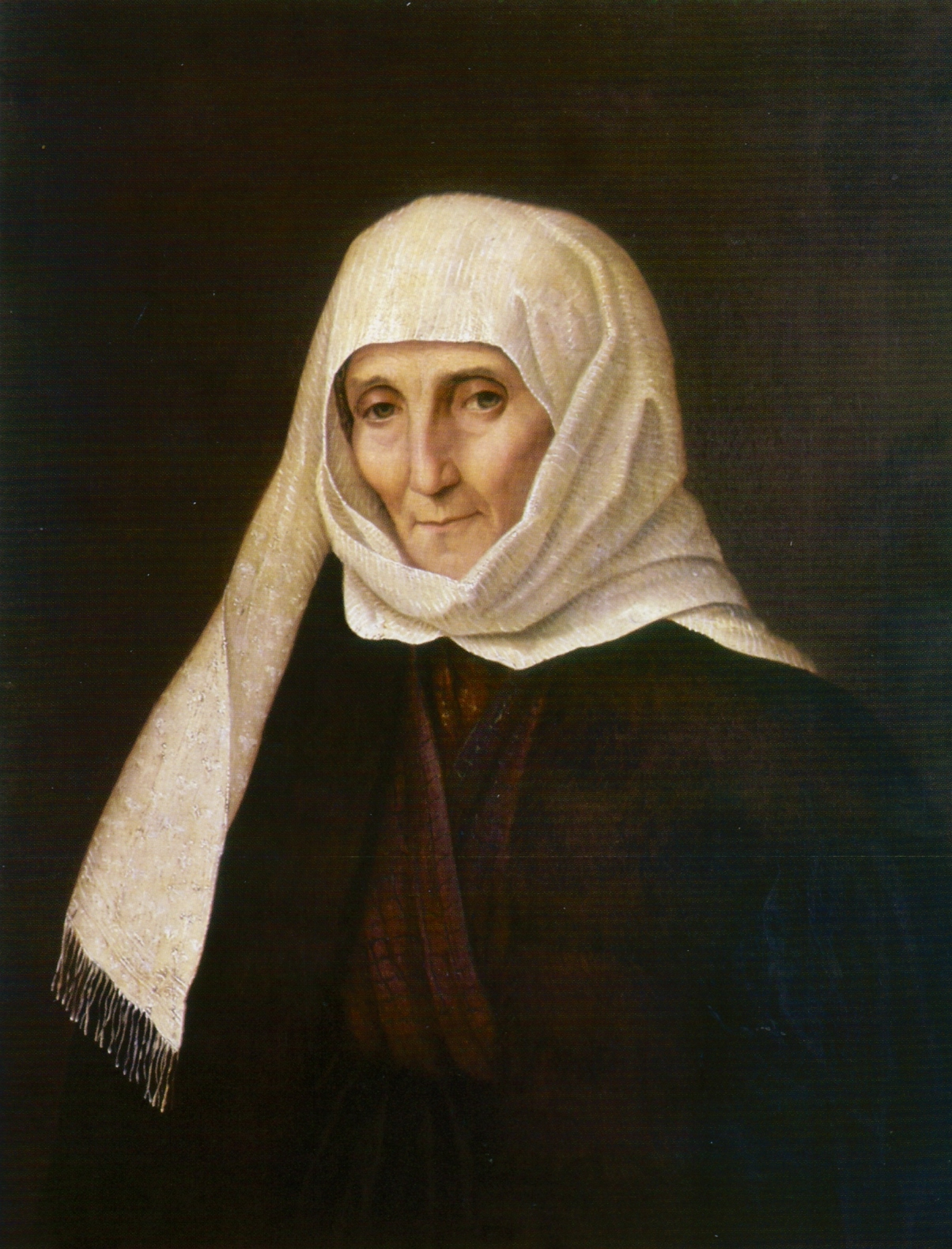
Maria I. Maiorescu (1846)

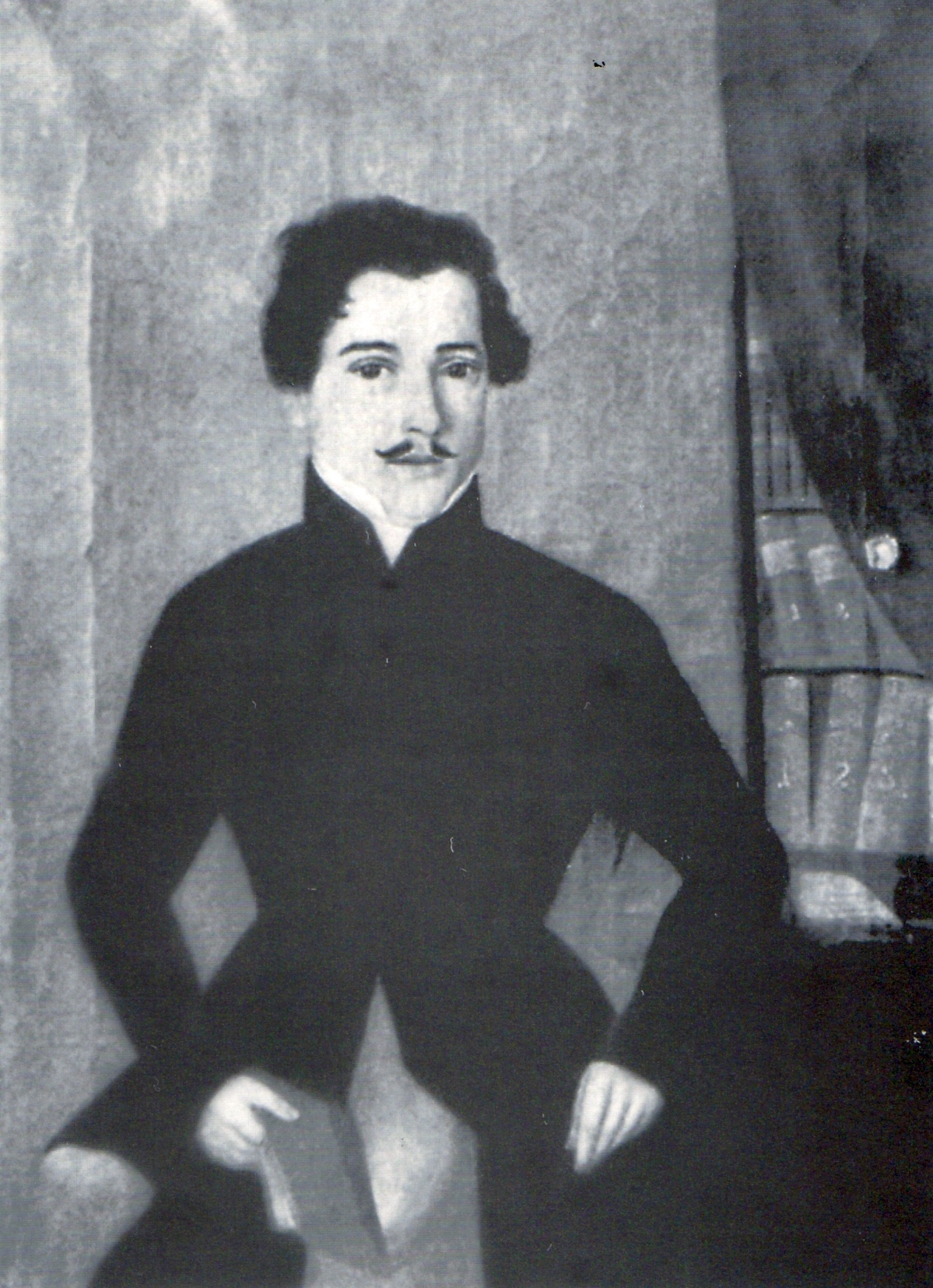
Grigore Pleșoianu (1833)

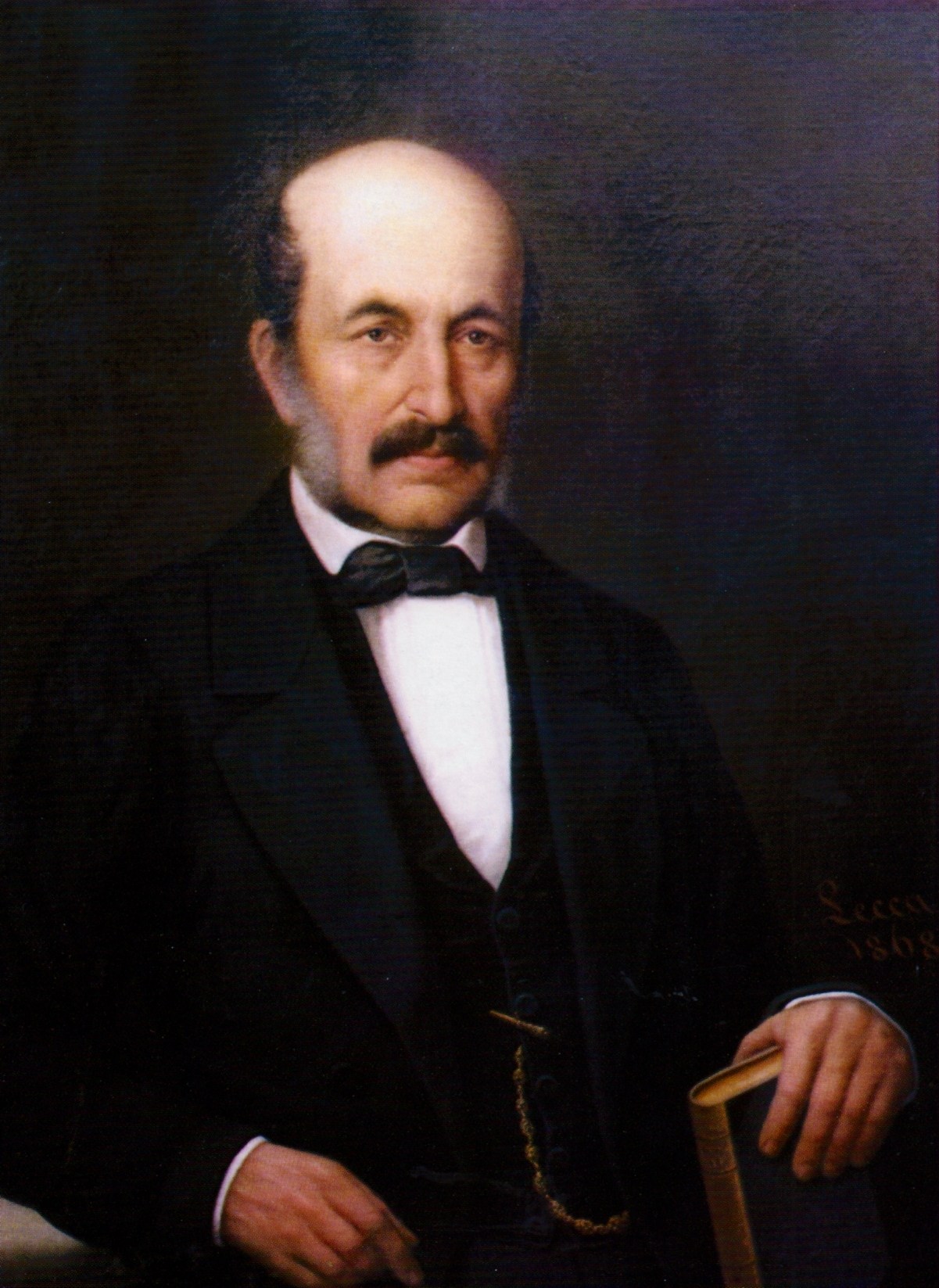
Petrache Poenaru (1868)

În plus, în opera lui este prezentă tehnica miniaturistului. Se poate constata în portretele pe care artistul le-a făcut, că acesta s-a oprit asupra amănuntelor cum ar fi briliantele de pe mânerul sabiei sau vestonul personajului. Aceste elemente duc la concluzia că persoana reprezentată a devenit mai mult un manechin de expoziție. Exactitatea fizică configurează într-un mod dominant compoziția, personajele pictate sunt estompate prin strălucirea decorațiilor sau a îmbrăcăminții. Trăirea interioară a persoanei înfățișate a fost practic lăsată pe planul al doilea, decorațiile fiind aduse în prim plan. Privind litografiile pe care Constantin Lecca le-a făcut în perioada studiilor sale la Buda pe care le-a publicat în revista Biblioteca românească și cele mai din urmă, se poate constata o inegalitate tehnică de necontestat, de parcă s-ar privi creațiile a doi autori diferiți. Se vede în cele dintâi lipsa de experiență care dă în final o tentă școlărească.
Primul tablou realizat de Lecca este portretul lui Grigore Pleșoianu, executat la Craiova în anul 1833. Ultimul tablou făcut de Constantin Lecca este din anul 1868, anume portretul lui Petrache Poenaru. Litografia lui Poenaru este dintr-o epocă mai timpurie din creația sa. În această perioadă (1833 - 1868) pinacotecile și saloanele boierești au fost suprasaturate de portretele executate de către pictor. Din păcate, picturile cele mai puțin reușite au avut cea mai mare circulație și astfel, pictorul Lecca a avut parte de cele mai false aprecieri în timpul vieții ca și într-o lungă perioadă postumă. De abia după o jumătate de secol după decesul său, critica de artă a început să valorizeze operele cele mai bune. Astfel, în anul 1939 a fost descoperit în colecția Liviei Dymsza, fiica lui Titu Maiorescu, portretul soției lui Ioan Maiorescu (Triffu). Portretul Mariei Maiorescu a fost realizat la Craiova în anul 1846, imediat după ce Constantin Lecca a terminat zugrăvirea bisericilor Sfântul Ilie și Madona Dudu. După tehnică și concepția compoziției, aproape nici nu se poate bănui că pictura i-ar aparținea pictorului.
Maria Golescu i-a făcut în anul 1939 o descriere pe măsură:
... „Fața cu tonuri de chihlimbar, migălos modelată, a unei femei mai în vârstă, plină de noblețe și duh, încadrată luminos de o maramă țărănească, se desprinde deslușit pe fundalul brun-întunecat. Figura hotărâtă a personajului, de un calm desăvârșit, domină întreaga imagine, respirând o mare demnitate umană... (privind portretul - n.r.)... se ghicește sentimentul respectuos ce-l lega (pe pictor - n.r) de această prietenă de la Craiova, și că profesorul de desen și caligrafie, tipograful și editorul care era Lecca la acea vreme, găsea deplină înțelegere față de preocupările sale, într-un mediu intelectual dominat de personalitatea amfitrionilor (Ion Triffu, Petrache Poenaru - n.r.).”
----- Maria Golescu: Maria I. Maiorescu, un portret necunoscut de Constantin Lecca, în <<Artă și tehnică grafică>>, 1939, caietul 8 (iunie, septembrie), pag. 34.
Portretul pașoptistului Dimitrie Brătianu este caracterizat prin lipsa elementelor decorative, totul fiind dominat de figura de înaltă ținută, inteligență și voință. Înfățișat plin de personalitate, acest portret l-a determinat pe Barbu Theodorescu să considere că afirmația făcută de Emanoil Bucuța: „Uite pe Lecca, scrobit și corect” a fost total nedreptățită.

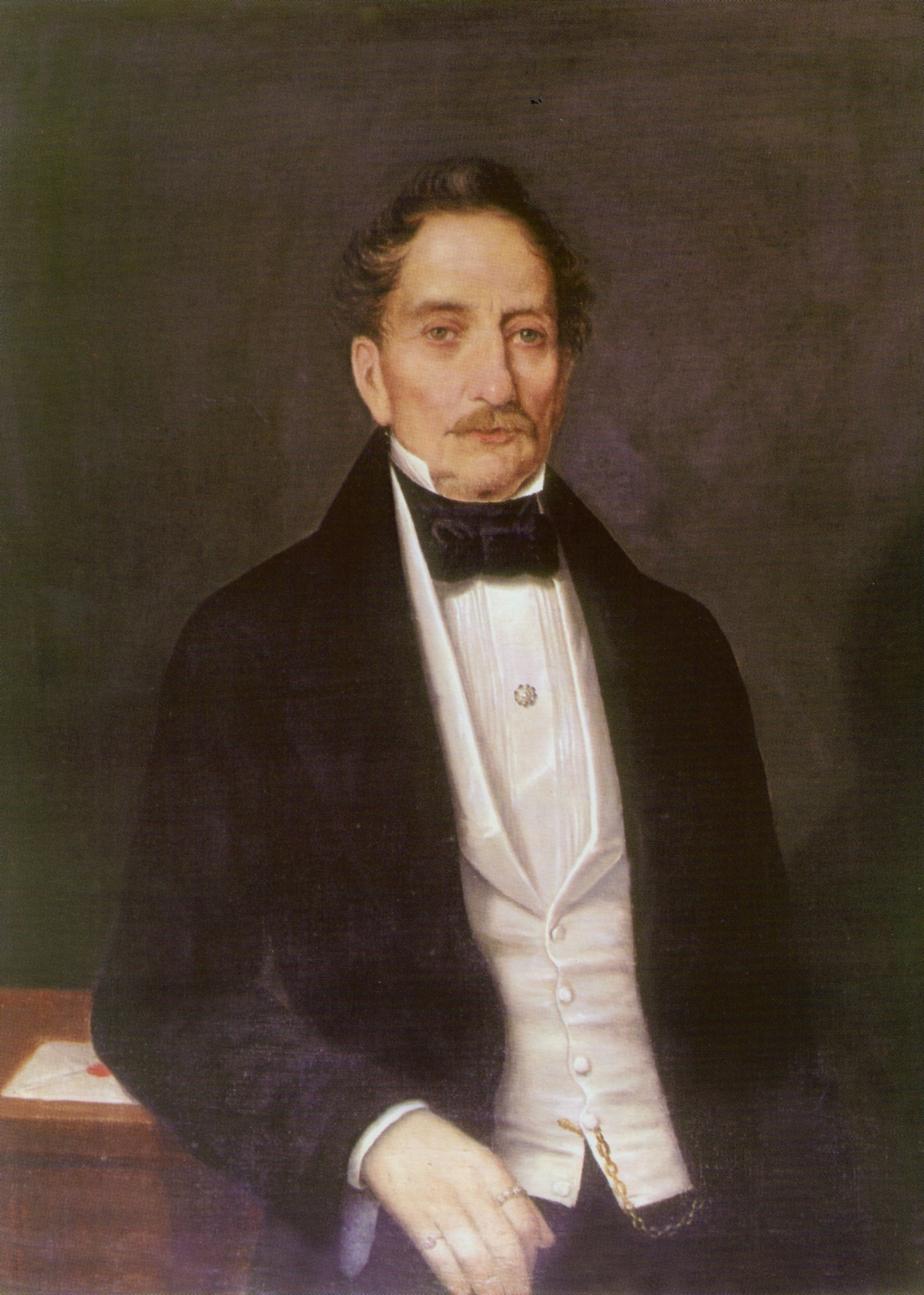
Ion Lecca, vărul lui Constantin Lecca

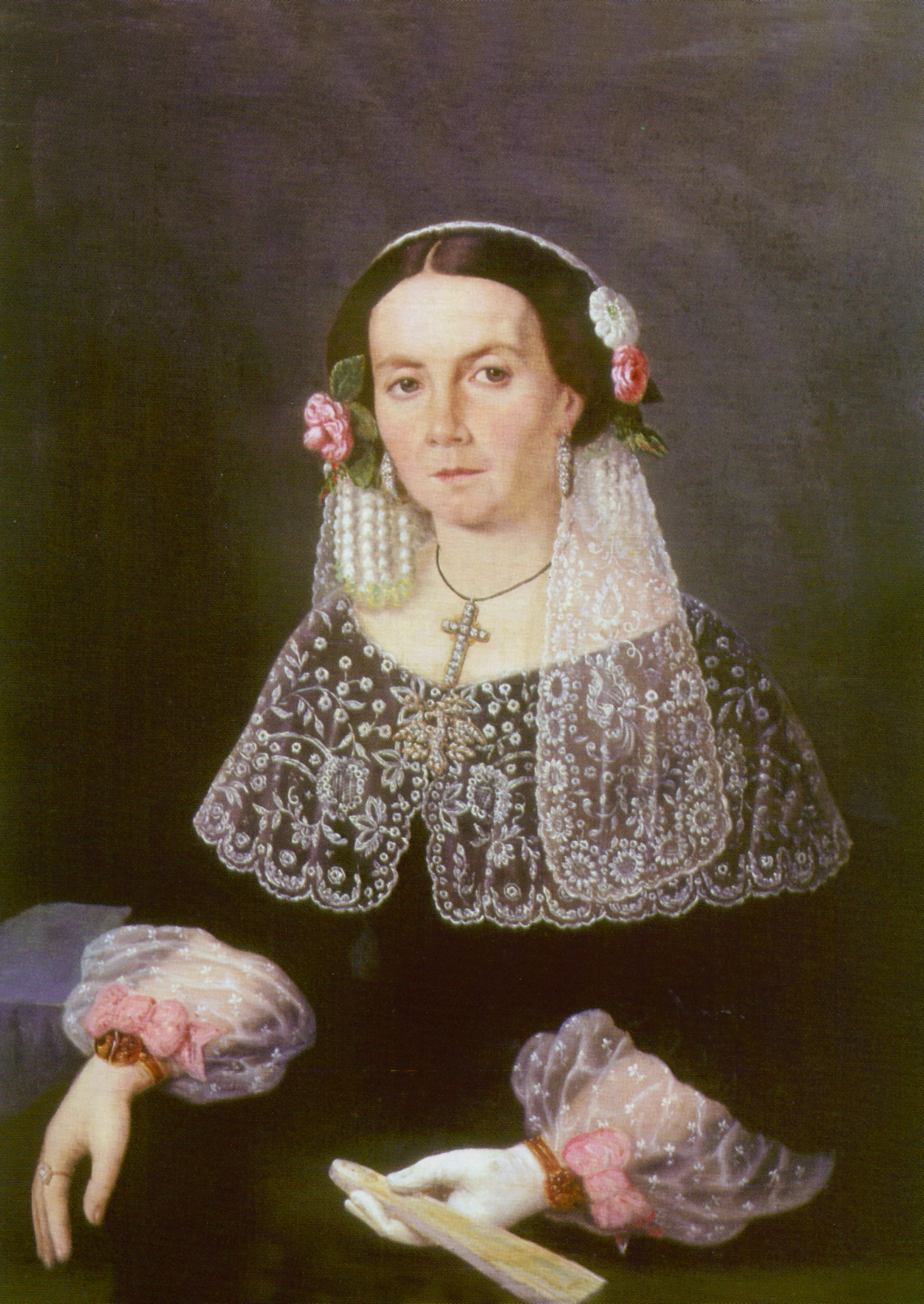
Eufrosina Lecca, soția lui Ion Lecca

Printre cele mai reușite portrete realizate de Constantin Lecca se află și portretele membrilor familiei sale. Se evidențiază dintre ele, portretul vărului său Ion Lecca și portretul Eufrosinei Lecca denumit ca Femeia cu evantaiul. Înfățișarea lui Ion Lecca este dominată de trăsăturile hotărâte ale negustorilor brașoveni, a oamenilor mereu gata de acțiune. Pe sub mustață transpare un surâs amabil, iar chipul este lipsit de rigiditate. Femeia cu evantai se constituie într-un adevărat document de epocă, în care se poate observa caracteristicile îmbrăcăminții, a coafurii, a dantelei precum și a bijuteriilor reprezentate cu migala unui miniaturist. Trecând peste gingășia feminină care se degajă dincolo de limitele pânzei, personajul se impune printr-o privire plină de inteligență. Cu ajutorul acestor portrete se poate cunoaște întreaga negustorime brașoveană a acelor vremuri. Dintre portretele făcute copiilor se distinge portretul Cleopatrei Lecca a cărei privire ajută la înțelegerea caracterului voluntar care a definit întreaga familie.
Pictorul Lecca a înfățișat în portretele sale întreaga familie a soției sale, Oteteleșanu. Reprezentative sunt portretele lui Iordache și Grigore Oteteleșanu, Ion și Elena Oteteleșanu și Constantin și Maria Oteteleșanu. Toate aceste tablouri au aparținut lui Nicolae Cămărășescu-Oteteleșanu, care le-a lăsat moștenire prin testament școlii Lazaro Oteteleșanu din Craiova (la școală a ajuns doar portretul lui Constantin Lazaro).
Portretul serdarului Dimitrie Aman este considerat a fi unul dintre cele mai reușite creații ale lui Constantin Lecca, el fiind definit de o sobrietate vestimentară tipică negustorilor macedoneni. Portretul Victoriei Oteteleșanu este de o factură clasică caracterizată de lipsa detaliilor vestimentare. Are doar o dantelă, o broșă și pieptănătura aduce nota simplității într-o compoziție în care expresivitatea ochilor face tot jocul. Pe aceeași linie se înscriu și portretele lui Ion Făgărășanu, Racottă și soția, preotul Teodosie Zăgănescu și soția, Zamfira, Doctor necunoscut, Ecaterina Manu și Portret de femeie.

Alte portrete reprezentative pentru Constantin Lecca
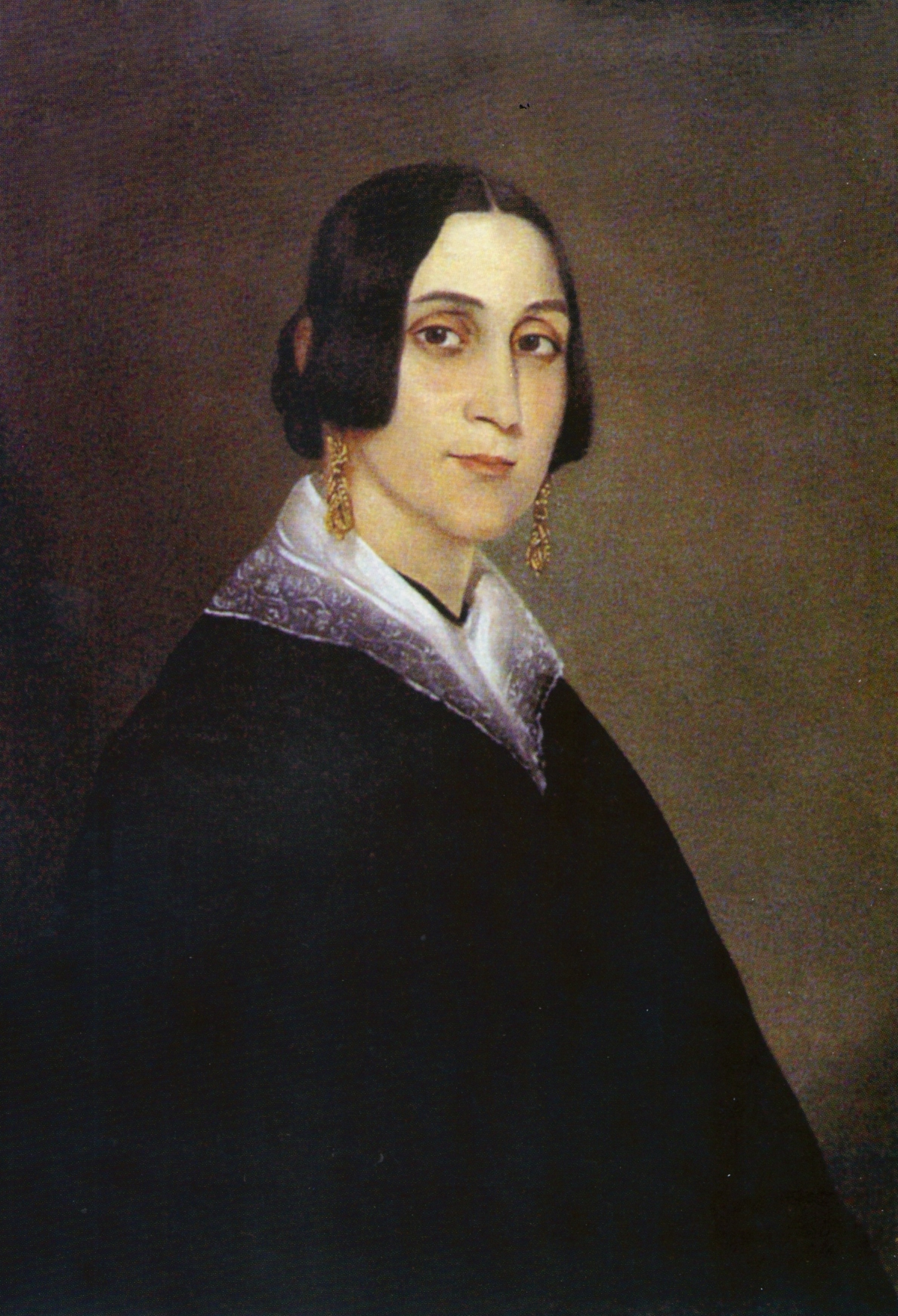
Antița Greceanu
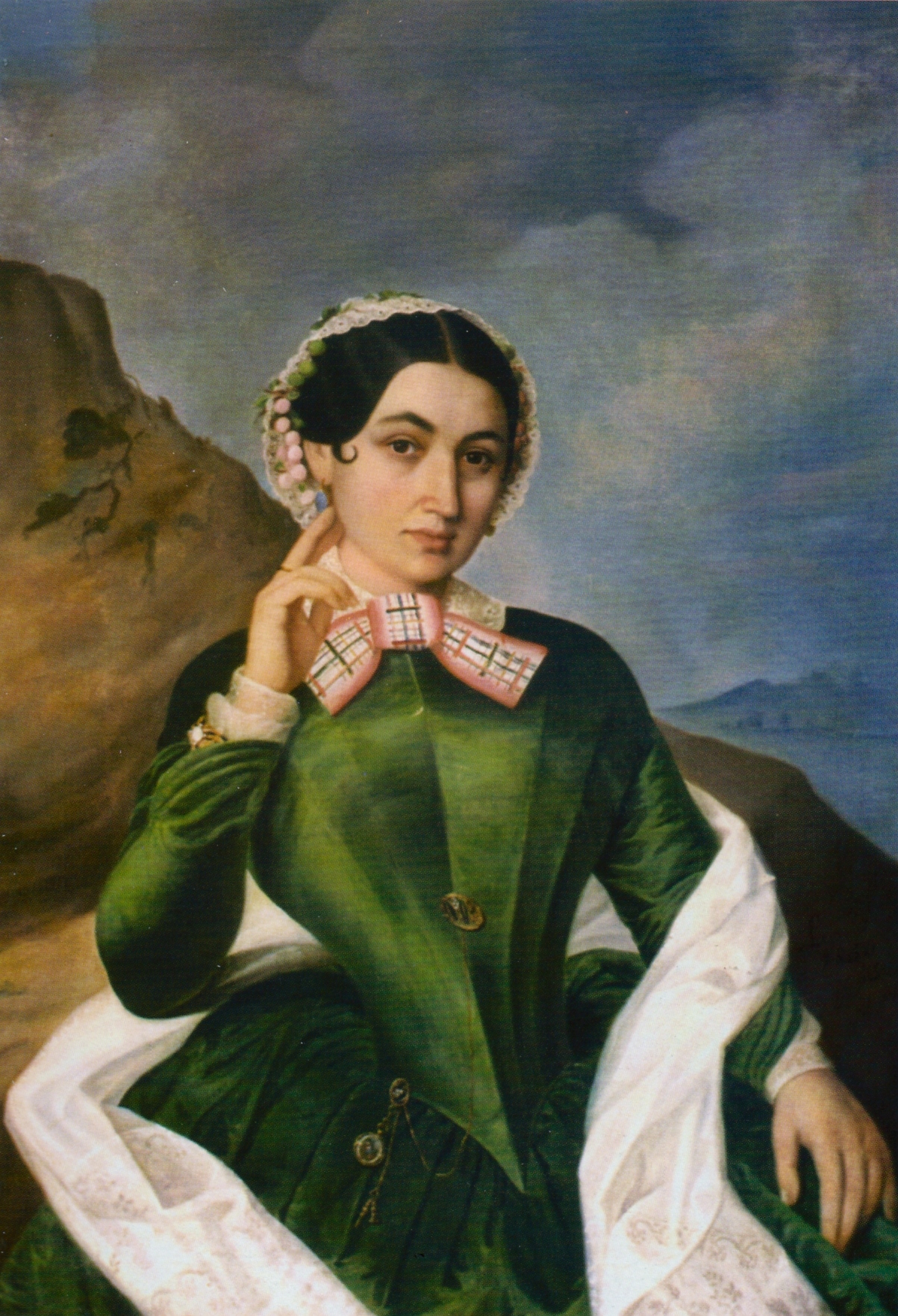
Alexandrina Vlădoianu
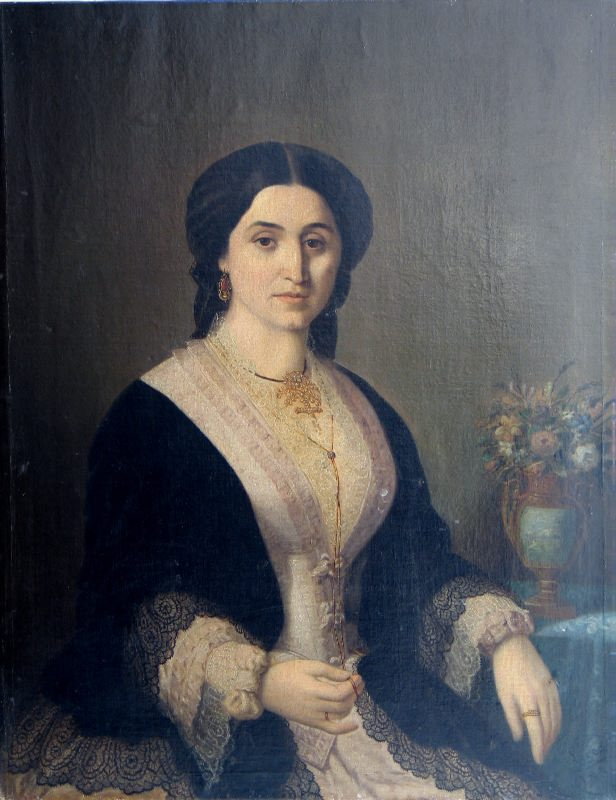
Portret de femeie
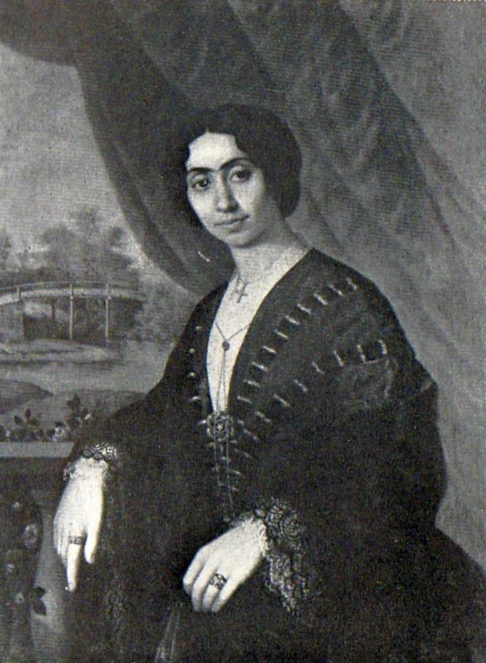
Catina Racottă
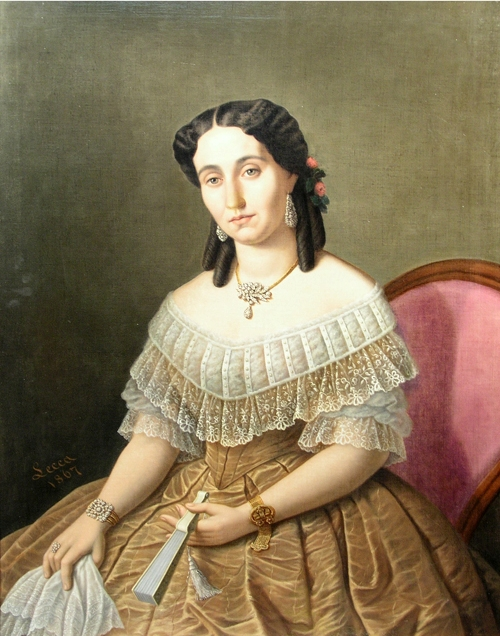
Portret de femeie
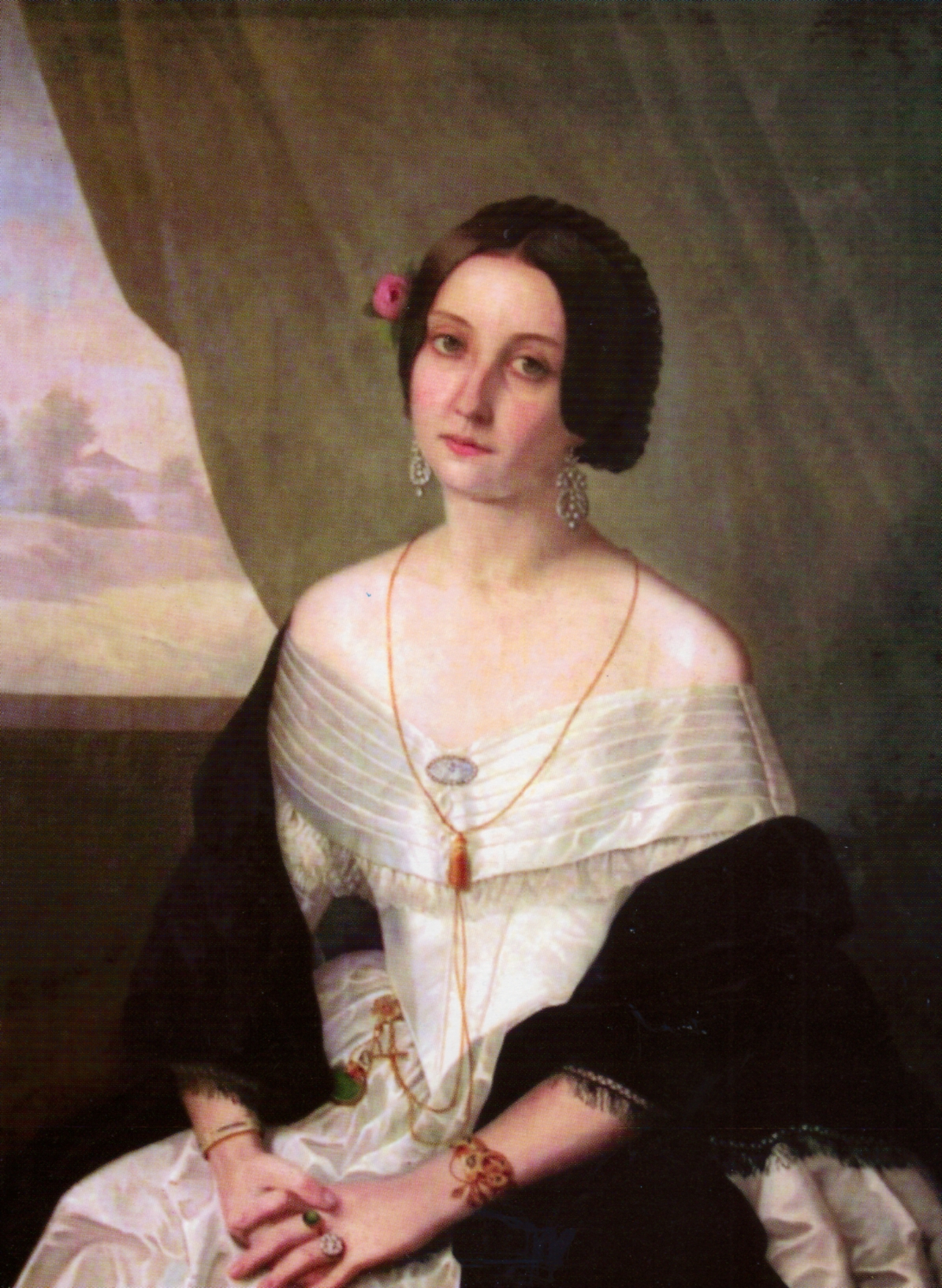
Ecaterina Manu

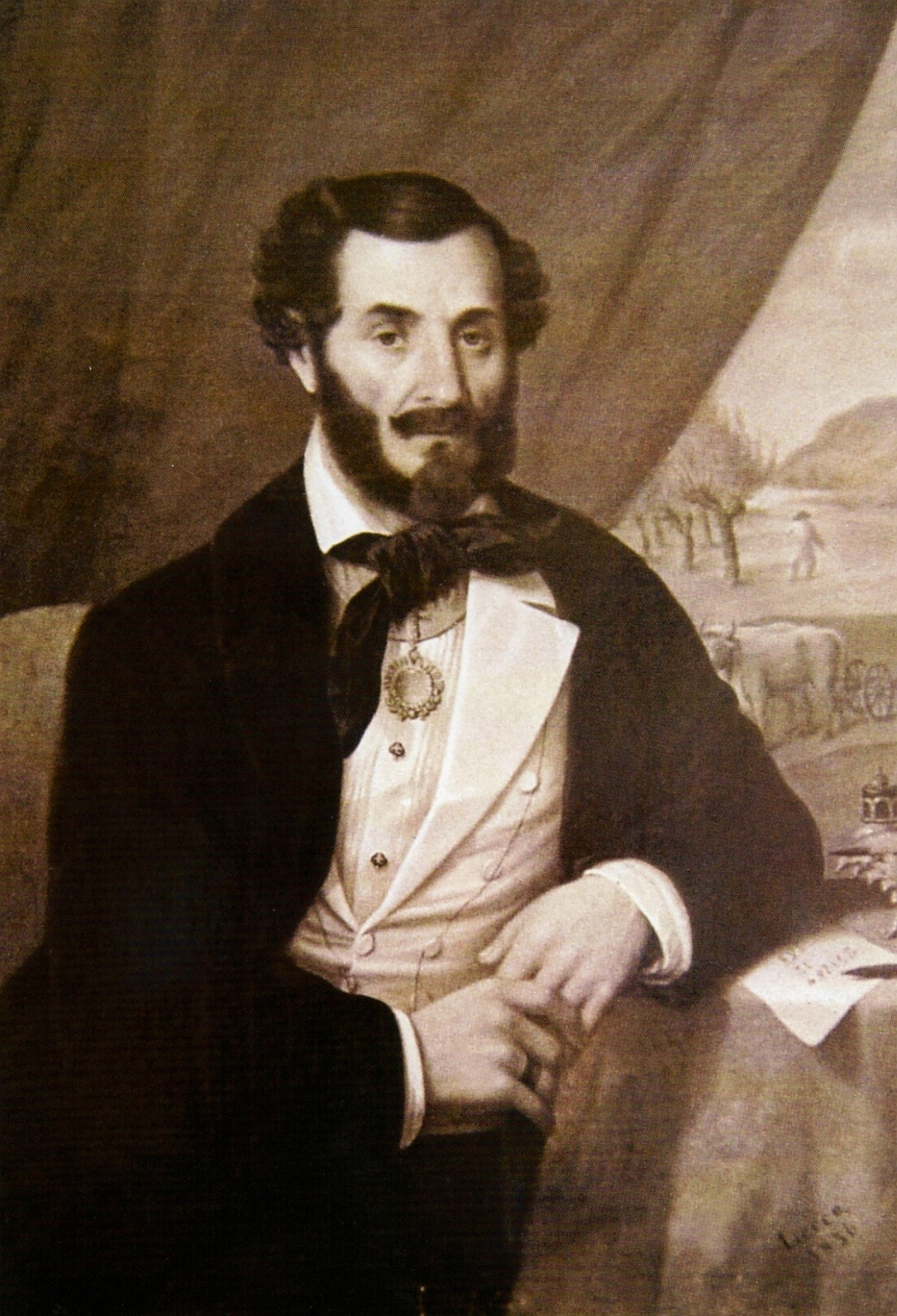
Vasile Racottă
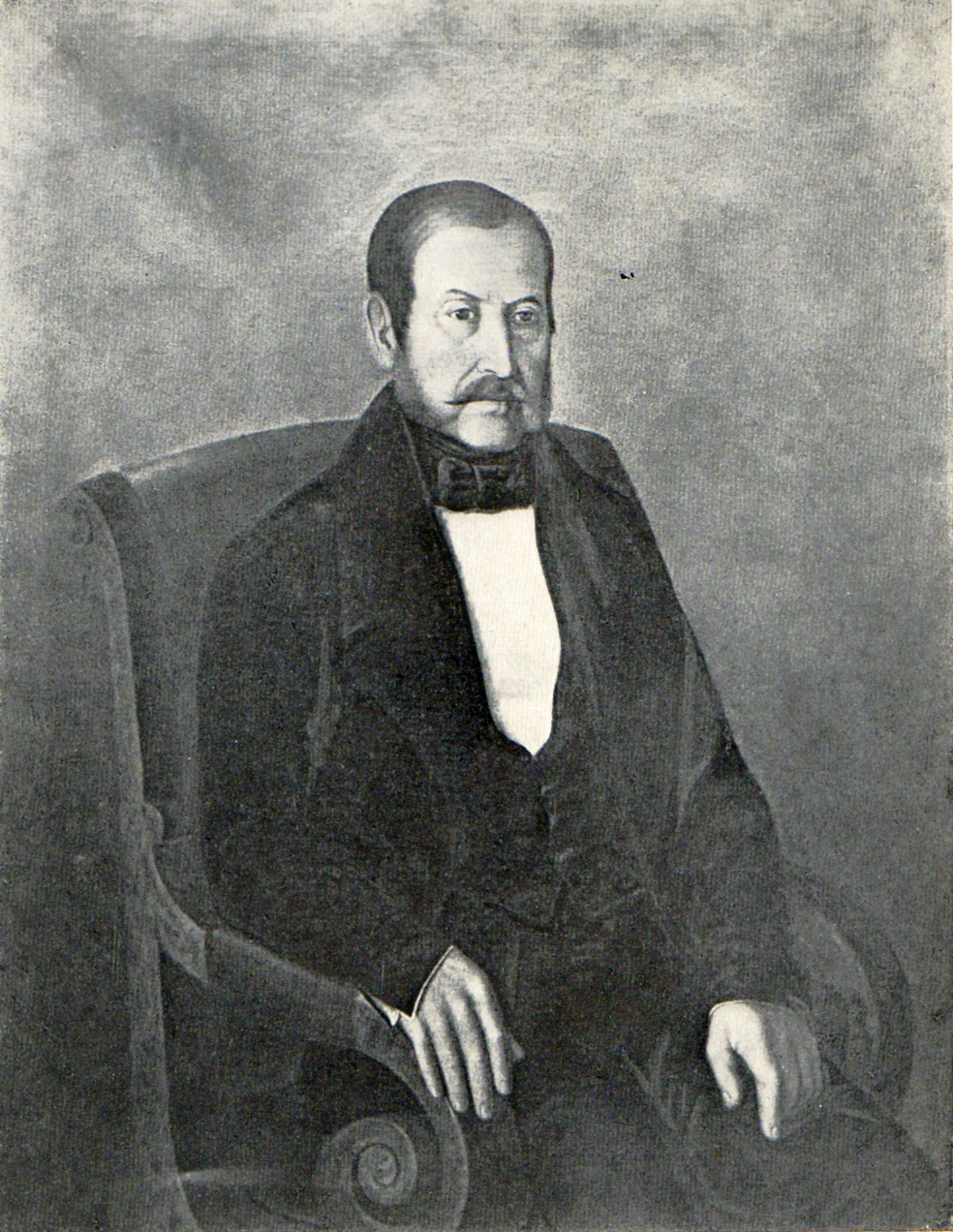
Iordache Oteteleșanu
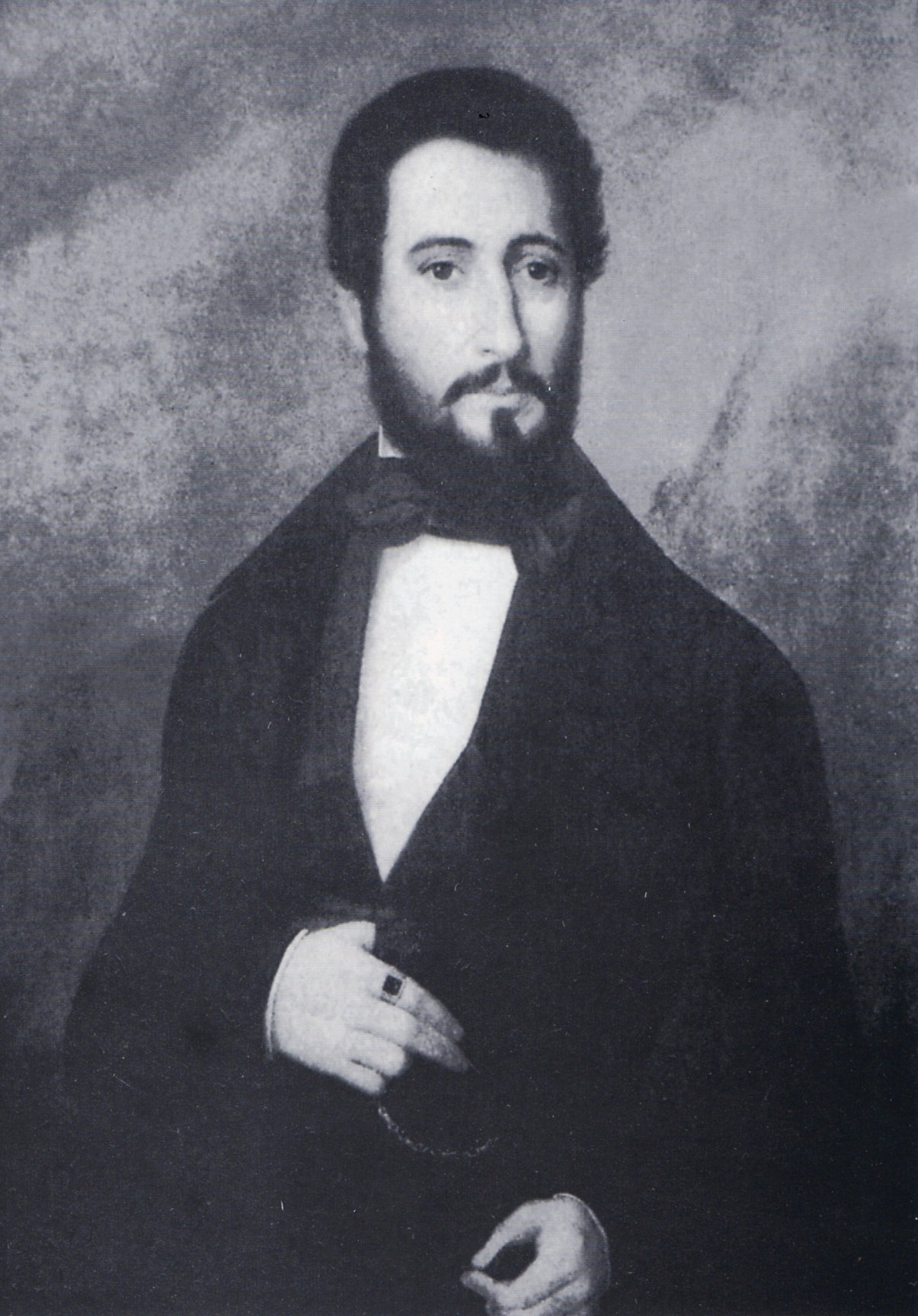
Dimitrie Brătianu
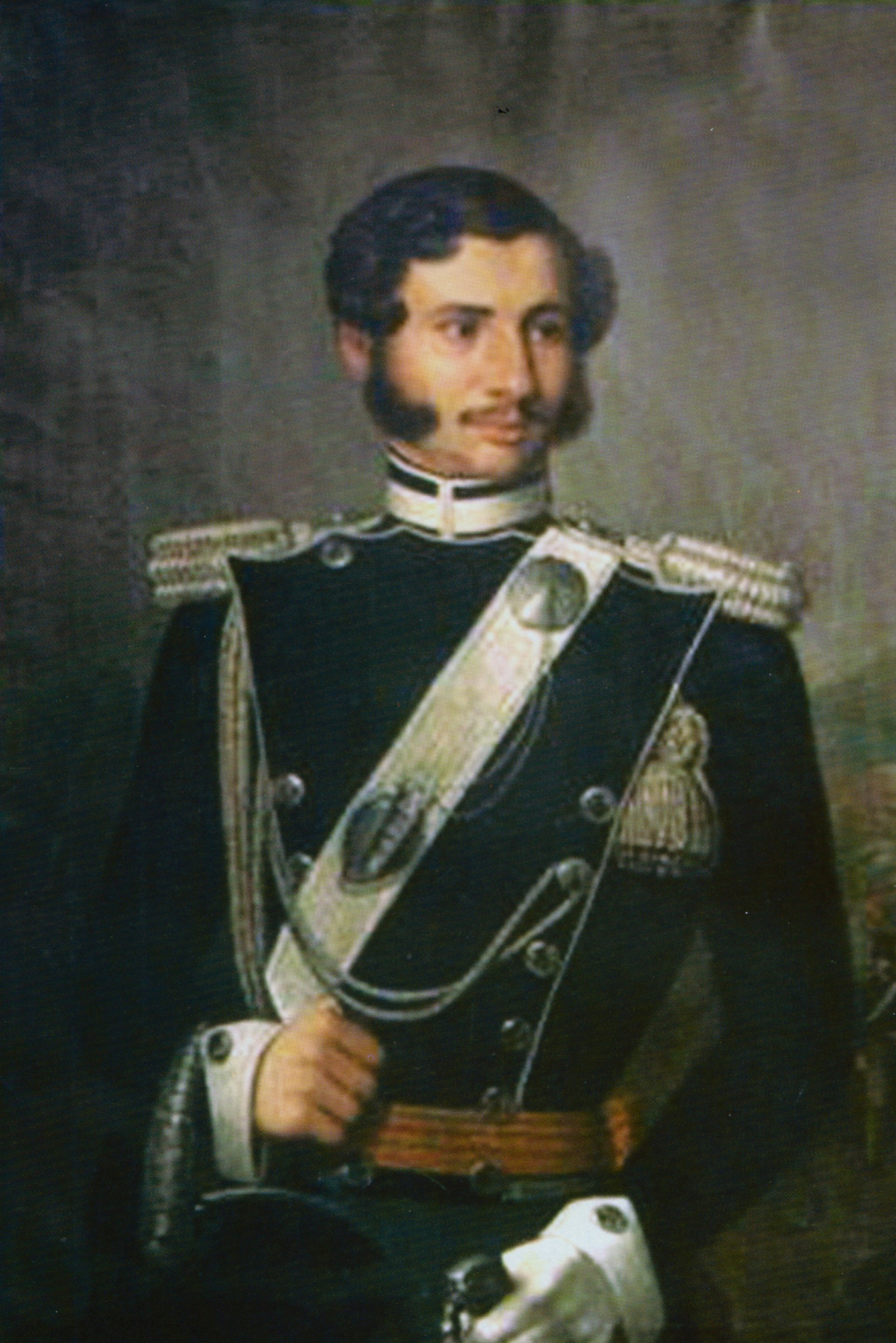
Alexandru Racottă
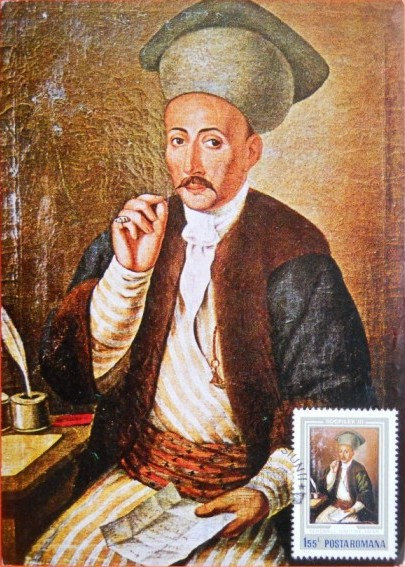
Serdarul Dimitrie Aman - carte poștală cu timbru
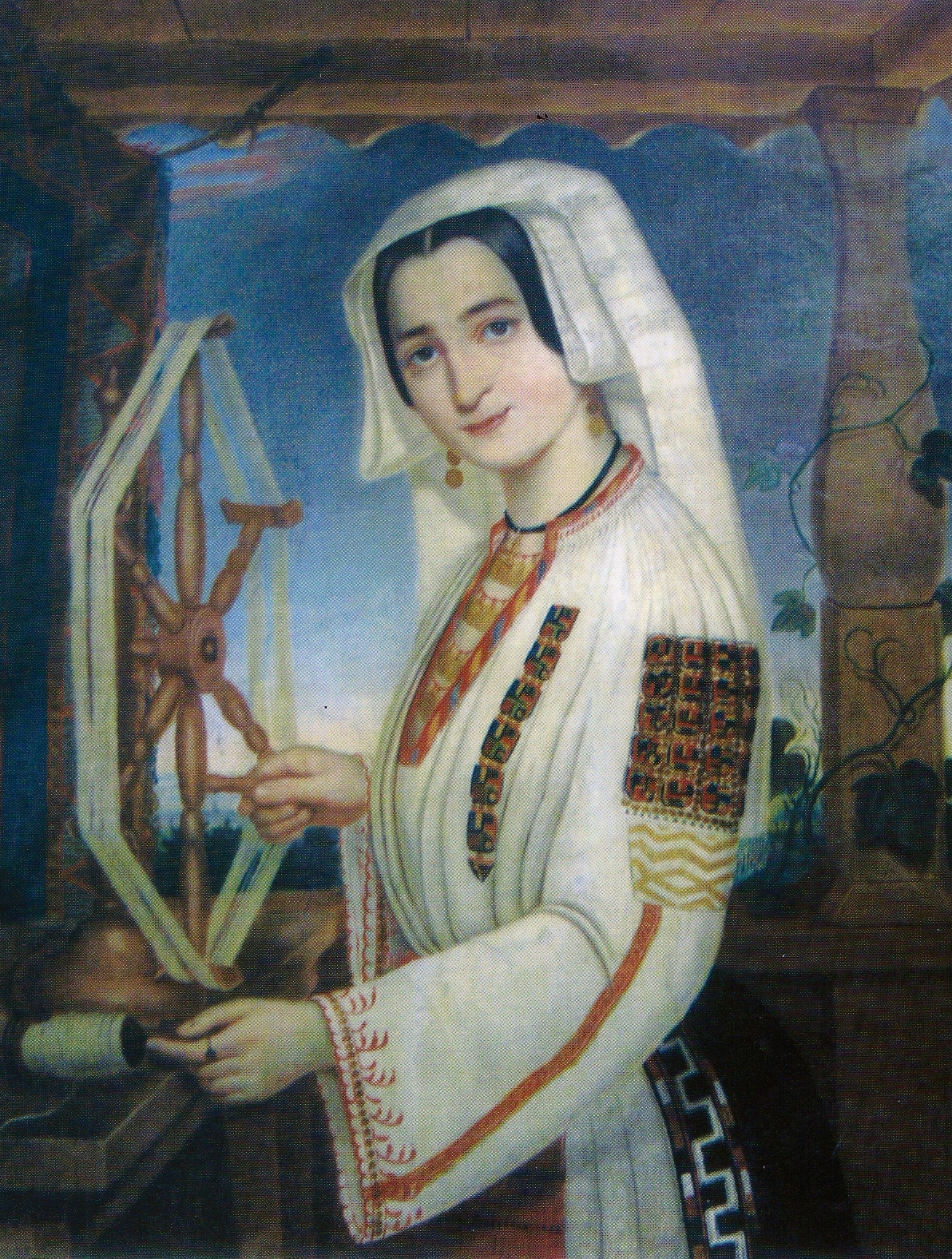
Maria Bibescu

Toate tablourile lui Constantin Lecca au fost risipite de-a lungul timpului în mai toate muzeele din România precum și în colecții private. Astfel, ele pot fi văzute la Arad, București, Cluj, Brașov, Iași, Sibiu, Târgu Mureș, Timișoara, Ploiești, Bacău, Brăila și Craiova.

#### Autoportrete
Biograful Barbu Theodorescu a exprimat părerea că pictorul Constantin Lecca și-a făcut adeseori portretul. Astfel, el a considerat că Portretul unui tânăr (bărbat) este de fapt un autoportret (1) realizat în timpul călătoriilor pe care Lecca le-ar fi făcut în Italia. El se bazează în acestă ipoteză pe faptul că portretul ar fi fost făcut într-o perioadă de tinerețe în care Constantin Lecca a fost influențat de pictura romantică vieneză. Concluzia care se desprinde din privirea lucrării este cea a omului voluntar, impresie care precede firea visătoare afișată de personajul portretizat. Anumite amănunte vestimentare, lavaliera, pletele în bucle peste urechi descoperă personalitatea artistului, în schimb privirea pare a aparține unui negustor brașovean.
Primul autoportret (2) cunoscut al lui Lecca aparține astăzi secției de stampe al Academiei Române. El este unul de factură romantică, de tip Byron, caracterizat de o privire visătoare, păr ondulat, mustață semeață, sprâncene puternic arcuite și o barbă fină care dă un aer de bărbăție. Surprinzător la acest autoportret este schițarea îmbrăcăminții, fapt care contrastează cu uzanțele vremurilor de atunci. Siguranța cu care este creionat acest autoportret este obișnuită multor portrete care s-au făcut în arta apuseană a epocii.

Autoportretele lui Constantin Lecca
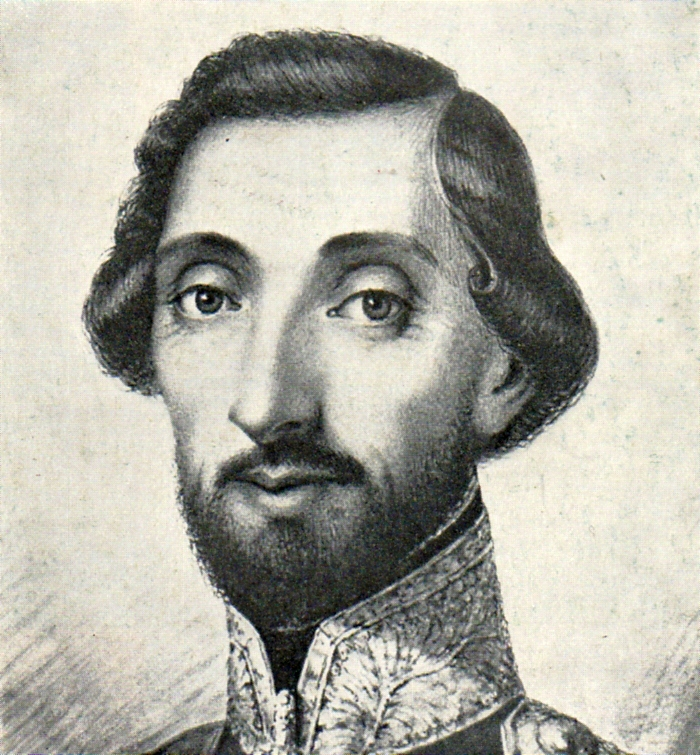
1
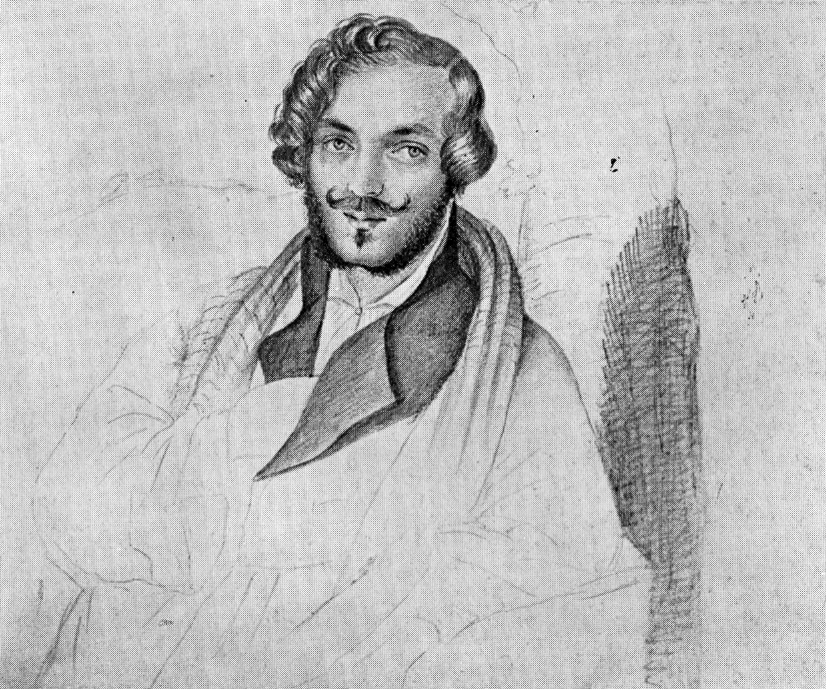
2
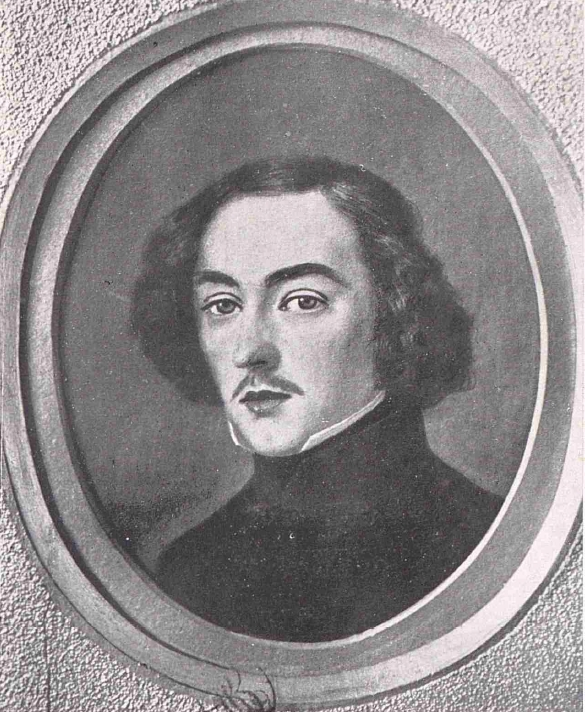
3
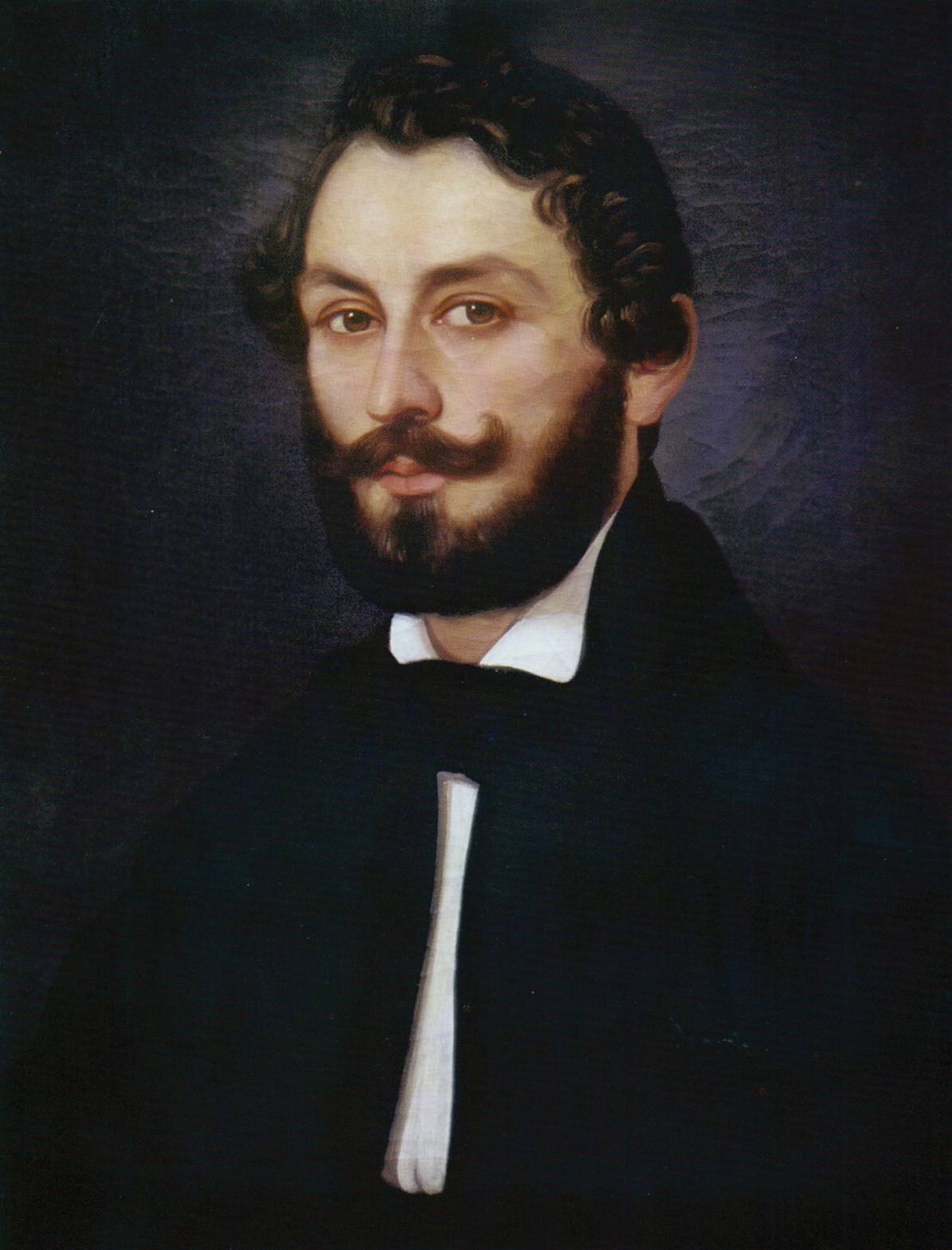
4

La Buda, Lecca a pictat compoziția Cea din urmă noapte a lui Mihai Viteazul și a realizat Autoportretul (3) în care „...în vârstă de douăzeci de ani apare în costum unguresc, cu trăsături frumoase, cu privirea clară și expresivă a ochilor mari, verzi, cu părul castaniu, purtat în plete, cu sprâncene groase și mustață, având expresia unui om hotărât”.
Autoportreul (4) a fost pictat undeva în preajma anului 1840. Paul Rezeanu presupune că imediat după încetarea apariției revistei Mozaicul de la Craiova la sfârșitul anului 1839, Constantin Lecca ar fi plecat în străinătate. O opinie similară o are și biograful Jack Brutaru care a menționat faptul că Lecca a călătorit în acel an la Viena, sudul Germaniei și Elveția. În primăvara anului 1840, Constantin Lecca revenise la Craiova și a început zugrăvirea bisericii Sfântul Ilie. În acest autoportret se vede o diferență majoră comparativ cu celelalte autoportrete prin însuși modul de abordare a compoziției. Paul Rezeanu consideră că autoportretul nr. 4 nu ar fi realizat stând acasă la Craiova, ci într-un mediu propice creației artistice, așa cum era Viena. Chipul este expresiv și senin. El este dominat de o frunte înaltă și o privire vie. Un ușor aer romantic îl aduce mustața, barba și părul, toate foarte îngrijit pieptănate. Acest autoportret reprezintă una dintre cele mai bune lucrări ale lui Constantin Lecca. Ea are o dominantă de negru brun și fondul are o pensulație sigură pe o compoziție unitară.

### Compoziții cu tematică istorică
... „Tânărul pictor Constantin Lecca, aprins fiind de zelul patriocesc și având după puteri a sluji neamului, au zugrăvit trista și lăcrămoasa moarte a viteazului princip Mihai pe o pânză de un cot și jumătate de mare și spre veșnică aducere aminte ca un suvenir au dat-o la școalele naționale din București ca să se pună în școală înaintea tinerimii, ca să vadă pe un erou, ce a fost scutitoriul a toatei creștinătăți de tirania barbaricească și carele era minunat de toată Europa, să vadă zic ce era strămoșii în lume. Tînărul acesta are foarte mare plecare spre măiestria picturii, deci vrednic este a se patroni de naționaliști, cu ajutoriul neamului să poată merge în Italia și Franța, pentru întreaga procopsire și covîrșire a frumoasei cestii măestrii, care apoi să poată sluji neamului ca maestru puternic și profesor tinerimii românești în acea măestrie.”
----- Zaharia Carcalechi: în Revista Biblioteca românească, Buda, 1829, partea IV, pag. 30 - 31

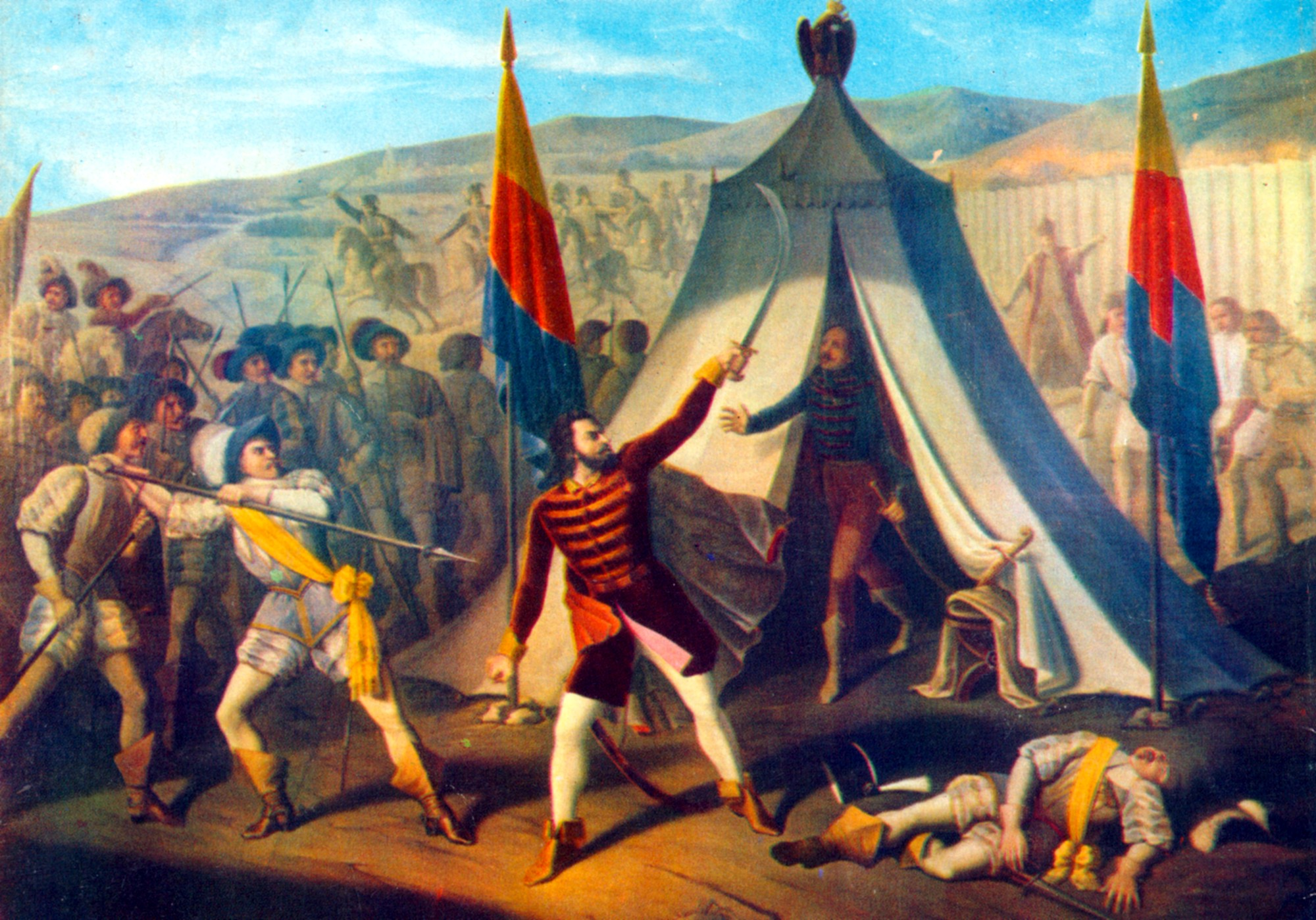
Cea din urmă noapte a lui Mihai Viteazul

Constantin Lecca a realizat mai multe compoziții istorice care-l înfățișează pe Mihai Viteazul, majoritatea lor fiind făcute în perioada în care Nicolae Bălcescu a scris epopeea Românii supt Mihai-Voievod Viteazul. Un portret al voievodului făcut de Lecca a existat în sala mare a Colegiului Național „Andrei Șaguna”. După cum spune Barbu Theodorescu, această lucrare  a fost diferită ca abordare de desenul din Biblioteca românească, voievodul fiind înfățișat cu celebra sa căciulă, cu mantie domnească și cu agrafa cu briliante și pene. Așa cum spune Candid Mușlea, tabloul a fost făcut după o veche stampă ce exista la Viena sau Buda.
În anul 1840 și 1845, Constantin Lecca a pictat de două ori lucrarea Cea din urmă noapte a lui Mihai Viteazul. Dumitru Iarcu a folosit litografia după tablou în lucrarea sa <<Bibliografie>> tipărită la Viena și editată de Gheorghe Ioanid. Tabloul a apărut în numeroase ziare și reviste ale timpului, tematica fiind preluată ulterior și de către pictorul Theodor Aman, iar litografia acestei picturi a fost editată în mii de exemplare și a pătruns în toate păturile sociale. Pictura Bătălia de la Călugăreni făcută de Lecca, a fost expusă la Expoziția artiștilor în viață din anul 1870. Cronica de artă din acel an a criticat-o vehement și negativ, similar lucrărilor expuse de Aman. Încă de la înființarea Muzeului din București s-a aflat printre exponate tabloul lui Lecca intitulat Intrarea lui Mihai Viteazul în Bolgrad. O copie a acestuia din urmă există actual și la Muzeul Militar din București. Tot aici se află și lucrarea ce-l arată pe domnitorul Gheorghe Bibescu cu suita sa. Conform declarațiilor lui Nicolae Țîncu și aceste lucrări au fost litografiate și răspândite în mii de exemplare.

Compoziții cu tematică istorică realizate de Constantin Lecca
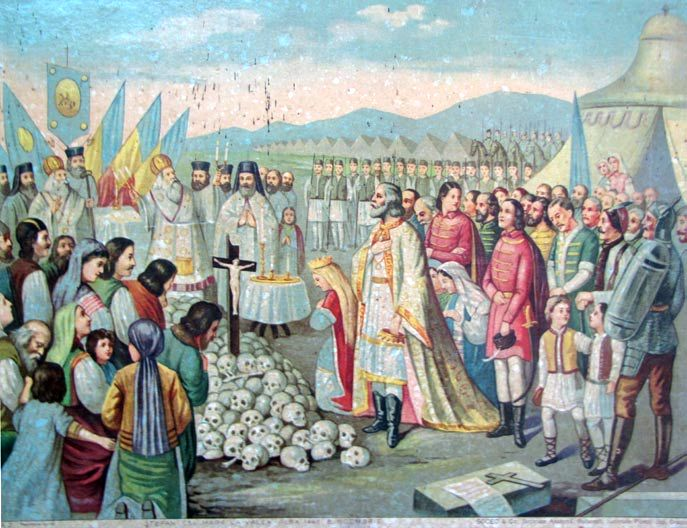
Panahida de la Războieni
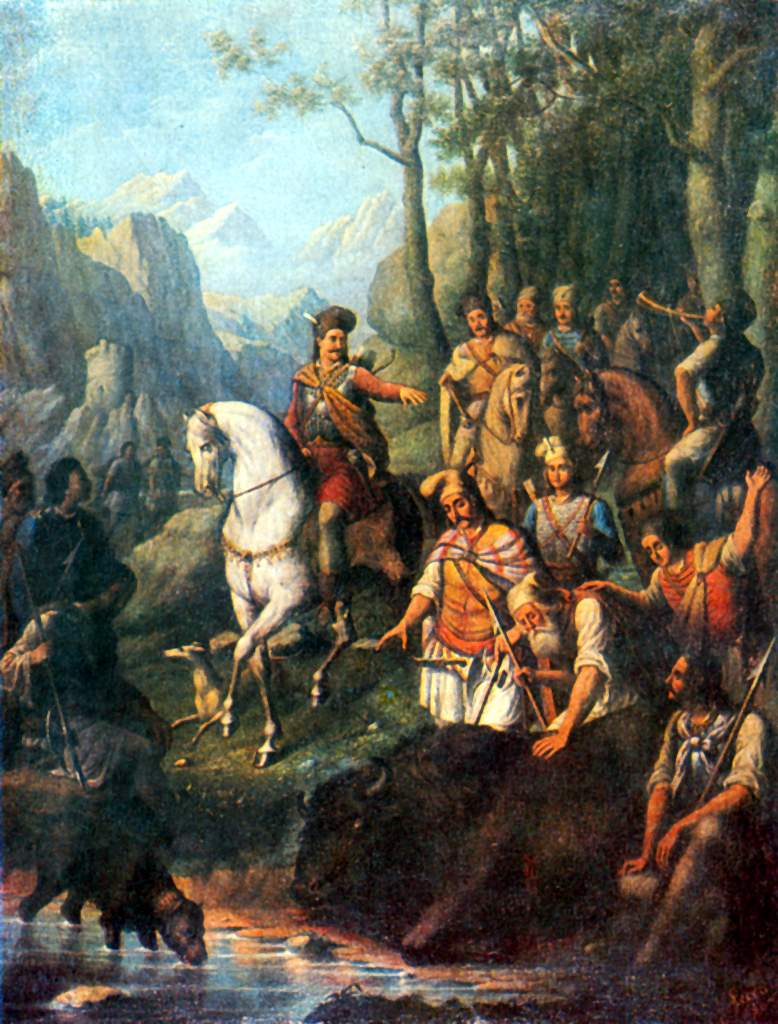
Dragoș Vodă la vânătoare
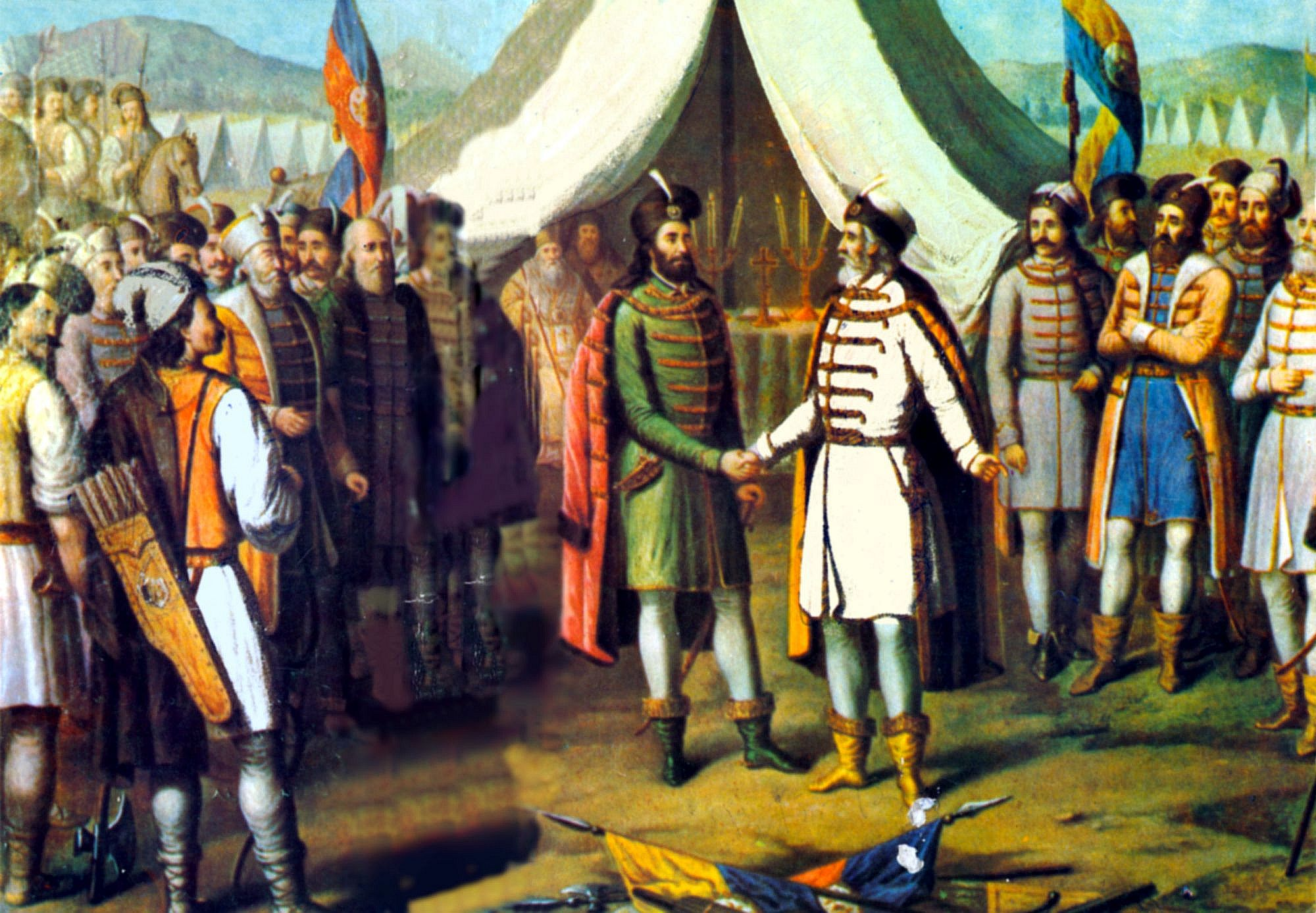
Întâlnirea dintre Bogdan cel Orb şi Radu cel Mare
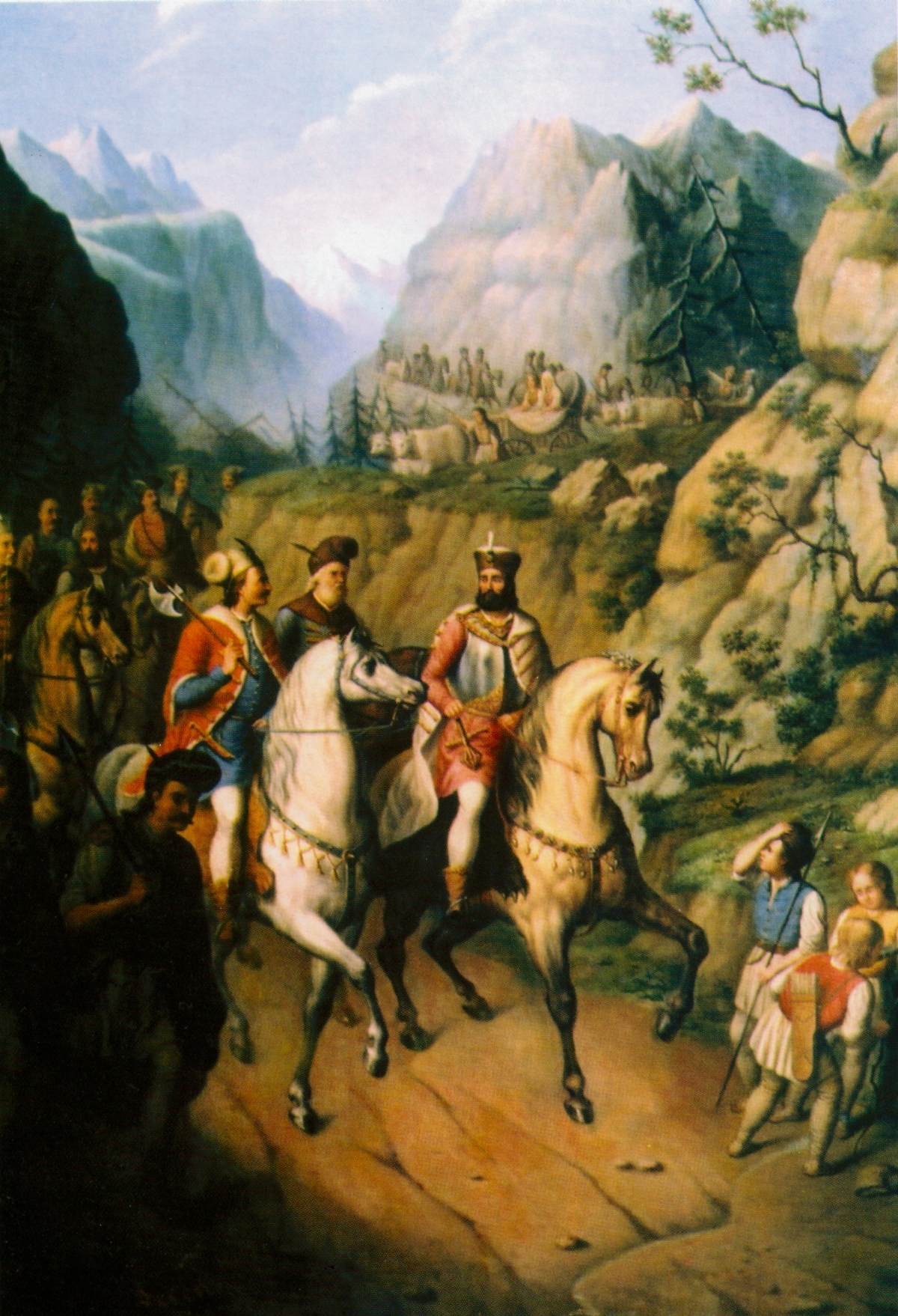
Descălecatul lui Radu Negru
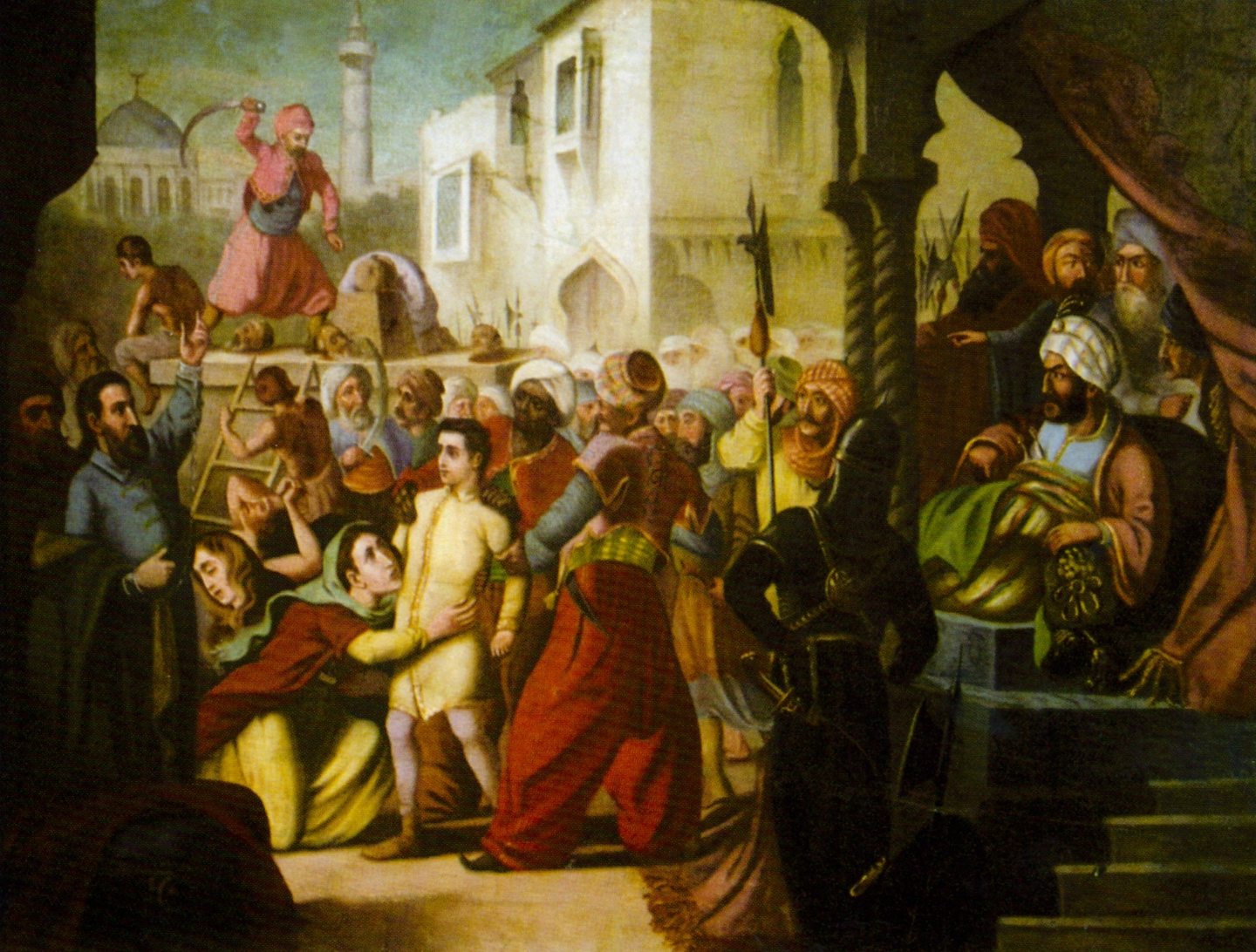
Uciderea brâncovenilor

Din cercetările întreprinse de către Paul Rezeanu, a rezultat că Lecca ar fi pictat compoziția Cea din urmă noapte a lui Mihai Viteazul în anul 1829 și portretul lui Ștefan cel Mare în anul 1830. Acesta din urmă a avut ca inspirație o litografie a lui Gheorghe Asachi din perioada 1822 - 1823, făcută după o efigie a voievodului care se afla în acele timpuri la Mănăstirea Putna.
Muzeul de Artă din Iași are între exponatele sale pictura Dragoș Vodă la vânătoare, lucrare care a fost donată de către Ministerul Școalelor în data de 15 iulie 1868. În anul 1857, Constantin Lecca a realizat lucrarea Întâlnirea dintre Bogdan cel Orb și Radu cel Mare, cu care a primit medalia clasa a II-a. La o expoziție din anul 1870, Lecca a expus două tablouri cu tematică istorică: Radu Negru mergând să viziteze reședința sa de la Câmpulung și Dragoș asistând la moartea unui bour ce rănise. Un cronicar de artă din acel an a făcut o critică acidă în Revista Trompeta Carpaților:
... „Domnul Lecca vede lucrurile în cenușiu. Tablourile sale ne amintesc poezia lui Saint-Beuve intitulată: Razele galbene, în care obiectele apăreau eminentului critic acoperite de nuanța soarelui. Saint-Beuve era oarecum în realitate, căci razele luminii produc asemenea efect. Nimic nu poate justifica  amorul ce Domnul Lecca a arătat pentru facia norilor.”
----- Revista Trompeta Carpaților, 1868, nr. 640

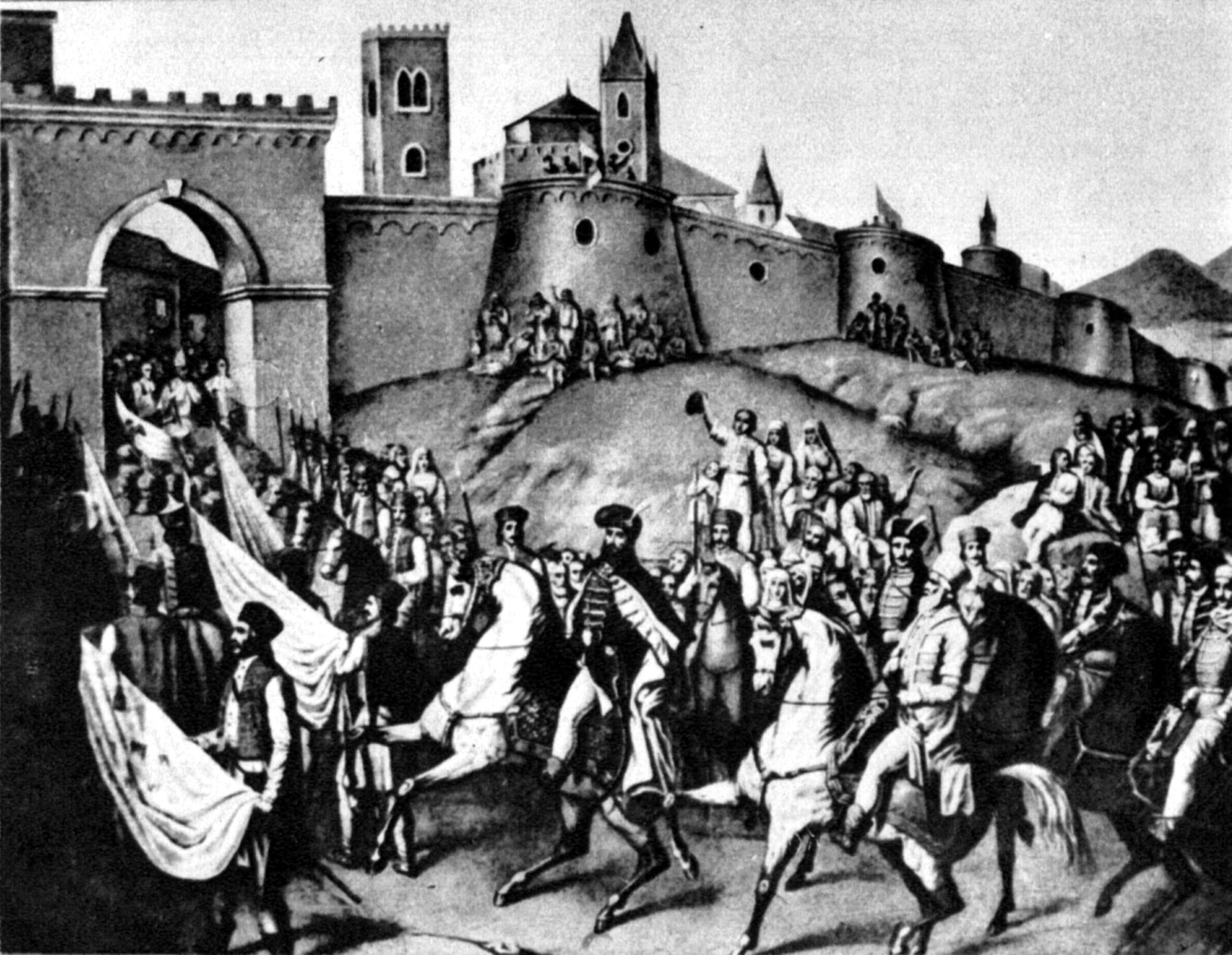
Intrare lui Mihai Viteazul în Alba Iulia

După o analiză mai aprofundată a tablourilor cu compoziție istorică, se constată că ele se caracterizează prin mișcare și amplasarea corectă a grupurilor care-l înconjoară pe erou. Personajele, în majoritatea lor conțin în ele o vibrație patriotică specifică perioadei pașoptiste. La fiecare lucrare prim planul este dominat de figura domnitorului, el fiind reprezentat cu multă energie, ținută și demnitate în priviri. Prestanța voievodului este completată cu prisosință de către masele populare, care își aduc în final aportul la surprinderea momentului istoric celebrat. Dacă privitorul își permite o clipă de răgaz în analizarea compoziției Cea din urmă noapte a lui Mihai Viteazul, poate surprinde determinarea pictorului în realizarea tematicii. Mihai Viteazul este gata de luptă în ultimele sale clipe, poartă sabia în mâna stângă (Mihai fiind stângaci) cu toate că este înconjurat de dușmani. Amănuntele istoric validate și modul cum a gândit Lecca compoziția, fac astfel ca Mihai Viteazul să fie identificat drept erou dintr-o simplă privire. În mod evident, pictura Renașterii italiene și-a adus aportul în opera lui Lecca. Acest lucru se vede din recunoașterea de către privitor a elementelor caracteristice armatei străine, din compoziție. Se observă că Lecca a reprezentat foarte corect îmbrăcămintea de epocă a Occidentului din acele vremuri. Un lucru suplimentar demn de menționat este că țăranii români înfățișați în acest tablou sunt printre primii care apar în pictura românească. Ei se mai întâlnesc și în alte tablouri ale lui Lecca, precum ar fi Intrarea lui Mihai Viteazul în Alba Iulia. Pictorul a dat importanță reprezentării personajelor indiferent de clasa socială din care făceau parte. A fost egal în reprezentarea boierilor ca și în cea a țăranilor sau a voievozilor. Pe de altă parte, unele dintre compoziții sunt prea schematice și de câte ori a înfățișat caii ei au ieșit nereușiți, cu picioarele înțepenite și capetele lipite de trup, fără a da senzația de forță și de mișcare maiestuoasă.
Barbu Theodorescu consideră în monografia sa că Lecca este mai vibrant și mai realist în opera lui, decât Dimitrie Bolintineanu în poezia pe care acesta a creat-o cu aceeași factură, tematică și inspirație. Cum amândoi aparțin curentului romantic, ei au căutat să poetizeze momentele istorice ale poporului român, unul prin rime și imagini poetice, altul prin culoare. Opera lor s-a bucurat de mare succes în rândul maselor și au ajuns cei mai importanți romantici ai României. Din păcate, prin lipsa lor de profunzime s-au banalizat prin alunecarea lor în retorism și repetare. Așa cum Theodor Aman l-a înlăturat pe Lecca din viața artistică, așa a pățit Bolintineanu cu Mihai Eminescu. Însă, Lecca și Bolintineanu au deschis la final calea unor mari figuri ale culturii românești. Ca o concluzie, se poate spune că tematica istorică l-a consacrat pe Constantin Lecca. Nicolae Iorga face o frumoasă fixare a lui Lecca în peisajul artistic românesc, după cum urmează:
... „Lui Panaiteanu îi corespunde în Muntenia - Lecca. Acesta însă e mai neastâmpărat, mai harnic, are mai multe idei, e stăpânit de ideea națională întărită în petrecerea sa la Pesta, între tinerii ardeleni și ungureni și are aplecarea spre literatură. Litografiile nu sînt specialitatea sa, dar el e întemeietorul picturii istorice la noi, în care izbutea, ce e drept, mei puțin decît în anumite tablouri mărunte, ca acelea ce atîrnă de pereții pustii ai casei proprietății din Brîncoveni. Prin anii 1830 încă, el lucrase un Mihai Viteazul murind, pornită de la această Academie, unde s-a întors acuma, are de altfel un fabulos Dragoș, ca întemeietor al țării Moldovei.”
----- Nicolae Iorga: Pinacoteca din Iași, în Floarea Darurilor, 1907, Vol. II, nr. 17, 22 iulie, pag. 266

### Galerie grafică

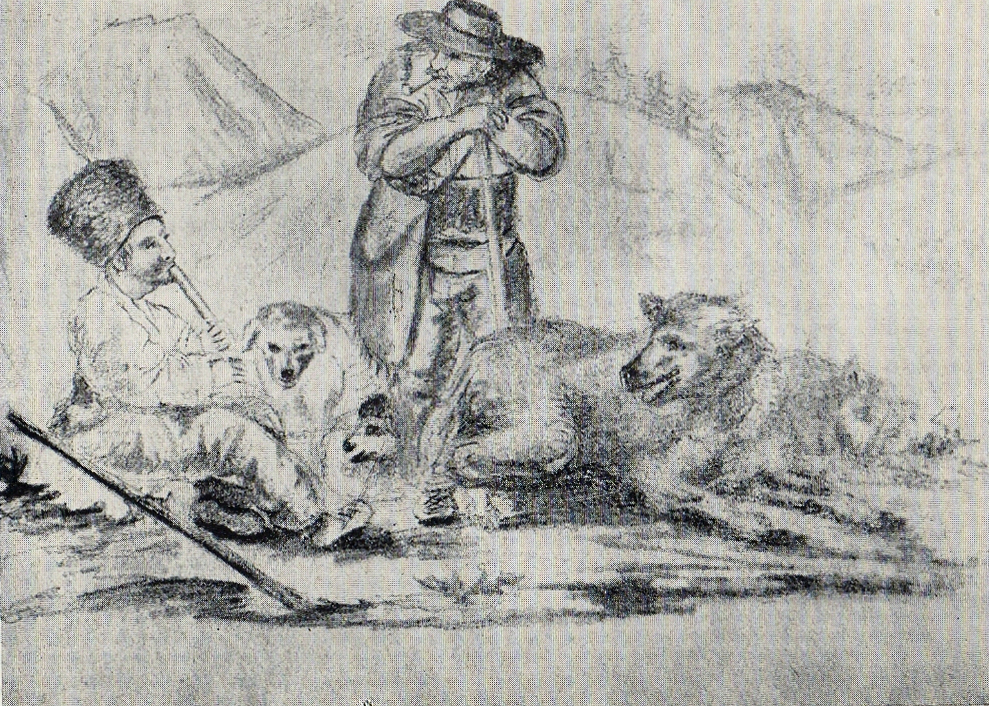
Ciobani
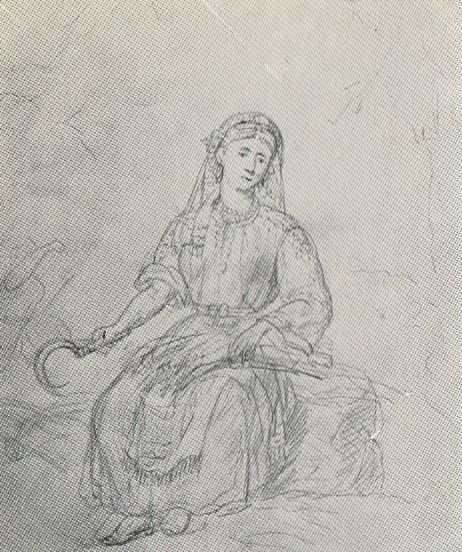
Țărancă (1)
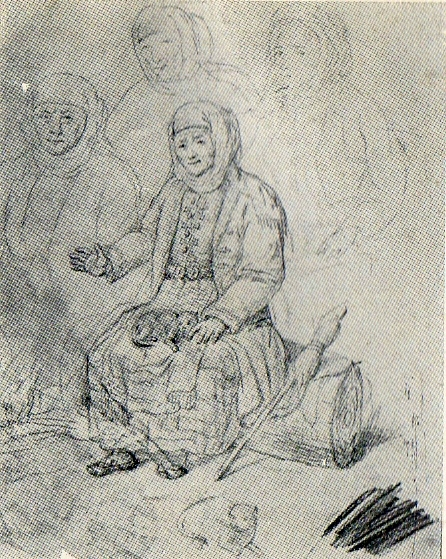
Țărancă (2)
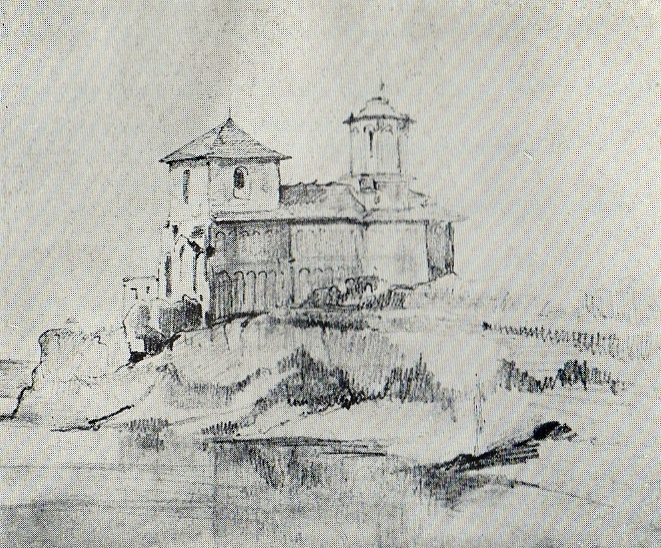
Mănăstirea Plumbuita

## In memoriam
În amintirea lui Constantin Lecca au fost botezate cu numele lui străzi din Brașov, Craiova și din București. De asemenea s-a păstrat casa în care a locuit artistul numită Casa Brăiloiu-Lecca. Clădirea este un monument de arhitectură din municipiul Craiova catalogat cu codul Cod LMI: DJ-II-m-B-08034 Categoria: B. Ea este situată pe strada Constantin Lecca, nr. 29, vis-a-vis de Casa Otetelișanu. Clădire a fost construită de însuși pictorul.

Opere In memoriam pentru Constantin Lecca
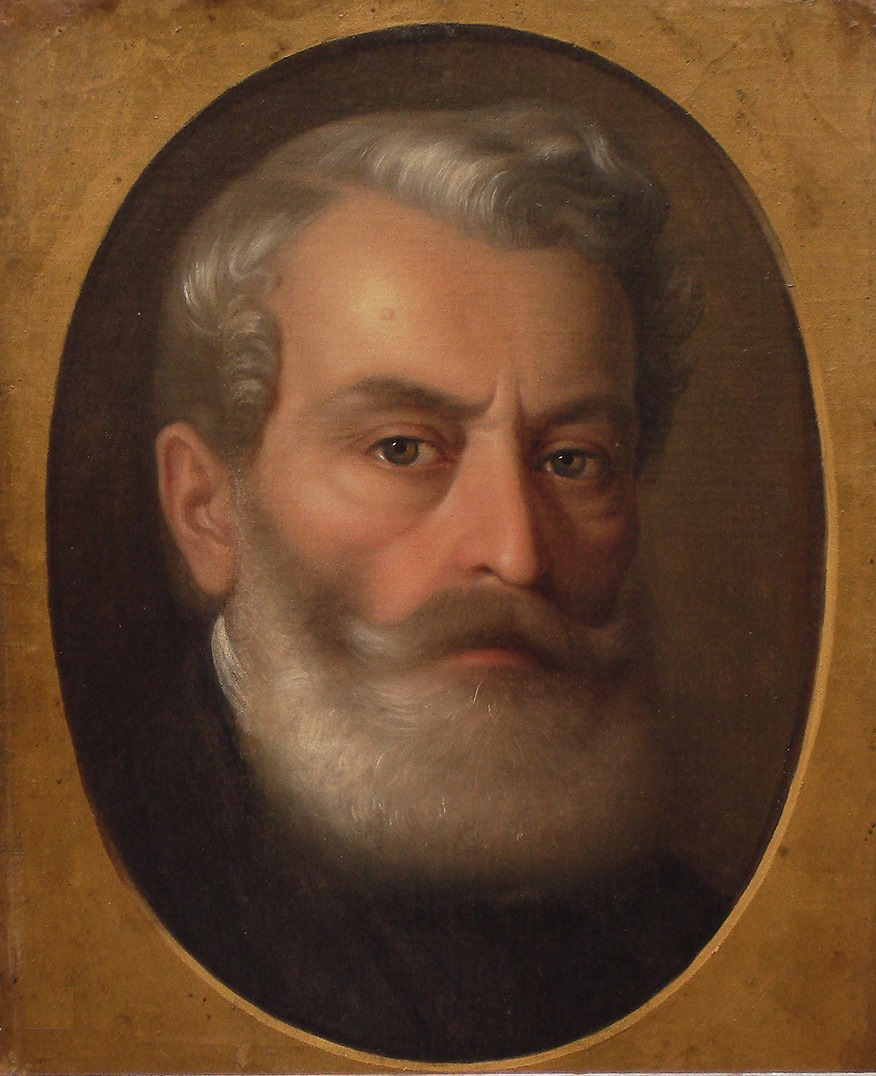
Portretul lui Lecca realizat de Gheorghe Tattarescu
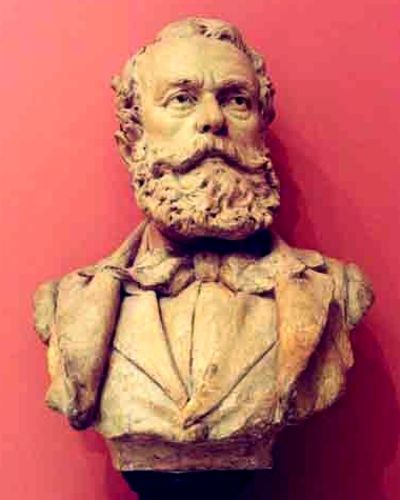
Constantin Lecca, bust realizat de Ion Georgescu
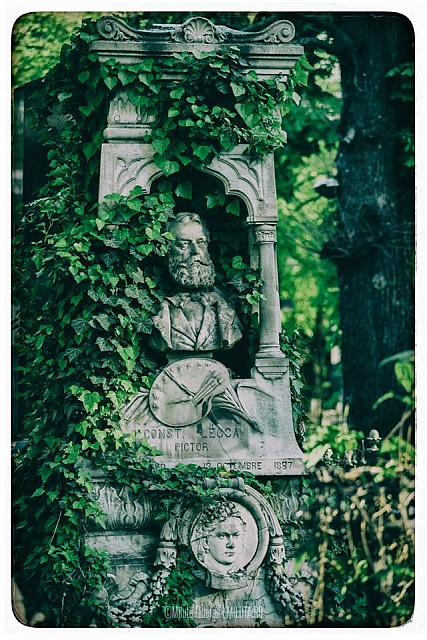
Monument funerar la mormântul lui Constantin Lecca, realizat de Ion Georgescu

## Cleopatra Lecca (Poenaru)
- Vizitați articolul principal Cleopatra Lecca

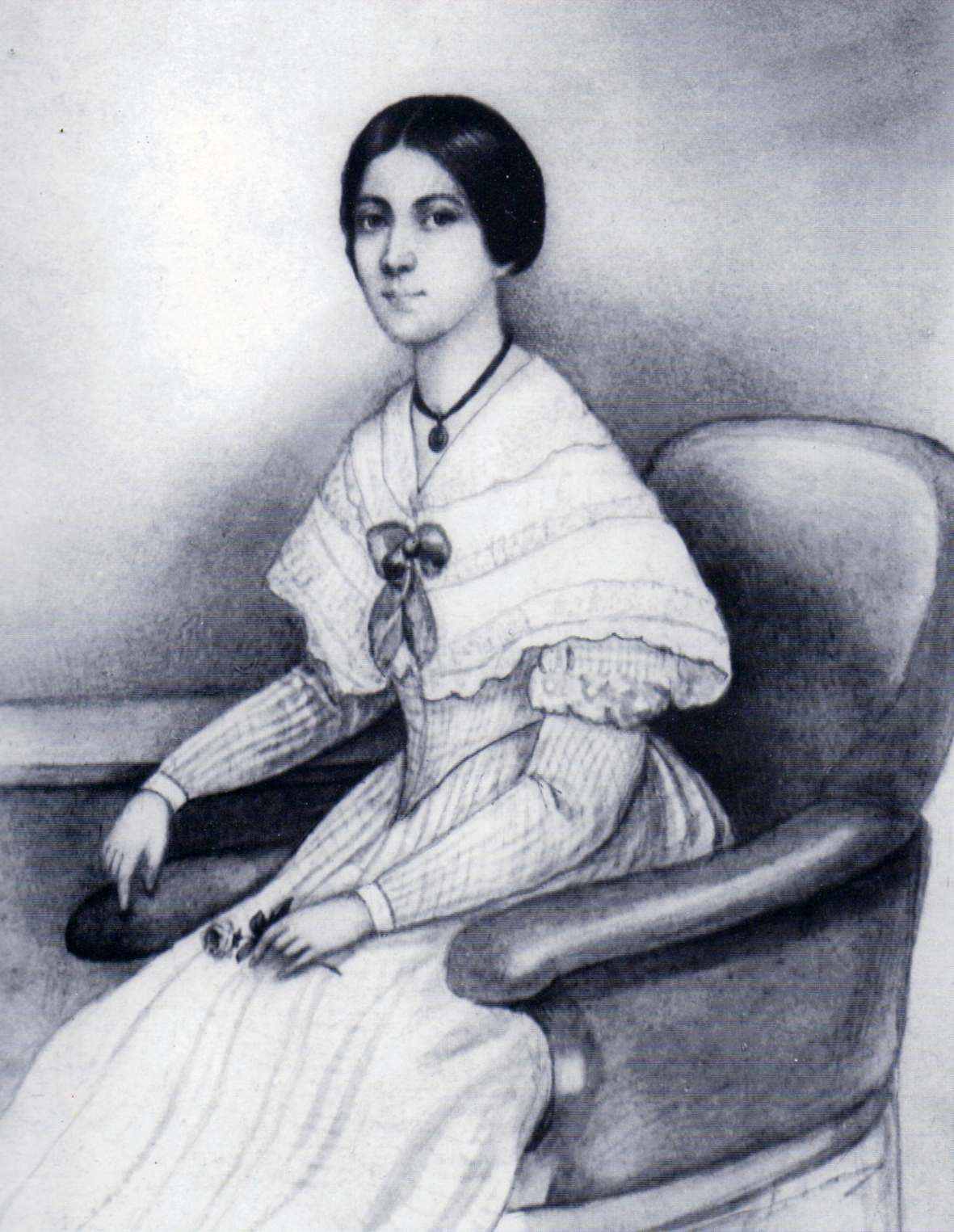
Cleopatra Lecca
(Poenaru)

Cleopatra Lecca[G] (n. 1837 - d. 1900) a fost primul copil al lui Constantin Lecca. Ea s-a născut la Craiova și a fost botezată la Biserica Madona Dudu de către Maria Urdăreanca, devenind mai apoi  o cunoscută muză a poetului Mihai Eminescu, prin anii 1880. Inspirat de fiica lui Lecca, Mihai Eminescu a scris cunoscuta poezie Pe lângă plopii fără soț.
Cleopatra Lecca a fost în perioada 1874 - 1875 iubita lui Titu Maiorescu, pe care de altfel l-a cunoscut din copilărie. Ea a fost căsătorită cu Grigore Poenaru cu care a avut doi copii.

## Controverse, incertitudini

### Copilăria și formarea școlară
- Părerile sunt unanime: nu se știe aproape nimic despre copilăria lui Constantin Lecca.[7][8]
- Nu se cunoaște dacă pictorul Constantin Lecca ar fi urmat cursurile gimnaziului săsesc din Brașov. Barbu Theodorescu doar a presupus[7] că acesta le-ar fi urmat, datorită faptului că Lecca știa limba germană și a făcut numeroase traduceri, iar Paul Rezeanu[8]  a fost aproape sigur, fără a aduce alte elemente sau surse credibile pentru susținerea afirmațiilor pe care le face.
- Nu se știe dacă Lecca ar fi urmat cursurile școlilor de la Blaj. Barbu Theodorescu doar presupune aceasta[7]  datorită faptului că Lecca era pasionat de istorie, iar Paul Rezeanu afirmă că Lecca s-ar fi mutat la Blaj[8], fără a aduce surse pentru susținerea opiniei sale.

### Perioada studiilor de laBuda
- Barbu Theodorescu nu a putut spune cu siguranță dacă Lecca ar fi ajuns la Roma.[17] Dacă Lecca a fost la Roma, este de presupus că a vizitat capitala Italiei înainte să se fi mutat la Craiova, adică imediat după încheierea studiilor la Buda.[17] Nicolae Țîncu a susținut că Lecca a studiat la Viena și mai apoi la Roma.[106] Paul Rezeanu a preluat afirmațiile celor doi și a menționat faptul că nu există nicio dovadă sau mărturie credibilă care să afirme că în perioada 1828 - 1832, Constantin Lecca ar fi fost la Roma.[14] Nici faptul că Lecca ar fi fost în această perioadă la Viena nu este susținut cu surse de către niciunul din biografi, cu toate că Barbu Theodorescu inclină spre aceasta.

### Perioada vieții la Craiova

#### Profesorul de la Craiova
- Paul Rezeanu consideră că venirea lui Constantin Lecca la Craiova pe postul de profesor de desen și caligrafie s-ar datora lui Zaharia Carcalechi,[33] care ar fi avut relații destul de serioase la București. Supozițiile lui merg chiar mai departe și consideră că un rol în acest sens l-ar fi avut chiar Ion Heliade-Rădulescu sau Petrache Poenaru. Însă, Paul Rezeanu nu aduce dovezi în ipoteza sa.

#### Editorul și tipograful
- Barbu Theodorescu emite ideea că tipograful Constantin Lecca și-ar fi achiziționat tipografia cu ajutorul lui Zaharia Carcalechi care i-ar fi furnizat-o. Banii cu care a achitat Lecca tipografia, susține Paul Rezeanu, ar fi provenit din banii lui Lecca proprii și nu din averea soției sale.[37] Barbu Theodorescu nu face referire la sursa banilor ci doar la grupul celor care l-au ajutat pe Lecca la achiziționare, respectiv familia Oteteleșanu și Petrache Poenaru.[36] Toate supozițiile emise de Barbu Theodorescu și Paul Rezeanu nu au un fond documentar vrednic de a fi considerat ca sursă. Anterior înființării tipografiei lui Lecca, Paul Rezeanu afirmă că ar mai fi existat pe teritoriul Craiovei o altă tipografie a doctorului Caracaș.[31] Tipografia acestuia ar fi avut licență de funcționare în regim de monopol  până în anul 1837.[31] Acest fapt explică de ce Lecca nu a putut să înființeze anterior anului 1837 o tipografie. Lecca a făcut o cerere adresată domnitorului Alexandru Ghica pentru înființarea tipografiei de abia în data de 9 iulie 1837.[31] Afirmația lui Rezeanu cum că Lecca ar fi înființat prima tipografie din Craiova, intră în contradicție tot cu afirmația lui Rezeanu din aceeași monografie, precum că ar fi existat tipografia lui Caracaș.[31] Barbu Theodorescu nu face nicio referire la Caracaș.

### Picturi murale
- Paul Rezeanu a menționat în monografia lui Lecca din anul 2005 faptul că Biserica Sfântul Nicolae din Câmpulung Muscel ar fi fost zugrăvită de Mișu Popp, Barbu Stănescu și Constantin Lecca, fără a aduce aduce surse pentru susținerea afirmației.[78] Afirmația lui Paul Rezeanu intră în contradicție cu analizele făcute asupra activității pictorilor Mișu Popp și Constantin Lecca de către Ion Frunzetti[107], Corneliu Comănescu[108], Virgil Vătășianu[109] și Elena Popescu.[110] Monograful Barbu Theodorescu nu a făcut nicio referire la biserica din Câmpulung Muscel.
- Cercetătorul Mihai Manolache prin studiile pe care le-a realizat, menționează că Mișu Popp împreună probabil cu Constantin Lecca, ar fi pictat și Biserica Sfânta Treime (pe Tocile) din Scheii Brașovului.[111][112]
- Paul Rezeanu a preluat o informație de natură orală și nesusținută de surse, de la Ana Grama, strănepoata episcopului Vasile Moga. Informația spune că Lecca ar fi pictat singur iconostasul bisericii Mogaiană din Sebeș.[78] Plata lucrării ar fi fost achitată de către Vasile Moga.[78]
- Informațiile despre existența picturilor murale realizate de Constantin Lecca și Mișu Popp la bisericile de la Curtea Veche[113], Sfânta Ecaterina[C] și Răzvan Vodă sunt confuze. La Sfânta Ecaterina, în anul 2015 a fost în plină desfășurare o activitate de restaurare ai cărei protagonișiti au afirmat că circa 90% din picturile făcute de Lecca și Popp vor putea fi scoate la iveală de sub repictările la care a fost supusă biserica de-a lungul timpului.[114]

Picturile murale din Biserica Răzvan Vodă din București
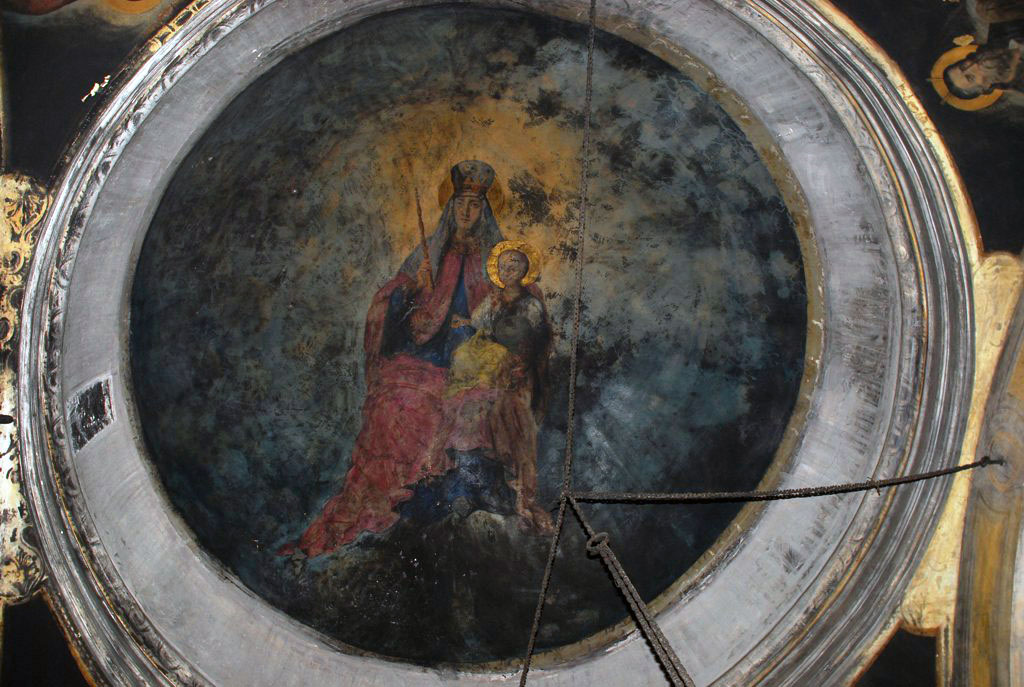
Prea Curata Fecioara Maria
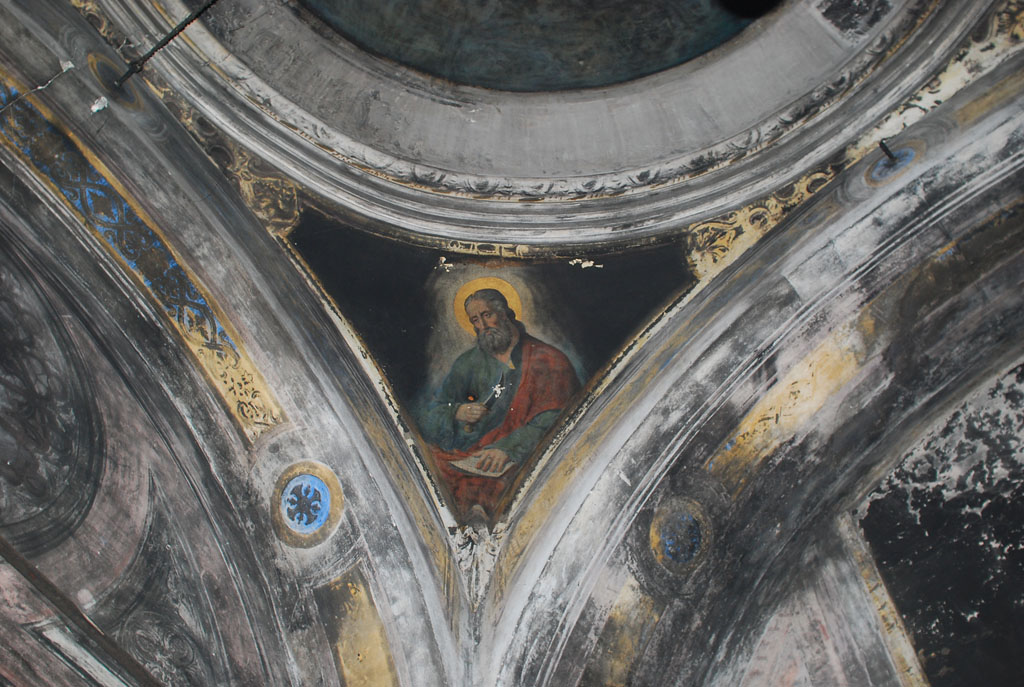
Proroc
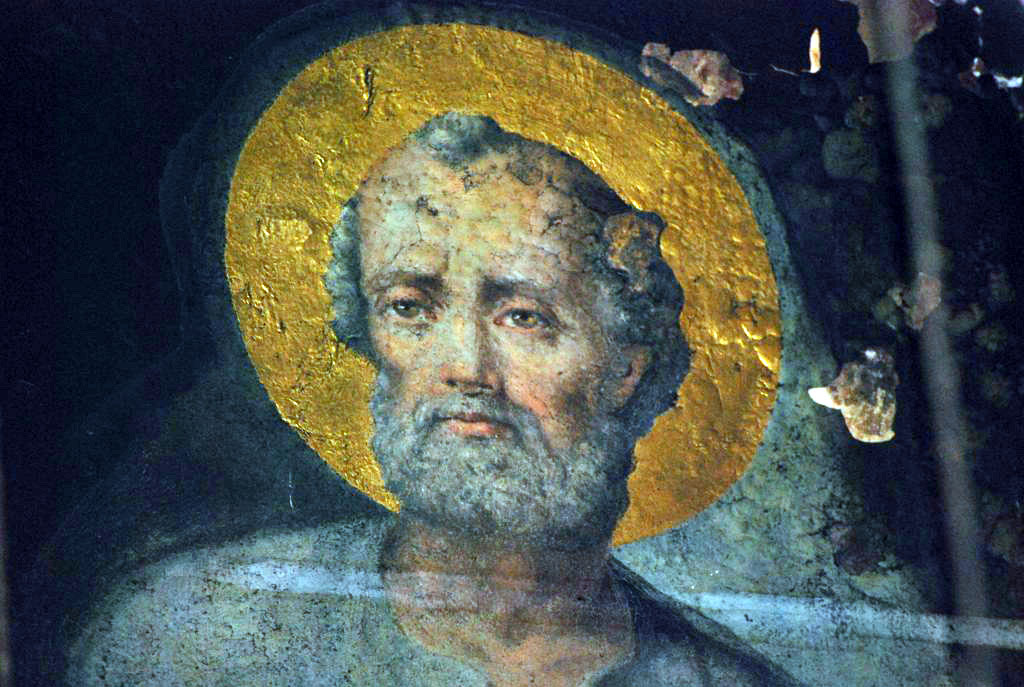
Sfântul Apostol Petre
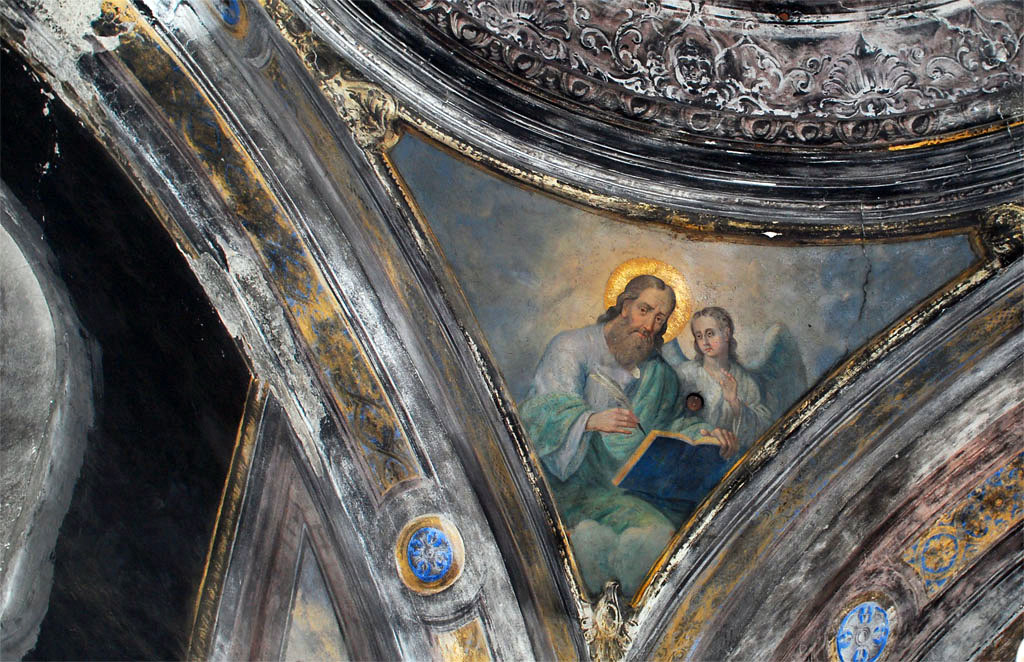
Evanghelist

La Răzvan Vodă pereții bisericii erau spălați în anul 2015, iar picturile murale este foarte probabil să aparțină lui Lecca și Popp. Răzvan Vodă se afla în perioada 2013 - 2015 în plin proces de restaurare exterioară și interioară. De menționat că Paul Rezeanu a afirmat că tot ce au facut împreună cei doi artiști în bisericile din România nu mai există. Barbu Theodorescu a consemnat că doar la biserica Madonna Dudu și la Sfântul Ilie din Craiova nu mai există nimic. Tot el a afirmat că la biserica din Scheii Brașovului nu mai există pictura murală originală, acolo ar fi rămas în schimb trei icoane realizate de Constantin Lecca: (1) Cina cea de taină, (2) Spălarea picioarelor, (3) Intrarea lui Isus în biserică. Barbu Theodorescu a mai afirmat că, din ceea ce a făcut Lecca (fiind subînțeleasă departajarea: fără Mișu Popp) pe tărâm religios, nu mai existau în 1969 decât doar cele trei icoane din Brașov.

Picturile murale din Biserica Curtea Veche din București
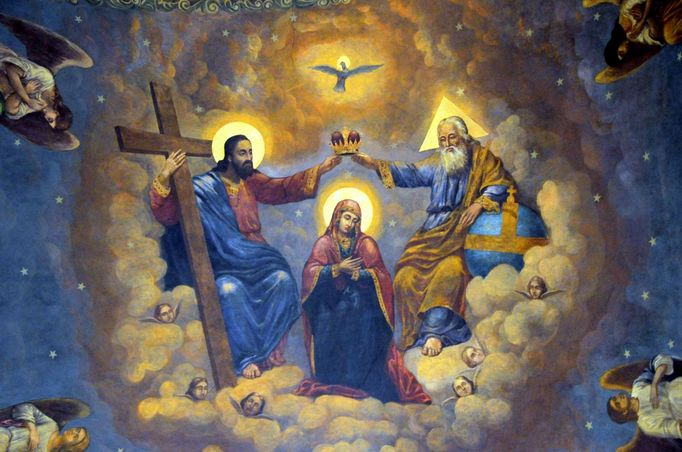
Sfânta Treime și Fecioara Maria
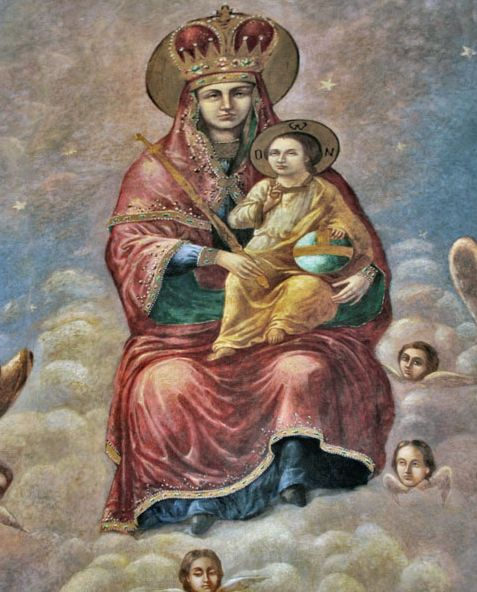
Maica Domnului cu Pruncul – detaliu
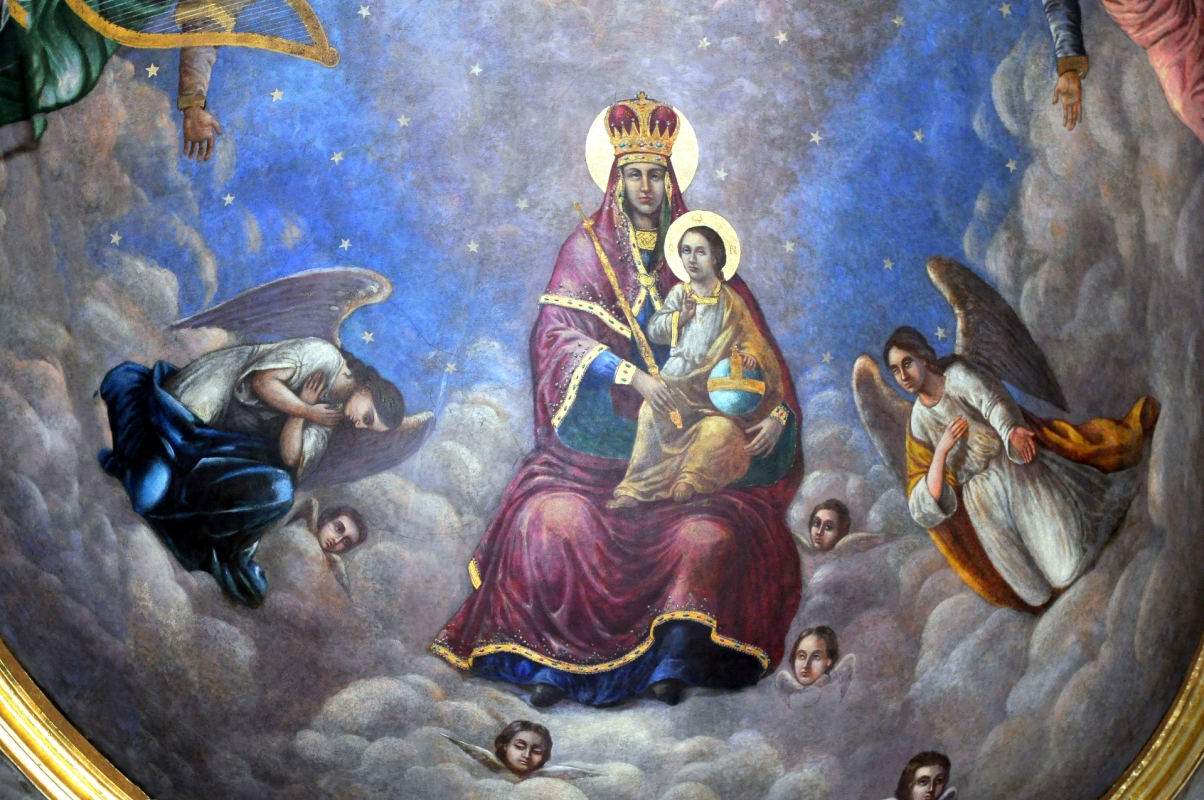
Fecioara Maria cu Pruncul
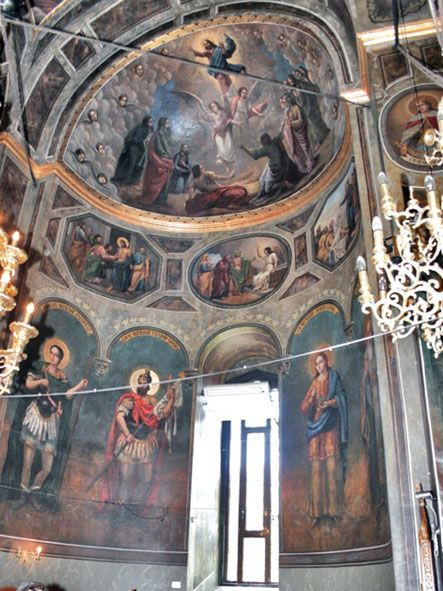
Absida sudică a naosului
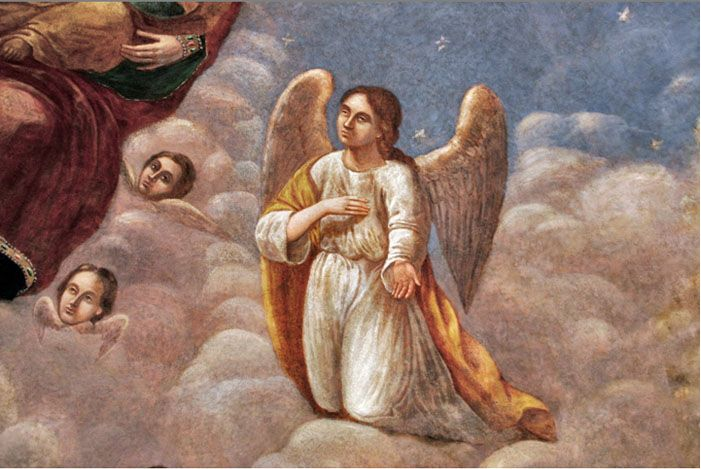
Detaliu din cupola altarului

În concluzie, bisericile de la Curtea Veche, Răzvan Vodă și Sfânta Ecaterina nu mai au nimic din picturile originale. Faptul este contrazis de restauratori care spun că la Sfânta Ecaterina a rămas cam tot ce au făcut cei doi. La Răzvan Vodă nu se spune nimic pe site-ul bisericii, dar se subînțelege ca și la Curtea Veche pictura murală există.

### Portrete și alte picturi
- Barbu Theodorescu a susținut ideea că pictura intitulată Portretul unui tânăr (bărbat) ar fi un autoportret.[17] Paul Rezeanu a fost rezervat în această apreciere.[117]
- A existat o confuzie în ceea ce privește tabloul Lăsați copiii să vină la mine. Acesta a fost menționat în monografia lui Jack Brutaru din 1956 că ar fi fost o compoziție originală făcută de Lecca.[118] Barbu Theodorescu nu a fost de acord cu această supoziție și a considerat că lucrarea este copie făcută după maeștrii italieni, posibil Tițian.[75]
- Un portret al voievodului Mihai Viteazul făcut de Lecca, ar fi existat în sala mare a Colegiului Național „Andrei Șaguna”[89][90] După cum spune Barbu Theodorescu, această lucrare era diferită ca abordare de desenul din Biblioteca românească, voievodul fiind înfățișat cu celebra sa căciulă, cu mantie domnească și cu agrafa cu briliante și pene.[91]
- Paul Rezeanu a susținut în monografia lui C. Lecca din anul 2005,[119] că Portretul serdarului Dimitrie Aman a intrat în mod greșit în conștiința publică românească drept fiind o operă realizată de Constantin Lecca. El susține că pictura ar fi fost făcută de Carol Wallenstein de Vella. Aduce ca argument faptul că analizând scrisoarea pe care Dimitrie Aman o ține în mâna stângă, se poate desluși cu certitudine că pictorul a scris anul 1828.[119] În acel an Constantin Lecca se afla la studii la Buda și ca urmare nu putea avea ca model pe Dimitrie Aman pentru realizarea acestui portret.[119][120] Paul Rezeanu susține că din opera realizată de către Carol Wallenstein de Vella la Craiova, nu mai există decât Portretul lui Grigore Brădescu (1820) și Portretul serdarului Dimitrie Aman, ambele aflându-se în anul 2005 la Muzeul de Artă din Craiova.[119]

### Influențe
- O opinie a Elenei Popescu, consemnată în 2004 în revista Transilvania, a afirmat o influență nefastă a lui Lecca asupra lui Popp, fără a preciza date suplimentare.[121] Aceeași autoare a continuat ulterior prin relansarea criticii de specialitate privind opera lui Mișu Popp, odată cu studiul făcut în cartea sa Mișu Popp: Reprezentant al academismului românesc: Pictura religioasă și pictura laică, publicată la Sibiu în 2007. Conform autoarei, posteritatea critică a identificat mai degrabă lipsurile operei lui Popp decât a încercat să scoată în evidență, calitățile incontestabile care l-au impus în peisajul academismului românesc din a doua jumătate a secolului al XIX-lea.[122] Chiar dacă Mișu Popp nu a fost un deschizător de drumuri în pictura națională și nu a adus un aport novator în arta românească, pornind de la comentariile critice deja clasice ale lui Virgil Vătășianu (1932) și ale lui Ion Frunzetti (1956), Elena Popescu a argumentat situarea operei lui Mișu Popp în același plan cu Gheorghe Tattarescu și în proximitatea lui Theodor Aman.[122] Ca urmare, ea a considerat că artistul Mișu Popp s-a aflat mai presus de mentorul și colaboratorul său Constantin Lecca.[122][123]

## Traduceri
- August von Kotzebue: Cruciații, Craiova, 1839.